# Liste der Gerechten unter den Völkern aus Polen

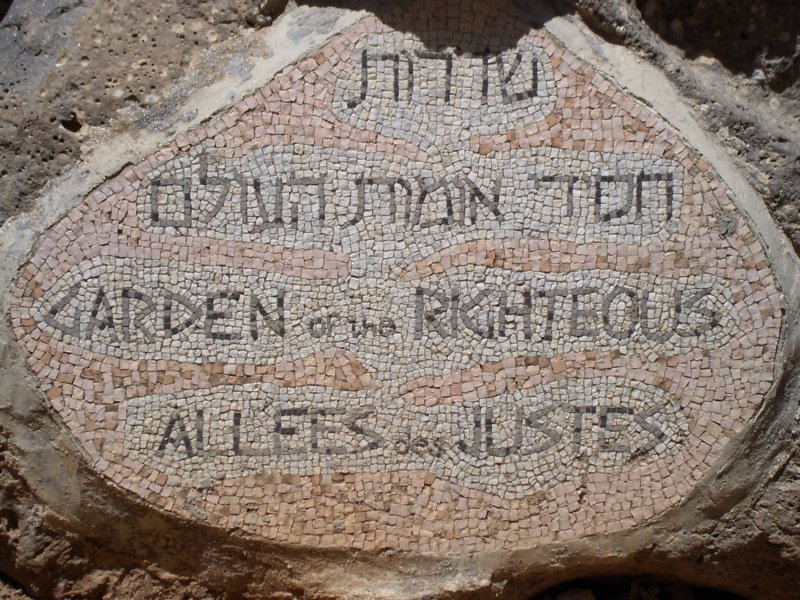
Eingang zum „Garten der Gerechten“ in der Gedenkstätte Yad Vashem

Die Liste der Gerechten unter den Völkern aus Polen führt in alphabetischer Reihenfolge diejenigen Polen auf, die von der Gedenkstätte Yad Vashem mit dem Titel Gerechter unter den Völkern geehrt wurden. 

## Hintergrund
Dieser Titel wird an nichtjüdische Einzelpersonen verliehen, die unter nationalsozialistischer Herrschaft während des Zweiten Weltkriegs ihr Leben einsetzten, um Juden vor der Ermordung zu retten. 
7232 Polen haben bis zum 1. Januar 2022 den Titel Gerechter unter den Völkern verliehen bekommen.

## Liste
Die Liste ist alphabetisch nach Nachnamen geordnet. Hinter dem Namen ist jeweils das Geburtsdatum, das Sterbedatum, der Ort der Rettung, der Grund der Ehrung und das Jahr der Ehrung angegeben.

### A
| Name                  | Geboren | Gestorben | Ort der Rettung | Grund der Ehrung | Jahr |
| --------------------- | ------- | --------- | --------------- | ---------------- | ---- |
| Franciszka Abramowicz |         |           |                 |                  | 1987 |

- Janina Abramowicz und Jozef Abramowicz, 1975
- Natalia Abramowicz, 1969
- Maryla Abramowicz-Wolska, 1981
- Leon Adamczak, 2018
- Janina Adamczuk und Antoni Adamczuk, 1999
- Jan Adamczyk, Mariana Adamczyk und ihre Kinder Helena, Lucianna, Jadwiga und Jan, 1975/1997
- Szymon Adamczyk, Weronika Adamczyk, und ihre Kinder Boleslaw und Jozef, 1992
- Wanda Adamczyk und ihre Mutter Anna Milczanowska, 1994
- Stanislaw Adameczek und Feliksa Adameczek, 1994
- Malgorzata Adamek, 1984
- Maria Adamkowska, 1968
- Irena Adamowicz, 1985
- Jan Adamowicz, Maria Adamowicz und ihre Kinder Jozef, Janina, Stanislaw, Antonina und Eugenia, 1992
- Jozef Adamski, Michalina Adamski und ihre Tochter Helena, 1982
- Marianna Adasiak und ihre Tochter Irena, 1989
- Krystyna Adolph, 1984
- Wanda Ajdels-Pawlowska, 1985
- Wincenty Aloszko, Paulina Aloszko und ihre Kinder Jozef und Alfred, 1986
- Ignacy Ambroziak und Rozalia Ambroziak, 1991
- Julian Ambroziewicz, 1993
- Maria Andzelm, 1994
- Stefan Andzelm und Waleria Andzelm, 1983
- Franciszek Antczak, 2003
- Andrzej Antonik, Anna Antonik und ihre Tochter Ludwika Janczura, 1992

- Wincenty Antonowicz und Jadwiga Antonowicz, 1997
- Lucyna Antonowicz-Bauer, 1998
- Feliks Antosiewicz und Wiktoria Antosiewicz, 1992
- Konstanty Apollow und Jadwiga Apollow, 1987
- Albin Arciszewski, 2018
- Mark Arczynski, 1965
- Jozef Armatys und Agata Armatys, 1978
- Maria Armatys-Przedmolska, 1982
- Mikolaj Artymiak, Helena Artymiak und ihre Tochter Eugenia, 1989
- Jerzy Arwanitti und Helena Arwanitti, 1968
- Anna Aschenbrenner, 2018
- Maria Assanowicz, 1982
- Kazimiera Augustowska-Rybowicz, 1986
- Bronislawa Augustynek-Fritz, 1986
- Erazm Augustyniak, Kazimiera Augustyniak und ihre Tochter Stanislawa, 1974/1985
- Zofia-Maria Awni-Wieczorek, 1984

### B
| Name        | Geboren | Gestorben | Ort der Rettung | Grund der Ehrung | Jahr |
| ----------- | ------- | --------- | --------------- | ---------------- | ---- |
| Aniela Baba |         |           |                 |                  | 1997 |
| Helena Baba |         |           |                 |                  | 1997 |

- Kazimiera Babiarz und ihre Tochter Halina, 1985Baum auf den Namen von Gertruda Babilińska im Garten der Gerechten unter den Völkern, Yad Vashem
- Gertruda Babilinska, 1963

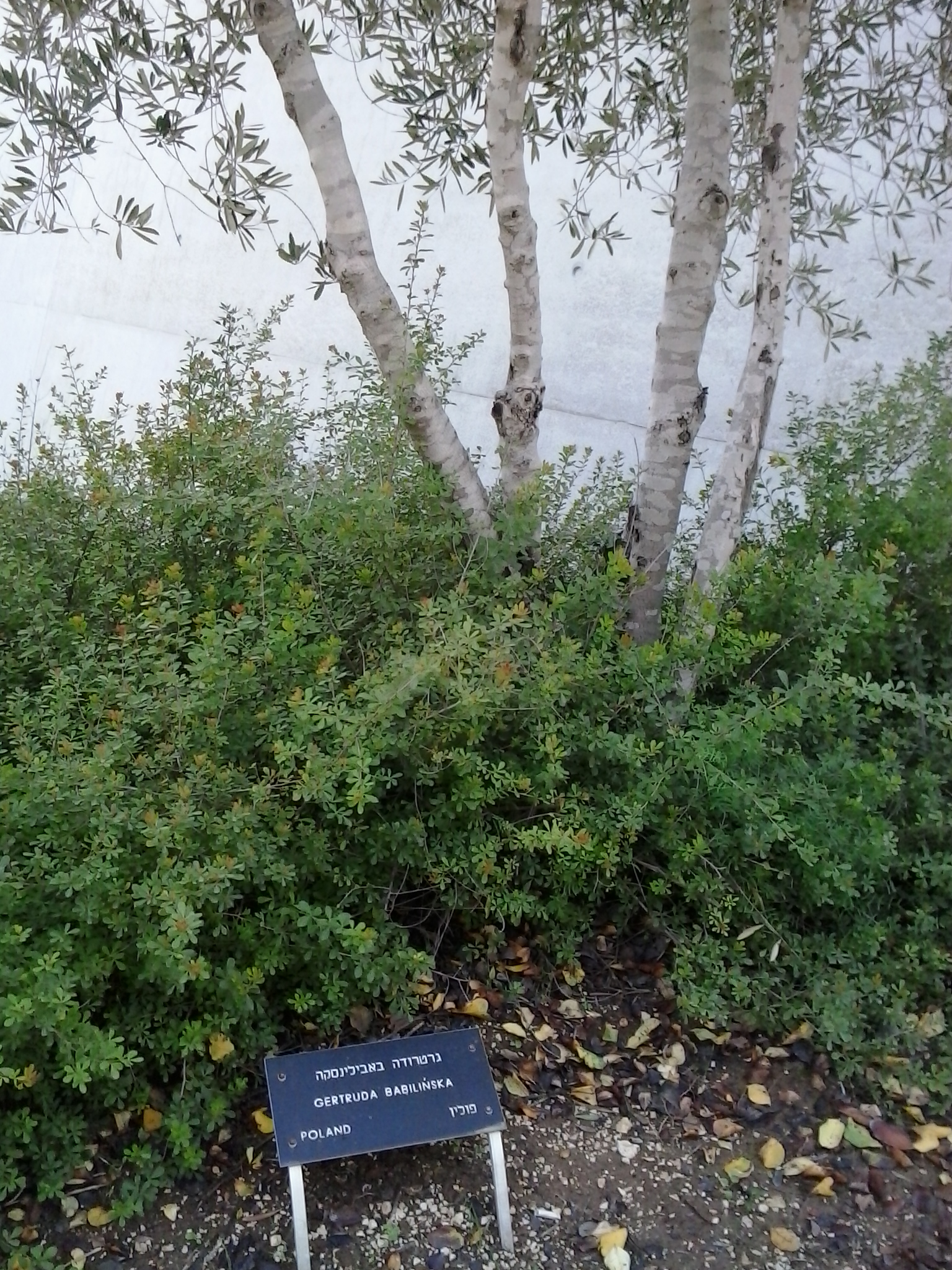
Baum auf den Namen von Gertruda Babilińska im Garten der Gerechten unter den Völkern, Yad Vashem

- Zofia Babinska und ihre Tochter Danuta, 1985
- Zofia Babisz und ihre Kinder Stefania und Wisia, 1993
- Stanislaw Bachul, Ludwika Bachul und ihre Kinder Wladyslaw, Roman, Janina, Anna und Maria, 1990
- Leokadia Baczynska, 1981
- Stefan-Franciszek Badowski, 1984
- Ludmila Baginska und ihr Sohn Tadeusz, 1992
- Irena Baginska-Puchalska, 1987
- Teofila Bajak und Aleksander Bajak, 2001
- Aniela Bajewska, 2016
- Zofia Bajkowska (Balacka), 1981
- Halina Bajraszewska (Assanowicz), 1982
- Antonina Bak, 1990
- Tadeusz Bakala und Helena Bakala, 1996
- Danuta Bak-Wolanska, 1985
- Wanda Baldowska, 1985
- Jozef Balicki und Katarzyna Balicki, 1987
- Stanislaw Balicki und ihr Bruder Wladyslaw, 1987
- Zygmunt Balicki, Jadwiga Balicki und ihre Tochter Helena, 1985
- Kazimierz Balinski, Janina Balinski und ihre Tochter Stanislawa, 2002
- Sylwester Balinski und Agnieszka Balinski, 2002
- Czeslaw Balsewicz, 1994
- Wiktoria Balul, Wincenty Balul und ihre Kinder Franciszek und Antoni, 1994
- Jozef Balwierz, 2007
- Jan Banach und Anna Banach, 2001
- Michal Banach und Karolina Banach, 2018
- Franciszek Banas, 1980
- Franciszek Banasiewicz, Magdalena Banasiewicz und ihre Kinder Maria und Tadeusz, 1991
- Anna Bando-Stupnicka, 1983
- Jozef Banek und Anna Banek, 1976
- Jozef Banek und seine Tochter Irma (Kaplonska), 1993
- Zofia Bania, 2011
- Kazimierz Baniak, 2005
- Zofia Baniecka, 2016
- Wladyslawa Bankowska und seine Schwester Stanislawa Blichert, 1987
- Celina Bar Natan-Kujawska, 1987
- Jozef Bar, Julia Bar und ihre Tochter Janina, 1999
- Anna Baran und Julian Baran, 1985
- Boleslaw Baran, 1981
- Franciszek Baran, Anna Baran und ihre Kinder Boleslaw und Mieczyslaw, 1987
- Jozef Baran und Eleonora Baran, 1994
- Jozefa Baran, 1992
- Katarzyna Baran, 2015
- Larisa Barancewicz, 1965
- Modesta Baranek (Jadlina) und ihre Eltern Jan und Marianna, 1988
- Wincenty Baranek, Lucja Baranek, ihre Kinder Henryk und Tadeusz sowie seine Stiefmutter Katarzyna, 2012
- Jozefa Baranowska und ihre Tochter Irena Krasuska, 1993
- Gerwazy Baranowski, Emilia Baranowski und ihr Sohn Feliks, 2017
- Janina Baranska und ihr Sohn Stanislaw, 1993
- Jan Baranski, Wladyslawa Baranski und ihre Kinder Hanna, Zbigniew und Stefania Lyszczynska, 1996
- Helena Barchanowska, 1993
- Helena Barcikowska und ihre Kinder Jozef und Tadeusz, 1985
- Brüder Franciszek Barczak, Jozef Barczak und Wladyslaw Barczak, 1993
- Jozef R. Barczynski, 1993
- Marianna Barszcz, 2018
- Zofia Bart und Jerzy Bart, 2002
- Jan Bartczak, 2001
- Marian Bartczak und Helena Bartczak, 1985
- Stefania Bartczak, 1998
- Euzebia Bartkowiak, 2002
- Wojciech Bartosik, 2014
- Zofia Bartoszewicz-Janowa und Jan Bartoszewicz-Janowa, 1982
- Władysław Bartoszewski (2006)Wladyslaw Bartoszewski, 1965
- Julianna Bartoszkiewicz, 2005
- Jan Barut und Ludwika Barut, 1988
- Karolina Barutowicz, 1999

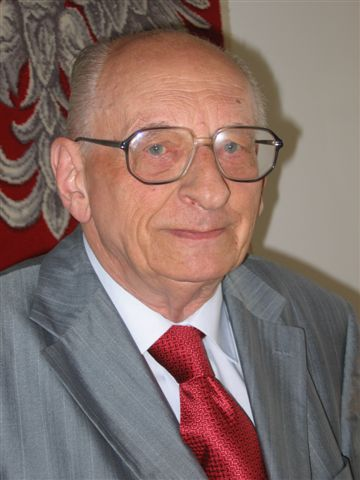
Władysław Bartoszewski (2006)

- Stefan Barutowicz und ihre Tochter Zofia, 1999
- Aniela Barylak, 2007
- Kazimierz Barys und sein Bruder Franciszek, 1987
- Maria Barzal und Janek Barzal, 1983
- Wojciech Basik, 1993
- Weronika Batawia-Klodnicka, 1982
- Zofia Batko-Molenda, 1993
- Mieczyslaw Batorowicz und Maria Batorowicz, 1986
- Maria Baumgarten und Jozef Baumgarten, 1994
- Irena Bawol, 1989
- Stanislaw Bazant und Jozefa Bazant, 1995
- Wincenty-Stefan Bazant, 1995
- Wlodzimierz Bazarnik und Danuta Bazarnik, 1993
- Feliks Bazydlo und Bronislawa Bazydlo, 1996
- Waclaw Bebak und Felicja Bebak, 1998
- Valenti Beck, Julja Beck und ihre Tochter Aleksandra (Ala), 1983
- Herr Bednarczyk, 1984
- Jozefa Bednarek, 2017
- Stefania Bednarska, 1984
- Zofia Bednarska, 1981
- Eugenia Bednarz, 1991
- Maria Belszan, 2001
- Kazimierz Ben, 2016
- Jan Benisz, 2015
- Kazimiera Berczynska, 1986
- Berczynski, Waclaw & Zofia
- Irena Berengut-Zielinska, 1992
- Helena Bereska, 1973
- Janina Bereska, 2010
- Anna Bereta und ihre Kinder Anna und Julian, 1990
- Janina Berger (Kowalyk) und ihre Mutter Karolina Kowalyk, 1983
- Schwester Bernarda (Rozalia Sidelko), 1986
- Zofia Bernat-Sliski, 1995
- Stanislaw Betiuk, 1984
- Mikolaj Bezruczko, Katarzyna Bezruczko und ihre Tochter Jadwiga, 1991
- Boleslaw Bialkowski und Zofia Bialkowski, 1987
- Walentyna Bialostocka, 1984
- Waclaw Bialowarczuk und Lucyna Bialowarczuk, 1990
- Kazimierz Bialy und Janina Bialy, 1991
- Stefan Bialy und Lucyna Bialy (Bogucka), 2015
- Jozef Biczyk und Helena Biczyk, 1982
- Stanislaw Biedrawa, 2017
- Piotr Bieganski und Stanislawa Bieganski, 1965
- Tomasz Biel und Maria Biel, 1991
- Jozia Bielak-Bulat, 1990
- Irena Bielawska, 1983
- Jozef Bielawski, Barbara Bielawski und ihr Sohn Boleslaw, 1994
- Jerzy Bielecki, 1985
- Wojslaw Bielicki, 1990
- Antoni Bielinski und Helena Bielinski, 1989
- Stanislaw Bielinski und Halina Bielinski, 1986
- Zdzislaw Bielinski und Zofia Bielinski, 1989
- Helena Bieniecka-Godlewska, 1986
- Antonina Bieradzka-Krysinska, 1991
- Antoni Biernacki, 2005
- Jozef Biesaga, 2000
- Edmund Biesiada und Julia Biesiada (Nowicka), 1985
- Anna Bieszcz und ihre Mutter Maria Zulak, 2001
- Antoni Bigos und Anastazja Bigos, 2007
- Maria-Janina Bigoszewska, 1997
- Franciszka Bil, 2004
- Tomasz Bil und Olga Bil, 1979
- Tadeusz Bilewicz, 1979
- Stefania Bilinska-Orzechowska, 1990
- Zygmunt Binder und Helena Binder, 1979
- Anastazja Bitowtowa, 2010
- Maria Bitschanowa, 1991
- Jozefa Bizior-Horyslawska, 1987
- Sara Blam, 1964
- Aleksander Blasiak, 2004
- Stanislaw Blaszczyk, Anastazia Blaszczyk und ihre Töchter Stanislawa und Zofia, 1989
- Franciszek Blaszko und Regina Blaszko, 2018
- Jozefa Blaszkowski und Aleksander Blaszkowski, 1978
- Genowefa Blazejczyk, 2003
- Marian Blicharz und Weronika Blicharz, 1993
- Antoni Blichert und Jadwiga Blichert (Bankowska), 1987
- Anna Bloch, 1998
- Kazimiera Blocka und ihre Tochter Regina (Glowacka), 1992
- Antoni Blonski und Jozefa Blonski, 2010
- Franciszek Blonski, Adela Blonski und ihr Sohn Stanislaw, 1994
- Bronislawa Bobatow, Aleksander Bobatow und ihr Sohn Janusz, 1987
- Grzegorz Boberek und Katarzyna Boberek, 1993
- Helena Bobrowska und ihre Töchter Maria, Halina und Teresa, 1995
- Wladyslawa Bobrowska, 2018
- Franciszek Bobrowski, Franciszka Bobrowski und ihre Kinder Michal, Stefan und Maria, 1997
- Maria Bobrowski und Mieczyslaw Bobrowski, 1979
- Franciszek Bochenek und Bronislawa Bochenek, 2005
- Maria Bochenek und Bronislaw Bochenek, 1985
- Zofia Bochenek und Henryk Bochenek, 1995
- Marta Bochenska, 2011
- Jozef Bochenski, Maria Bochenski und ihr Sohn Antoni, 1990
- Halina Bocian und Zygmunt Bocian, 1998
- Irena Bocian, 2017
- Helena Bocon-Kedra, 1988
- Jadwiga Zofia Boczar, 1988
- Flawian Boczkowski, Stanislawa Boczkowski und ihre Kinder Jozef, Zygmunt und Helena Sapierzynska, 2009
- Stanislaw Boczkowski und Zofia Boczkowski (Ossowska), 1966
- Kazimierz Bodaszewski und Maria Bodaszewski, 1986
- Bazyli Bogdan, 1965
- Anna Bogdanowicz, 1983
- Franciszek Bogdanowicz, Izabella Bogdanowicz und ihr Sohn Czeslaw, 1998
- Janina Bogdanska, 1997
- Andrzej Bogucki, 1978
- Karol Bogucki, 1969
- Kazimierz Bogucki, 1981
- Kazimierz Bogucki und Jadwiga Bogucki, 1990
- Lucjan Bogucki und Kazimiera Bogucki, 2015
- Piotr Bogusz und Karolina Bogusz, 1992
- Bruno Boguszewski, 1978
- Zofia Bohdziewicz und Witold Bohdziewicz, 2000
- Tadeusz Bojanowicz und Kazimiera Bojanowicz, 1989
- Stefania Bojarska, 2012
- Jan Bolotnow und sein Sohn Alfred, 1996
- Zbigniew Bolt, 2000
- Kazimierz Bomba und Kazimiera Bomba, 1991
- Rozalia Bombas und ihre Tochter Zuzanna Jakubska, 1987
- Jozef Bonczak und Maria Bonczak, 1988
- Zygmunt Bonczak und Jadwiga Bonczak, 1988
- Stanislaw Boncza-Tomaszewski, 2010
- Wladyslaw Bonkowski, 1967
- Boleslaw Boratynski und Jozefa Boratynski, 1992
- Genowefa Borecka-Szczycinska, 1988
- Henryk Borecki, 1988
- Anna Borek (Mokrzycka), 2017
- Jan Borek, 2015
- Julian Borek und sein Vater Henryk, 1984
- Aleksandra Borkiewicz, 1981
- Aniela Borkowska, 1983
- Anna Borkowska, 1984
- Aurelia Borkowska, 2002
- Stanislaw Borkowski und Maria Borkowski, 1988
- Stefania Borowik, 1988
- Jadwiga Borowska-Kozlowska, 2012
- Stanislaw Borowski und Helena Borowski, 2018
- Jan Boruc, Teofila Boruc und ihr Sohn Czeslaw, 1992
- Michal Borucinski, Zofia Borucinski und ihre Tochter Hanna Soltan, 1999
- Robert Borucki und Natalia Borucki, 1992
- Henryk Borychowski und Ludwika Borychowski, 1999
- Maria Borys, 1997
- Feliks Borysewicz, 1983
- Wladyslawa Borysewicz (Tochter von S. Drozdowska), 1994
- Jerzy Borysowicz, 1984
- Jozef Borzecki und Marianna Borzecki, 2010
- Stanislawa Bozek-Skrzynska, 1992
- Jan Bracha, Antonina Bracha und ihre Tochter Stanislawa, 2000
- Antoni Bradlo und seine Brüder Tadeusz und Eugeniusz, 1986
- Szczepan Bradlo und Klara Bradlo, 1986
- Zofia Bratkowska, 1993
- Franciszek Bratos und Jozefa Bratos, 1992
- Adolf Brauner, 1981
- Anna Brazowska, 1976
- Boleslaw Brejna, Wladyslawa Brejna und ihre Kinder Kazimierz, Zofia, Stanislawa und Tadeusz mit seiner Frau Stefania Barbara, 1982
- Leonard Broczek, Maria Broczek und seine Eltern Franciszek und Jadwiga, 1987/2000
- Helena Broda und Adam Broda, 1985
- Helena Brodowska-Kubicz, 1991
- Wladyslaw Brodziak und Anastazja Brodziak, 1984
- Maciej Brogowski und Cecylia Brogowski, 2006
- Anna Bronic-Kustal, 1992
- Aniela Broszko, 1981
- Zygmund Brun, Wanda Brun und ihre Töchter Alina und Irena Gumulka, 1980
- Wawrzyniec Bruniany, 1976
- Henryk Brust und Aniela Brust, 1979
- Marian Brust und Lucyna Brust, 1979
- Rozalia Bruzda, 1985
- Izabela Bryg-Job, 1980
- Anna Brykalska-Czetwertynska, 1986
- Marcin Brykczynski und Maria Brykczynski (Dambska), 2010
- Johan Brys, 1982
- Jan Brzeski, 1990
- Michalina Brzezanska, 1991
- Edward Brzezinka, 1988
- Irena Brzezinska, 1994
- Jan Brzezinski und Maria Brzezinski, 1977
- Wladyslaw Brzosko, 2018
- Tadeusz Brzostek und Krystyna Brzostek, 1984
- Antonina Brzozowicz und ihre Töchter Maria und Olga, 1996
- Kazimierz Brzuszkiewicz, 1998
- Franciszek Brzyszcz und Katarzyna Brzyszcz, 1996
- Janina Buchholtz-Buskolska, 1965
- Wilhelm Buczek und Sabina Buczek, 1991
- Karol Buczkowski, 1983
- Karol Buczok, 2017
- Jaroslaw Buczynski, 2016
- Piotr Budnik, 1966
- Tekla Budnowska, 2016
- Jozef Budynski, Anna Budynski und ihre Tochter Krystyna Bryk, 2018
- Wladyslaw Budynski, 1982
- Helena Budzinska-Kurek, 2002
- Floria Budziszewska, 2004
- Julia Bugajska, 1990
- Ignacy Bujel und Katarzyna Bujel, 2017
- Konstanty Bujnowski und Wladyslawa Bujnowski, 2008
- Leon Bukowinski und Jadwiga Bukowinski, 1963
- Helena Bukowska, 2014
- Jerzy Bukowski und Waclawa Bukowski, 1999
- Wlodzimierz Bukowski, 2014
- Stefan Bulaszewski, 1992
- Marianna Bulat, 1993
- Jozefa Bulik, Ignacy Bulik und ihre Tochter Wanda, 1996
- Rozalia Bulkowska, 1996
- Jan Bulski und Kazimiera Bulski, 1984
- Marian Burakowski und Alicja Burakowski, 1983
- Jan Burbutowski und Maria Burbutowski, 2018
- Stefan Burchacki und Helena Burchacki, 1980
- Elzbieta Burda, 1984
- Maria Burdowa, 2006
- Andrzej Burko und Hanna Burko, 1987
- Wiktoria Burlingis und Pawel Burlingis, 1992
- Teresa Burza-Wilczkiewicz, 2012
- Stefania Burzmińska und ihre Töchter Stefania Podgorska und Helena, 1979
- Eugenia Burzynska-Zalewska, 1981
- Tomasz Bus, 2002
- Stanislaw Buslowicz, 1979
- Stanislawa Bussold, 1970
- Jozef Butkiewicz und Jadwiga Butkiewicz (Danilowicz), 1992
- Stanislawa Butkiewicz, 1991
- Tadeusz Buza, 1981
- Katarzyna Bydon, 2014
- Schwester Krystyna Bykowska, 1981
- Antoni Bykowski, Wladyslawa Bykowski und ihre Kinder Stanislaw, Halina und Henryka, 1990
- Irena Bylica-Strusinska, 1987
- Bronislaw Bylicki und Jozefa Bylicki, 2014
- Maria Byrczek, 2004
- Helena Byszewska und ihre Tochter Anna Chojnowska, 1986
- Krystyna Bytnar (Swiecicka), 1983

### C
| Name           | Geboren | Gestorben | Ort der Rettung | Grund der Ehrung | Jahr |
| -------------- | ------- | --------- | --------------- | ---------------- | ---- |
| Antonina Cabaj |         |           |                 |                  | 1991 |
| Jan Cabaj      |         |           |                 |                  | 1991 |
| Janina Cabaj   |         |           |                 |                  | 1991 |
| Tatiana Cabaj  |         |           |                 |                  | 1991 |

- Jakub Calek und Helena Calek, 2007
- Szymon Calka und Helena Calka, 1969
- Maria Cap, 1992
- Adolf Capf und Halina Capf, 1984
- Czeslaw Car und Maria Car, 1982
- Stanislaw Car, 1988
- Jadwiga Carelus (Zbik), 1983
- Julia Cebula, 1993
- Stanislawa Cebulakowa, 1980
- Czeslawa Cegielka, 1984
- Celina Ceglewska, 1991
- Justyna Cekalska und sein Sohn Zbigniew, 1995
- Jozef Celej, Felicja Celej und ihre Tochter Tatiana, 1981
- Zofia Celinska, 2001
- Konstanty Celuch, Justyna Celuch und ihr Sohn Tadeusz, 1999
- Stefania Cendrowska, 2013
- Seweryn Cepinski und Irena Cepinski, 2001
- Julia Chaber, 1996
- Stanislaw Chaber und Maria Chaber, 1996
- Antoni Chacinski und Irena Chacinski, 2018
- Edward Chacza, 1964
- Edward Chadzynski, 1986
- Maria Chajdacka, 1984
- Walenty Chajec und Magdalena Chajec, 1992
- Maria Charaszkiewicz, 1976
- Tadeusz Charemza, 2012
- Jan Charezinski und Apolonia Charezinski, 1992
- Mikolaj Charlamow, 1985
- Pawel Charmuszko, 1968
- Jan Charuk und Rozalia Charuk, 1981
- Bogumila Chawinska und Jan Chawinska, 1985
- Stanislaw Chec, Karolina Chec und ihre Tochter Marianna, 1989
- Slawomir-Juliusz Checinski, 1991
- Anna Chelpa, 1968
- Stefan Chemicz, 2000
- Marian Chir und Joanna Chir, 1990
- Michal Chir, 1991
- Katarzyna Chiuk, 2012
- Henryk Chlipalski und Eugenia Chlipalski, 1990
- Wincenty Chludzinski, 2005
- Aniela Chmiel, 1969
- Ludwik Chmielenski, Maria Chmielenski und ihre Tochter Irena, 1998
- Apolonia Chmielewska, 1981
- Helena Chmielewska (Mutter Superior), 2014
- Michalina Chmielewska, 1981
- Roza Chmielewska, 2011
- Bazyli Chmielewski, 1995
- Stanislaw Chmielewski, 1983
- Zenon Chmielewski und Barbara Chmielewski, 1987
- Irena Chmura und Wanda Chmura, 1976
- Karol Chmura, Agata Chmura und ihre Tochter Anna, 2001
- Maria Chodon-Gertner, 1966
- Jan Chodor, Stefania Chodor und ihre Tochter Stanislawa Bardzik, 1993
- Jan Chodorowski und Zofia Chodorowski, 1993
- Leokadia Choinska-Walczak, 1993
- Apolonia Chojnacka, 1984
- Jozef Cholewa, 1975
- Tadeusz Cholewa, 1986
- Maria Cholewicki und Janusz Cholewicki, 1990
- Stanislaw Cholewinski, 1992
- Feliks Choma und Weronika Choma, 1995
- Jadwiga Chomicz, 2018
- Wladyslawa Choms, 1966
- Adam Chorazkiewicz und Jadwiga Chorazkiewicz, 2011
- Adam Chorazyczewski und Halina Chorazyczewski, 2003
- Cezary Chorazyczewski, 1988
- Ignacy Chorazyczewski und Helena Chorazyczewski, 1979
- Janina Choromanska, 1996
- Wanda Chrascikowska und ihre Tochter Halina, 1991
- Malgorzata Chrobot und ihr Sohn Stanislaw, 1992
- Janina Chromczak-Jablonski, 1987
- Franciszek Chrostek und Rozalia Chrostek, 1992
- Marta Chruszcz und Ignac Chruszcz, 1985
- Wanda Chrzanowska, 1981
- Danuta Chrzanowska-Szlom, 1997
- Stefan Chucherko, Zofia Chucherko und ihre Kinder Eugeniusz, Henryk und Leopold, 1983
- Zofia Chylinska (Hennius), 1984
- Wieslawa Chynowska-Krolikiewicz, 1986
- Stanislawa Cicha, 2005
- Stefania Cichocka, 2009
- Herr Cichocki, 1979
- Jan Cichon und Jozefa Cichon (Kryczka), 1997
- Jan Ciechanowski und sein Bruder Stefan, 2004
- Kazimierz Ciecierega und seine Tochter Zofia Cwik, 1975
- Danuta Ciecierska, 1998
- Josef Cielecki und Maria Cielecki, 1986
- Stefania Ciemiega, 1968
- Jan Cieply, 1967
- Jan Cieply, 2018
- Halina Ciesielska und ihre Mutter Helena, 1986
- Romualda Ciesielska und Feliks Ciesielska, 1967
- Stanislaw Ciesla und Anna Ciesla, 1967
- Wladyslaw Ciesla, 1988
- Stanislaw Cieslak und Zofia Cieslak, 1978
- Jan Cieslakowski, 1995
- Jan Cieslicki und Stefania Cieslicki, 1991
- Aniela Cieszkowska, 2002
- Jadwiga Cimek, 1974
- Magdalena Cimoszko, 1990
- Jan Cioczek und Marianna Cioczek, 2007
- Franciszek Ciok, Maria Ciok und ihr Sohn Zdzislaw, 1992
- Jan Ciok, 1993
- Stefania Ciolek und ihre Tochter Helena-Zofia, 1991
- Mieczyslaw Ciolko, 2016
- Kazimierz Ciolkosz, 1992
- Anna Ciosmak-Buszko, 1984
- Janina Ciszewski und ihre Söhne Ryszard und Zdzislaw, 1987
- Jan Ciuksza und Aleksandra Ciuksza, 1980
- Jan Ciurlik und Wiktoria Ciurlik, 2016
- Stanislaw Codogni und sein Sohn Karol, 1986
- Leokadia Cuper und ihr Sohn Czeslaw, 2002
- Kazimierz Cybulski und Aleksandra Cybulski, 2017
- Edward Cygan (Cyganiewicz) und seine Schwester Helena (Kusmierz), 1978
- Franciszek Cygan und Janina Cygan, 1978
- Waclaw Cyganowski, 2014
- Wladyslawa Cygler, 1981
- Feliks Cywinski, 1966
- Danuta Cywinski-Jurkowski und ihre Mutter Krystyna, 1974
- Wanda Czabaj, 1982
- Jan Czaban und sein Sohn Kazimierz, 2017
- Paulina Czajka, 1993
- Bronislawa Czajkowska, Szymon Czajkowska und ihr Sohn Andrzej, 1963
- Jerzy Czajkowski und Helena Czajkowski, 1985
- Walerian Czajkowski, 1988
- Franciszka Czajowska, 1991
- Jan Czapla und Marianna Czapla, 1984
- Jan Czaplarski und Halina Czaplarski, 2018
- Helena Czaplinska, 1989
- Peotr Czapran und Anna Czapran, 2004
- Aniela Czarkowska, 1991
- Jozef Czarkowski und Stanislawa Czarkowski, 1991
- Wladyslaw Czarnecki, Zofia Czarnecki und ihre Kinder Zenon, Antoni, Jozef und Danuta, 1991
- Zofia Czarnota, 2001
- Helena Czartoryska, 1993
- Piotr Czechonski und Emilia Czechonski, 1999
- Aniela Czech-Zdobylak, 2001
- Ludwik Czepieluk, Maria Czepieluk und ihre Tochter Katarzyna (Dawt), 1995
- Marcin Czerepak, 1988
- Jan Czerewaniow und Katarzyna Czerewaniow, 1987
- Sabina Czerkies (Ossowska), 2015
- Stefania Czerniak, 1979
- Piotr Czerniakowski, Zofia Czerniakowski und ihre Tochter Lechoslawa (Ostrowska), 1993
- Stanislaw Czerniecki, 1989
- Franciszka Czerniewicz-Nalepa, 1984
- Zofia Czerny-Biernat, 1987
- Fryderyk Czerwien und Maria Czerwien, 2003
- Antonina Czerwinska und ihr Bruder Jozef Wojcik, 2018
- Wieslaw Czerwinski und Domicela Czerwinski, 2006
- Alfons Czesnowicki, Emilia Czesnowicki und Jadwiga Czesnowicki, 1984
- Witold Czetwertynski und Julia Czetwertynski, 1986
- Tadeusz Czezowski, Antonina Czezowski und ihre Tochter Teresa, 1963
- Stanislaw Czolowski und Aniela Czolowski, 1987
- Adam Czternastek, 2014
- Jozef Czuba, 1979
- Michal Czuba, 1989
- Genowefa Czubak, 1980
- Leon Czubczenko, Danuta Czubczenko und seine Mutter Elzbieta, 1985
- Wladyslaw Czubek und Aleksandra Czubek, 2014
- Boleslaw Czulinski, 2011
- Wladyslaw Czupryniak, Irena Czupryniak und ihr Sohn Janusz Wlodzimierz, 1989
- Boleslaw Czuruk, 2009
- Michal Czyrny und Anna Czyrny, 1997
- Grzegorz Czyzyk, 2013
- Marcin Czyzykowski und Maria Czyzykowski, 1990

### D
| Name               | Geboren | Gestorben | Ort der Rettung | Grund der Ehrung | Jahr |
| ------------------ | ------- | --------- | --------------- | ---------------- | ---- |
| Krzysztof Dabowski |         |           |                 |                  | 1983 |

- Konstantin Dabrovsky und Maria Dabrovsky, 1994
- Jozef Dabrowiecki und Maria Dabrowiecki, 1987
- Maria Dabrowska, 2014
- Zofia Dabrowska, 1984
- Jozef Dabrowski und Jadwiga Dabrowski, 2004
- Boleslaw Dabrowski, 1994
- Franciszek Dabrowski und Maria Dabrowski, 2009
- Michal Dabrowski und Jadwiga Dabrowski, 1992
- Stanislaw Dabrowski, Anastazja Dabrowski und ihre Tochter Kazimiera (Kocyk-Poltorak), 1998
- Waclaw Dabrowski und Jozefa Dabrowski, 1995
- Wladyslaw Dabrowski, 1994
- Jozefa Dadak, 1984
- Andrzej Dajtrowski, Anna Dajtrowski und ihre Töchter Leokadia (Kawalec) und Maria (Wegierska), 1989
- Stefania Dambrowska, 1996
- John Damski, 1988
- Jozef Damski und Helena Damski, 1979
- Tadeusz Danek, 1993
- Feliks Dangel, 1993
- Adolf Danilewicz, 2001
- Teresa Danilowicz und ihre Tochter Janina (Babianska), 1992
- Wlodzimierz Daniluk, Anna Daniluk und ihre Töchter Luba und Rajsa, 2003
- Jozef Daniszewski, Helena Daniszewski und ihre Tochter Irena, 2004
- Krystyna Danko, 1998
- Mieczyslaw Danko und Jadwiga Danko, 2008
- Jozef Darowski und Zofia Darowski, 2004
- Aniela Dassau, 2013
- Anna Daszkiewicz, 1979
- Wladyslawa Daszkiewicz-Gorczyca, 1985
- Stefania Dawidowicz (Fabrykowska), 2018
- Stanislawa Dawidziuk-Borkowska (Szymkiewicz), 1981
- Magdalena Deba und sein Sohn Jan, 1971
- Zofia Debicka und ihre Tochter Halina, 1988/1991
- Kazimierz Debicki und Sylwina Debicki, 1996
- Kazimierz Debnicki, 1981
- Zygmunt Debski, 1988
- Maria Dec, 1976
- Maria Deczynska und ihre Kinder Zofia und Jadwiga (Schmidt), 1994
- Ryszard Degorski, 1977
- Maria Deimart, 2001
- Jozef Delag und Petronela Delag, 2004
- Aniela Dembinska, 2017
- Jozefa Demel, 1966
- Kazimiera Demianczuk, 2011
- Stanislawa Demska, 1965
- Maria Denasiewicz und ihre Tochter Krystyna, 1994
- Jadwiga Deneko-Salek, 1987
- Karolina Denkiewicz, 2015
- Jan Dentkiewicz, 1998
- Stanislawa Dentkiewicz-Ploska, 2015
- Helena Depa und Kazimierz Depa, 1993
- Kamilla Derych-Merwart, 2018
- Wanda Dewitz, 2008
- Maria Dicker-Srebniak, 1987
- Gustaw Diehl und Kazimiera Diehl, 1998
- Maria Krystyna Dlutowska und ihre Mutter Stefania, 1982
- Jozef Dobek, Cecylia Dobek und ihr Sohn Stanislaw, 1991
- Jan Dobraczyński (rechts) mit Schriftstellerin Tilly Bergner
- Jadwiga Dobiecka, 1992

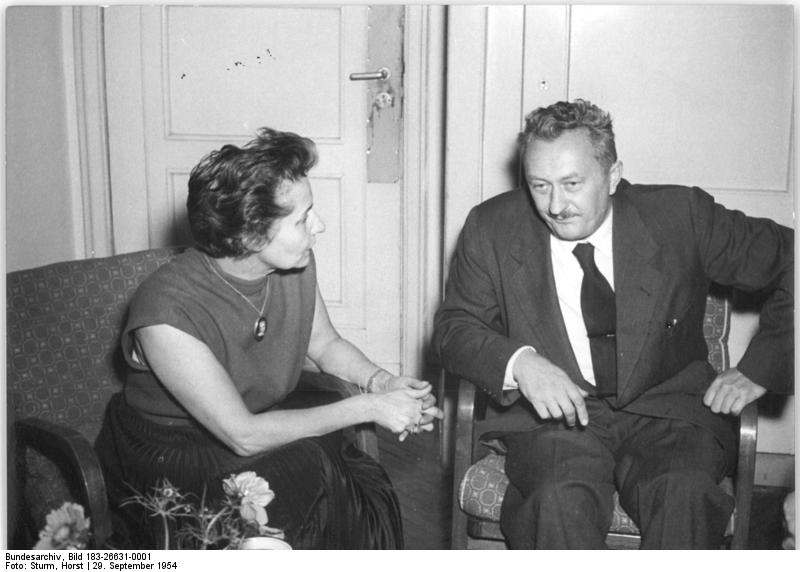
Jan Dobraczyński (rechts) mit Schriftstellerin Tilly Bergner

- Boleslaw Dobkowski, Apolonia Dobkowski und ihre Kinder Tadeusz, Mieczyslaw und Wincenty, 1991
- Rudolf Dobosiewicz und Stanislawa Dobosiewicz, 1987
- Zygmunt Dobosz-Krolikowski, 1989
- Zofia Doboszynska und Jerzy Doboszynska, 1983
- Pelagia Dobraczynska und Wiktor Dobraczynska, 1983
- Jan Dobraczyński, 1993
- Wladyslaw Dobrodziej, Krystyna (Habrowska) Dobrodziej und ihre Mutter Helena (Bunin), 1994
- Barbara Dobrolubow, 1992
- Maria Dobrowolska, 2016
- Stefania Dobrowolska, 1982
- Anna Dobrowolska-Michalska, 1984
- Stanislaw W. Dobrowolski, 1979
- Hipolit Dobrowolski und Jozefa Dobrowolski, 1999
- Kazimierz Dobrowolski und Stefania Dobrowolski, 1998
- Mieczyslaw Dobrowolski, 1989
- Stanislaw Dobrowolski und Zofia Dobrowolski, 1987
- Tadeusz Dobrowolski und Halina Dobrowolski, 1991
- Wladyslaw Dobrowolski, 1981
- Andrzej Dobrucki und Aniela Dobrucki, 1983
- Grazyna Dobrzanska, 1983
- Stefan Dobrzanski, 1983
- Emilia Dobrzecka, 2017
- Wlodzimierz Dobrzynski, Jadwiga Dobrzynski und ihre Tochter Alicja (Borkowska), 1994
- Antoni Docha und Janina Docha, 1979
- Aleksandra Dochmacka, 1987
- Karol Dolegiewicz, 1991
- Eugeniusz Dolezal, 1981
- Anna Dolinska, 1999
- Czeslaw Dolinski, 1979
- Hieronim Dolinski, Rozalia Dolinski und ihre Kinder Genowefa Sotnicka und Ferdynand, 2009
- Antoni Dolski und Zofia Dolski, 1989
- Stefan Dolza-Gronowski, Maria Dolza-Gronowski und ihr Sohn Tadeusz, 1992
- Jan Domagala und Maria Domagala, 1997
- Anna Domanska und ihre Kinder Maria und Bogdan, 1975
- Marian Domanski, Katarzyna Domanski und ihre Tochter Leokadia Pauzewicz, 2011
- Stanislaw Domanski, Wladyslawa Domanski und ihre Kinder Jerzy und Krystyna, 1994
- Adela Domanus, 1989
- Jozefa Domaradzka und ihre Tochter Anna Jadwiga (Wozniak), 1986
- Wanda Dominska, 1982
- Helena Donalis-Klepacka, 1983
- Stefan Dorocinski und ihr Sohn Stefan, 1995
- Antoni Dorota und ihre Tochter Aniela Mirkowska, 1992
- Jerzy Downarowicz und Danuta Downarowicz, 2001
- Janina Drab und ihre Schwester Helena (Bochat), 1988
- Waclaw Drab und sein Bruder Bronislaw, 1988
- Stanislaw Drabich, 2013
- Stanislaw Drabik und Petronela Drabik (Ruchel), 2017
- Irena Dragicevic, 1982
- Wojciech Drewniak, Zofia Drewniak und ihr Sohn Stanislaw, 1988
- Bronislaw Drohobycki, 1989
- Stanislaw Drozd und Joanna Drozd, 2005
- Karol Drozd, Jozefa Drozd und ihre Tochter Kazimiera Jonczyk, 1999
- Stefania Drozdowska, 1994
- Michal Drozdowski, 1992
- Natalia Drozdz (Pisula), 1979
- Feliks Druszkiewicz, 1985
- Wladyslaw Druzkowiecki, Janina Druzkowiecki und ihr Sohn Wladyslaw, 1987
- Aniela Drygasiewicz und ihre Schwester Stanislawa, 1992
- Anna Drynska, 1984
- Aleksandra Drzewecka, 1992
- Jerzy Drzewiecki und Emma Drzewiecki, 2009

- Stanislaw Drzewiecki und Halina Drzewiecki (Dolza-Gronowska), 1992
- Albin Dubiniecki und Stefania Dubiniecki, 1989
- Wladyslaw Dubis und Waleria Dubis, 1989
- Stefan Dubracki und Marianna Dubracki, 2005
- Antoni Duda, Helena Duda und ihre Kinder Zygmunt und Marianna, 1965
- Antoni Dudar und Wiktoria Dudar, 1987
- Anna Dudek, 1978
- Jozefa Dudek und ihre Kinder Jozef, Janina und Maria, 1995
- Miroslaw Dudek und Zofia Dudek, 1991
- Stanislaw Dudek und Maria Dudek, 2009
- Tekla Dudziak und ihre Töchter Wanda, Wladyslawa, Janina und Maria, 1979
- Zofia Dudziak, 1964
- Jadwiga Dudziec, 1999
- Maciej Dudzik und Zofia Dudzik, 2007
- Michal Dutkiewicz und Genowefa Dutkiewicz, 1983
- Anastazy Dulski, Maria Dulski und ihre Töchter Jadwiga und Wanda, 1975
- Maria Duma und ihre Kinder Krystyna und Boleslaw, 1991
- Jerzy Duracz, 1972
- Kazimierz Durjasz, 1983
- Janusz Durko und Janina Durko, 1989
- Maria Duszczak und Dymitr Duszczak, 1986
- Zofia Duszczynska, 1997
- Helena Dutkiewicz und Waclaw Dutkiewicz, 1984
- Stanislaw Dutkiewicz, 1984
- Teodor Dutkiewicz, Hanna Dutkiewicz und ihr Sohn Ryszard, 1987
- Karolina Dworczyk-Makar, 1987
- Czeslaw Dworzanczyk, 2008
- Henryk Dworznik, 1969
- Wladyslaw Dydyna und Maria K. Dydyna, 1994
- Zdzislaw Dydynski, 1980
- Zofia Dygdala, 1992
- Michal Dygdon, 1975
- Michal Dyl, Janina Dyl und ihre Tochter Irena, 1996
- Franciszek Dymek und Bronislawa Dymek, 1989
- Ignacy Dymek und Anna Dymek, 1993
- Wanda Dymek, 1979
- Emilia Dyna und ihre Eltern Jan und Jozefa, 1990
- Franciszka Dynowska und ihr Sohn Wladyslaw, 1991
- Leon Dynowski und Ludwika Dynowski, 1991
- Irena Dyrcz, 1996
- Pawel Dyrda, Maria Dyrda und ihr Sohn Pawel, 1987
- Maria Dyrdal-Kielbasa, 1965
- Alojzy Dziadek und Zofia Dziadek, 1993
- Jan Dziadosz, Sabina Perzyna und ihr Sohn Aleksander, 2017
- Antonina Dzialoszynska, 2008
- Maria Dziankowska, 1987
- Marcin Dziechciarz und Genowefa Dziechciarz, 1988
- Filomena Dziedowicz und ihre Tochter Anna, 1994
- Jozef Dziedzic und Maria Dziedzic, 1992
- Wojciech Dziedzic, Bronislawa Dziedzic und ihre Tochter Zofia, 2006
- Wiktoria Dziedzic-Skrzypiec, 1965
- Edwarda Dzielska und ihre Tochter Eligia, 1979
- Wanda Dzierzanowska, 1983
- Tadeusz Dzierzykraj-Rogalski, 1994
- Jozefa Dziewierska, 1997
- Tadeusz Dzik, 1985
- Wawrzyniec Dzik, Katarzyna Dzik und ihre Kinder Jan und Genowefa (Kozyrska), 1992
- Maryla Dzikowicz, 1977
- Ignacy Dziuba und Bronislawa Dziuba, 1995
- Franciszek Dziurowicz und ihr Sohn Roman, 1999
- Maria Dziurowicz, 1980
- Maria Dziurzynska-Hrabyk, 1981
- Wladyslaw Dzugala und Maria Dzugala (Pizio), 1989
- Irena Dzwigaj-Lacny, 1991

### E
| Name               | Geboren | Gestorben | Ort der Rettung | Grund der Ehrung | Jahr |
| ------------------ | ------- | --------- | --------------- | ---------------- | ---- |
| Zofia Ebro-Prokesh |         |           |                 |                  | 1983 |

- Wiktoria Echberger-Cukrowicz, 1988
- Maria Eckhardt, 1996
- Waclaw Egermaier und Leonia Egermaier, 1967
- Irena Egierszdorff (Olszakowska), 2014
- Genowefa Eilberg-Rodnicka, 1989
- Leon Eitel, 1990
- Antoni Ejmont, 2010
- Irena Ejsmond, 1989
- Jan Eliasz, 1964
- Waclaw Eliasz, 1988
- Jozef Elsner, 1992
- Rozalia Elster, 1989
- Gabriela Elzanowska und ihre Tochter Julia Dabrowska, 2005
- Schwester Emilia (Juskiewicz Leokadia), 1986
- Alfred Engel, 1982
- Lola Engel, 1989
- Eugenia Erdelli, 2002

### F
| Name          | Geboren | Gestorben | Ort der Rettung | Grund der Ehrung | Jahr |
| ------------- | ------- | --------- | --------------- | ---------------- | ---- |
| Edward Fajks  |         |           |                 |                  | 1984 |
| Jadwiga Fajks |         |           |                 |                  | 1984 |

- Jan Fakler und Maria Fakler, 1974
- Piotr Falda, 2017
- Piotr Falejczyk und Zofia Falejczyk, 1978
- Stanislaw Faliszewski, 2008
- Ludwik Falitarczyk und Adela Falitarczyk, 1992
- Janina Falkowska, Jerzy Falkowska und seine Mutter Irena, 1993
- Ks. Stanislaw Falkowski, 1977
- Maria Falska, 1985
- Marian Falski und Irena Falski (Oxner), 2017
- Stefan Fangrat, Zofia Fangrat und ihre Töchter Irena, Zofia, Anna, Halina und Barbara, 2001
- Maria Fedecka, 1987
- Bronislawa Federowska, 1986
- Stanislawa Fedorcio, 1995
- Aniela Fedorow und ihre Töchter Ewa, Maria Patlewicz und Joanna mit ihrem Ehemann Edward Mosingiewicz, 2013
- Edward Fedorowicz und Anna Fedorowicz, 1978
- Romana Fedorska-Izycka, 2006
- Mikolaj Ferenc, 2013
- Stanislaw Ferenc und Tekla Ferenc, 2017
- Katarzyna Ferenc-Wiglusz, 1988
- Tadeusz Ferens und Wanda Ferens, 1985
- Mieczyslaw Feret, 1994
- Joanna Fialkowska, 1979
- Stefania Fialkowska, 1997
- Emma Fiebig-Jasiczek, 1986
- Helena Fiejka, 1993
- Zbigniew Fijalkowski, 1985
- Wladyslawa Fiks, 2005
- Jan Filinski, Maria Filinski und ihre Kinder Antoni und Helena, 2001
- Natalia Filipczynska (Vogel), 2017
- Katarzyna Filipek, 1988
- Wanda Filipowicz, 1967
- Klementyna Filipowicz-Stanczyk, 1975
- Jozefa Filipowska, 1979
- Miroslawa Filipska, 1994
- Stefania Filo-Wilkosz, 1987
- Janina Filozof-Walega, 1975
- Josef Fink und Lucyna Fink, 1969
- Piotr Firko und Julia Firko, 1983
- Mieczyslaw Firszt und ihre Mutter Maria, 1979
- Bronislaw Firuta und seine Eltern Franciszek und Anna, 2006
- Stanislaw Fischer, 2003
- Roman Fiszer und Julia Fiszer, 2017
- Maria Fiternik, 1984
- Helena Fiutowska-Piestrak, 1996
- Jakub Flak und Antonina Flak, 1991
- Wladyslawa Flisak, 1978
- Maria Flisiuk und ihre Tochter Zofia Jadwiszczok, 1994
- Jan Wojciech Flondra und Maria Flondra, 1983
- Jan Flont und Janina Flont, 2000
- Elzbieta Florczak, 1987
- Teodor Florczak und Jaroslawa Florczak, 2010
- Franciszek Florek und Jozefa Florek, 1994
- Maria Florek und Bronislaw Florek, 1992
- Wladyslaw Florek, 2002
- Maria Flukowska, 2004
- Mieczysław FoggMieczyslaw Fogg, 1989
- Witold Fomienko, 1969

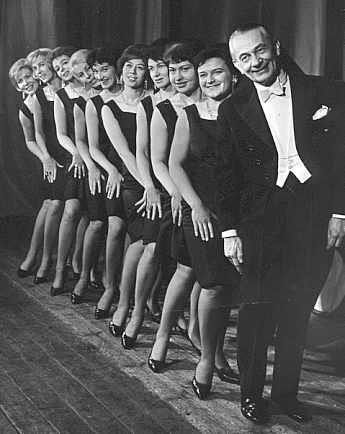
Mieczysław Fogg

- Jozef Fortunski, Wladyslawa Fortunski und ihre Töchter Lidia und Janina, 2002
- Diana Frackiewicz, 1984
- Ludwik Frackiewicz, Ludmila Frackiewicz und ihre Tochter Helena, 1997
- Maria Frąckowiak, 1979[2]
- Janina Fraczak, 1977
- Jan Fraczek, Kunegunda Fraczek und ihre Tochter Adela, 2002
- Jozef Fraczek und Bronislawa Fraczek, 1984
- Janina Franaszek-Kubalski, 1986
- Lucyna Franciszkiewicz, 2018
- Zofia Franio, 1971
- Jozef Frankowski und Janina Frankowski, 1996
- Halina Fras (Forysiak), 2007
- Katarzyna Frelas, Heronim Frelas und ihr Sohn Walerian, 1999
- Stefania Frenkiel, 1989
- Wit Jozef Fritz und Maria Fritz, 1986
- Stanislaw Frybes, 1997
- Helena Frydrych, 2008
- Wladyslawa Fugiewicz-Tereszkiewicz, 1986
- Joanna Fuglewicz, 1978
- Antoni Fularski, 1966
- Michał Fulmik, 2018
- Stanislaw Furmanek, 1994
- Maria Furmanik, 1981

### G
| Name         | Geboren | Gestorben | Ort der Rettung | Grund der Ehrung | Jahr |
| ------------ | ------- | --------- | --------------- | ---------------- | ---- |
| Maria Gabryl |         |           |                 |                  | 2017 |

- Jan Gac, 2012
- Jan Gac und Marianna Gac, 2014
- Kazimierz Gach und sein Vater Jozef, 1994
- Antonina Gacz, 1990
- Anna Gaczol, 2002
- Eugeniusz Gadecki und Genowefa Gadecki, 1993
- Gerard Gadejski, 2017
- Franciszek Gadek und Bronislawa Gadek, 1992
- Stanislaw Gajda und Feliksa Gajda, 2016
- Zofia Gajewska (Turczynska), 1984
- Jan Gajewski und sein Sohn Zdzislaw, 2018
- Jan Gajewski und Maria Gajewski, 1996
- Stefan Gajewski, 1992
- Maciej Gajor, 1976
- Marianna Gajowniczek, 1985
- Jozef Galach und seine Tochter Feliksa (Karczewska), 1996/1998
- Stanislaw Galas und sein Vater Jan, 1984
- Waleria Galecka, 1995
- Kazimierz Galecki und Anna Galecki (Krasuska), 2017
- Maria Galeziowska, 2008
- Andrzej Galeziowski, 2006
- Wojciech Galonski, Anna Galonski und ihre Kinder Paulina (Kobyalko) und Tadeusz, 2001
- Bronislawa Galus, 2001
- Leokadia Gapska und ihre Tochter Irena, 1998/01
- Andrzej Garbulinski und seine Söhne Wladyslaw und Marian, 1997
- Wanda Garczynska, 1983
- Leon Garczynski und Zofia Garczynski, 1993
- Eugeniusz Gardzinski und Klementyna Gardzinski, 1986
- Jadwiga Gargas (Szolowska), 1984
- Jakub Gargasz und Zofia Gargasz (Rozycka), 1979
- Anna Gasiorowska, 1976
- Katarzyna Gasiorowska, 2018
- Lucjan Gasiorowski und Anna Gasiorowski, 2015
- Aniela Gaska, 1992
- Zbigniew Gaska und Bronislawa Gaska, 1981
- Helena Gaszynska (Jakubowska), 2007
- Jadwiga Gawel und ihre Söhne Jozef und Jan, 1992
- Szczepan Gawel und Maria Gawel, 1996
- Bronislawa Gawelczyk und Julian Gawelczyk, 1966
- Julia Gawelek und ihre Kinder Julian und Stanislawa, 1991
- Teresa Gawel-Romaszkan, 1984
- Zofia Gawenda-Karaskowa, 1984
- Boleslaw Gawin und Eugenia Gawin, 2005
- Aurelia Gawlak und Alfons Gawlak, 2004
- Hildegarda Gawlik und Jozef Gawlik, 1996
- Jerzy Gawlikowski und Janina Gawlikowski, 2002
- Stefan Gawlikowski und sein Vater Stanislaw, 2002
- Tadeusz Gawlinski, 2005
- Janina Gaworska, 1969
- Jadwiga Gawrych, 2001
- Jan Gawrych und Aleksandra Gawrych, 1999
- Antoni Gawrylkiewicz, 1999
- Barbara Gazinska (Swiecka), 1986
- Franz Gburek, Franciszka Gburek und ihre Kinder Ryszard, Maria Kamska und Anna Plachky, 1985
- Antonina Gebel und Boleslaw Gebel, 1997
- Tadeusz Gebethner, 1981
- Jadwiga Gedychowa, 1983
- Ludwik Gedzala und Anna Gedzala, 1985
- Wanda Gelbhart-Sitko, 1986
- Maria Gelles und ihre Tochter Danuta Szuro, 2018
- Josefa Genderka-Moskowczanka, 1983
- Anita Gere und Istvan Gere, 1984
- Zygmund Gersin, 1981
- Emilia Maria Gerson-Towarnicka, 1982
- Michal Gerula und Katarzyna Gerula, 1995
- Mutter Matylda Getter, 1985
- Karol Gialbas, 2002
- Jozef Gibes und Jozefa Gibes, 1994
- Maria Gidzinska, 1969
- Jozef Gierwatowski, Kazimiera Gierwatowski und ihre Kinder Mieczyslaw und Barbara (Siemborska), 1991
- Janina Gill und Jozef Gill, 1968
- Stanislawa Gilowska, 2005
- Jadwiga Ginalska und Daniela Ginalska, 2002
- Wojciech Gintowt-Dziewaltowski, Anna Gintowt-Dziewaltowski (Chebotarenok) und ihre Töchter Zofia und Janina, 2012
- Wladyslawa Gladys, 1992
- Stefan Glas, Maria Glas und ihre Kinder Wlodzimierz und Tadeusz, 1982
- Maria Glebicka, 1990
- Stefan Glinka und Maria Glinka, 1967
- Katarzyna Emilia Glinska (Martuszewska), 2017
- Leonard Glinski, 1984
- Helena Glocer, 1995
- Piotr Glod und Helena Glod, 1990
- Vater Feliks Gloeh, 1984
- Alexander Glos und Stanislawa Glos, 1998
- Dominik Glowacki, 2014
- Henryk-Lucian Glowacki und Stanislawa Glowacki, 1986
- Kazimierz Glowacki, 1986
- Ks. Wladyslaw Glowacki, 1982
- Wiktoria Glowacz, 1975
- Zofia Glowiak-Marynowicz, 1983
- Czeslaw Gluchowski und Marianna Gluchowski, 1996
- Jozefa Glus-Orzechowska, 1990
- Teodor Gnatiuk, 2004
- Wincenty Gniatkowski, 1997
- Franciszek Gniewek, 1994
- Jerzy Gnoinsky, 1988
- Andrzej Godawa, Anna Godawa und ihre Töchter Janina (Cicha) und Maria, 1998
- Helena Godlewska, 2011
- Maria Godlewska, 1986
- Janina Godlewska-Bogucka, 1978
- Marceli Godlewski, 2009
- Augustyn Godziek und Zofia Godziek, 1992
- Ludwik Godzien und seine Töchter Wiktoria und Bronislawa, 1989
- Edward Goehres, Julia Goehres und ihre Tochter Irena, 1999
- Jadwiga Goetel, 2014
- Boleslaw Gogulka, Eugenia Gogulka und ihre Tochter Lucja, 1991
- Alicja Golab (Kurek), 2017
- Jan Golab, 1991
- Jan Wincenty Golab und Eugenia Golab (Myslinska), 2017
- Stanislaw Golab und Maria Halina Golab, 2017
- Pawel Golabek und Zofia Golabek, 2001
- Piotr Golanski und Zofia Golanski, 2009
- Jozef Golawski und Marcjanna Golawski, 2017
- Michal Golba und Maria Golba, 2011
- Aniela Goldszmid, 1985
- Stefan Golebicki und Jozefa Golebicki, 1988
- Zuzana Golebiecka und ihre Kinder Czeslaw, Kazimierz, Franciszek und Anna, 1989
- Rozalia Golebiowska und ihre Tochter Natalia, 1991
- Franciszek Golebiowski, Jozefa Golebiowski und ihre Tochter Helena, 1994
- Marian Golebiowski, 1989
- Ludwik Golecki, 1986
- Roman Goledzinowski und Jadwiga Goledzinowski, 1982
- Jerzy Golkowski und Czeslawa Golkowski, 1997
- Jan Golonka und Bronislawa Golonka, 2013
- Edward Golos, 1978
- Waclaw Golowacz und Jadwiga Golowacz, 1971
- Genowefa Goluch, 1992
- Jan Gonczar un& Maria Gonczar, 1989
- Jozef Gondorowicz und Antonina-Gabriela Gondorowicz, 1992
- Walerian Gora und Katarzyna Gora, 2015
- Ks. Jozef Gorajek, 1989
- Michal Goral und Anna Goral, 2000
- Helena Goralewicz, 1978
- Emilia Gorczyca und ihr Sohn Stanislaw, 1985
- Zofia Gorczyca und Michal Gorczyca, 1999
- Stanislaw Gorczyk, 1986
- Zbigniew Gorecki, 1967
- Jozef Gorecki und seine Tochter Zofia Krzeszowiak, 1995
- Piotr Gorecki, Agnieszka Gorecki und seine Tochter Jadwiga (Thiel), 1996
- Wiktor Gorecki, Anastazja Gorecki und ihre Töchter Zofia und Leokadia, 1996
- Jan Gorniak und Jozefa Gorniak, 1985
- Tatiana Gorniak und sein Sohn Michal, 1985
- Aleksandra Gorska, 1979
- Anna Gorska und Stanislaw Gorska, 1986
- Schwester Maria Gorska, 1997
- Czeslaw Gorski und Halina Gorski (Kulik), 1994
- Hipolit Gorski und Franciszka Gorski, 2009
- Marceli Gorski und Janina Gorski, 1985
- Tadeusz Gorski und Janina Gorski, 2006
- Wladyslaw Gorski und Jadwiga Gorski, 2016
- Henryk Gortat, 1979
- Henryka Gorzkowska, 1976
- Stanislaw Gorzkowski und Maria Gorzkowski, 1988
- Aleksander Gorzynski und Genowefa Gorzynski, 2004
- Edward Gos und Stefania Gos, 1995
- Mieczyslaw Gosk, Helena Gosk und sein Vater Stanislaw, 1964
- Jadwiga Gostkiewicz, 1986
- Jan Gozdek-Grek, 1988
- Helena Grabarek, 2000
- Jan Grabda und sein Sohn Witold, 1985
- Waleria Grabinska-Bobylak, 1992
- Franciszek Grabowicz, 2017
- Anna Grabowska und Stefan Grabowska, 1981
- Teresa Grabowska, 1993
- Boleslaw Grabowski und Wanda Grabowski, 1988
- Henryk Grabowski und Irena Grabowski, 1983
- Jan Grabowski, Maria Grabowski und ihre Kinder Kazimierz und Stanislaw, 1995
- Wiktor Grabowski und Tekla Grabowski, 2008
- Bronislawa Grabska, 1984
- Stanislaw Graczyk, 2005
- Aleksandra Gradowska-Pollack, 1989
- Janina Graffa, 1990
- Michalina Gramatyka-Lewartowska, 1982
- Maria Gramsch und ihre Tochter Maria, 2004
- Leonia Gregorowicz, 1994
- Zofia Greloch, 2011
- Emilia Grinenko-Domanska, 2001
- Julian Grobelny und Halina Grobelna, 1974
- Jan Grobicki und Jadwiga Grobicki, 1989
- Jozef Grocholski und Olga Grocholski, 1987
- Stanislaw Grocholski, 2011
- Stanislaw Grocholski und Anna Grocholski, 1987
- Stanislawa Grodzicka-Sierzputowska, 1981
- Magdalena Grodzka-Guzkowska (Rusinek), 2008
- Marian Gruca und Maria Gruca, 2007
- Tadeusz Gruchacz, 1977
- Hanna Jozefa Grudzinska und ihr Sohn Wojciech, 1971
- Leon Grudzinski und Zofia Grudzinski, 2000
- Jan Grum und Katarzyna Grum, 1994
- Michal Gruszewski und Jozefina Gruszewski, 1998
- Anna-Maria Gryczkiewicz, 1995
- Maria-Krystyna Gryczkiewicz und Kazimierz Gryczkiewicz, 1995
- Zdzislawa Gryguc-Kwietniewska, 1986
- Jozef Grylko, 2018
- Jan Grzebyk, Maria Grzebyk und ihr Sohn Stanislaw, 1986
- Wladyslaw Grzegorczyk und Olga Grzegorczyk, 1965
- Jozefa Grzegorek, 2017
- Antoni Grzelak und Bronislawa Grzelak, 1995
- Lucja Grzesiak und Henryk Grzesiak, 1998
- Tadeusz Grzesiak, 1995
- Adela Grzesiuk und ihre Eltern Feliks und Aniela, 2000
- Wiktoria Grzmielewska, 2018
- Ludwika Grzybowska, 1985
- Stanislawa Grzybowska und ihre Kinder Jerzy, Roman und Maria, 1981
- Stanislaw Grzybowski und Stanislawa Grzybowski, 2004
- Jerzy Grzybowski, 1989
- Wladyslaw Grzybowski und Irena Grzybowski, 1993
- Maria Guga, 1999
- Stefan Gumieniak und Olga Gumieniak, 2016
- Irene Gut Opdyke, 1982
- Marianna Gut und ihre Brüder Jan und Feliks, 1965
- Leonia Gutowska, 1987
- Jan Guttakowski und Anna Guttakowski, 2007
- Kazimiera Gutwinska-Gudzak, 1995
- Eugeniusz Tadeusz Guzek und seine Mutter Zuzanna, 1987
- Janina Gwiazdowska-Adamczyk, 1990
- Stanislaw Gwizdak, Katarzyna Gwizdak und ihr Sohn Tadeusz, 1980
- Matylda Gwozdowicz und ihre Tochter Irena, 1988
- Anna Gynalska, 1982

### H
| Name                 | Geboren | Gestorben | Ort der Rettung | Grund der Ehrung | Jahr |
| -------------------- | ------- | --------- | --------------- | ---------------- | ---- |
| Kazimierz Habasinski |         |           |                 |                  | 1987 |

- Maria Barbara Habiniak (Kos), 1984
- Telesfor Hadrysiak und Wanda Hadrysiak, 2007
- Franciszek Hajdas, Barbara Hajdas und ihre Kinder Otylia (Galka), Jan-Tadeusz und Feliks, 1981
- Helena Hajdejczuk, 2002
- Franciszka Halamajowa und ihre Tochter Helena, 1984
- Mikolaj Halfter und Magdalena Halfter, 1968
- Marian Halicki und Paulina Halicki, 1986
- Michalina Haliniak, 1986
- Michal Halkiew, 1998
- Weronika Bronislawa Halkiew-Kaminska, 1984
- Teresa Halkow, 1999
- Michal Haman und Stefania Haman, 1989
- Irena Hamerska, 1984
- Cecylia Hanik, Adolf Hanik und ihr Sohn Tadeusz, 2002
- Jozefa Hankus, 1982
- Maria Hanzowa, 2005
- Alfred Haponski, 1991
- Marianna Hara und Szczepan Hara, 1996
- Franciszka Harasymyszyn, 2004
- Stefan Hartabus, 1981
- Eleonora Haslinger (Rajewska) und ihre Schwester Wanda Oesterreicher (Rajewska), 2011
- Jan Haslinger, 2012
- Aniela Hebda, 1994
- Aleksander Hebdowski und sein Sohn Stanislaw, 1980
- Friedrich Heckermann und Danuta Heckermann (Roland), 2017
- Alma Heczko und Karol Heczko, 1996
- Adam Heger und Maria Heger, 1994
- Leon Heininger, 1982
- Janina Hekler-Urbanowicz, 1983
- Piotr Heleniak, 1993
- Nusia Heller, 1978
- Stanislaw Heman, 1992
- Ludwik Hencel und sein Sohn Roman, 1963
- Weronika Hendzel (Mutter Superior), 2017
- Maria Hennius-Kowalewska (Szolowska), 1984
- Jan Hensel, seine Mutter Efrozyna und seine Schwester Danuta, 1998
- Zofia Herfurt und seine Tochter Hanna, 2015
- Antonina Hernik, 1984
- Feliks Herr und Kazimiera Herr, 1992
- Jan Herteli und Jozefa Herteli, 1986
- Jadwiga Hertman, 1998
- Bronislawa Hessen, 1967
- Sergiusz Hessen, Maria Hessen und ihr Sohn Dymitr, 1983
- Maria Heuchert-Twardowska, 1984
- Czeslaw Hibner und Jozefa Hibner, 1991
- Henryk Hilchen, 2018
- Jozef Himko, 2017
- Wladyslaw Himko, 2017
- Stefania Hingler, 1998
- Bazyli Hnatiuk, Zofia Hnatiuk und ihre Tochter Stanislawa, 2001
- Henryk Hoffman und Maria Hoffman, 1991
- Wladyslaw Hoffman und Janina Hoffman, 1993
- Antoni Hojnowski und Antonina Hojnowski, 1997
- Edmund Holka, 2002
- Zofia Holub, 2001
- Franciszek Holubowicz, Helena Holubowicz und ihre Söhne Zbigniew-Aleksander und Kazimierz-Wieslaw, 1993
- Michal Hondra und seine Kinder Wladyslaw, Stanislaw, Jan und Adela (Haponiuk), 1998
- Wladyslaw Horbacki, Milica Horbacki und ihre Tochter Ludmila (Waluszewska), 1984
- Pawel Horbaczewski, 1964
- Wanda Hornik, 2010
- Anna Hornung-Tomczak, 1996
- Jozef Hosticzko und Helena Hosticzko, 1989
- Boguslaw Howil und seine Mutter Helena, 1993
- Maria Hradowicz, 2016
- Bazyli Hreczuk und Bronislawa Hreczuk, 2010
- Maria Hromiak, 2009
- Franciszek Hrycko und Maria Hrycko, 1988
- Bronislawa Hryniewicz, 1994
- Mieczyslaw Hrysiak und Zusana Hrysiak, 1984
- Alfred Hubner und Zofia Hubner, 2013
- Alfred Huczek, Helena Huczek und ihre Tochter Stefania, 1991
- Jan Huk und Anna Huk, 1989
- Count Stefan Humnicki und Sophie Humnicki, 1978
- Franciszka Hupalo, 1968
- Maria Huszcz-Borusinska, 1987
- Marian Huzarski, Alfreda Huzarski und ihre Kinder Fryderyk und Zbigniew-Antoni, 1984
- Stanislaw Hys, 1999

### I
| Name         | Geboren | Gestorben | Ort der Rettung | Grund der Ehrung | Jahr |
| ------------ | ------- | --------- | --------------- | ---------------- | ---- |
| Jozefa Idzik |         |           |                 |                  | 2004 |

- Boleslaw Idzikowski, 1984
- Joachim Iluk, 1994
- Czeslawa Imiolek und Antoni Imiolek, 1985
- Irena Ingram (Szumska), 2009
- Anna Insinska, 1984
- Eugeniusz Iszora, 2016
- Walentina Ivanowski, 1978
- Jan Iwanicki, 1984
- Andrzej Iwaniuk und Zinowia Iwaniuk, 1996
- Mikolaj Iwaniuk und seine Töchter Paulina und Franciszka, 1989
- Stanislawa Iwanowa und ihr Sohn Ignacy Rostocki, 1995
- Henryk Iwanski und Wiktoria Iwanski, 1964
- Waclaw Iwanski und Maria Iwanski, 1984
- Maria Jolanta Iwaszczukiewicz-Uliasz, 1986
- Anna Iwaszkiewicz und Jaroslaw Iwaszkiewicz, 1988
- Jozef Izakowski, 1997
- Josef Izdebski, 1976
- Jozef Izdebski, 2017
- Stanislawa Izraelowicz-Kowalczyk, 1992
- Wladyslaw Izyk, Rozalia Izyk und ihre Tochter Kazimiera, 1987

### J
| Name            | Geboren | Gestorben | Ort der Rettung | Grund der Ehrung | Jahr |
| --------------- | ------- | --------- | --------------- | ---------------- | ---- |
| Maria Jablonska |         |           |                 |                  | 1992 |

- Jan Jablonski, 2015
- Roman Jablonski, 1989
- Wincenty Jablonski, Krystyna Jablonski und ihre Kinder Zdzislaw, Zofia und Stanislaw, 1987
- Helena Jacewicz und ihre Kinder Czeslaw und Ela, 1988
- Stanislawa Jachacz, 1989
- Ryszard Jachowicz und seine Mutter Natalia, 1990
- Leon Jackow und Bronislawa Jackow, 1982
- Stanislaw Jackowski, 1968
- Waclaw Jacyna und Marcelina Jacyna, 1967
- Ludomir Jagello und seine Mutter Stefania, 1987
- Jan Jagiello und Janina Jagiello, 1996
- Michal Jagiellowicz, 2006
- Olga Jagiellowicz, 1983
- Helena Jagodzinska, 2015
- Stefan Jagodzinski, 1986
- Stanislaw Jaje und Anna Jaje, 2010
- Agnieszka Jakiela und Franciszek Jakiela, 2014
- Jerzy Jaksz, Czeslawa Jaksz und ihre Tochter Marta Kowalczyk, 1990
- Maria Jakubowska, 1992
- Rozalia Jakubowska und ihre Kinder Zofia und Mieczyslaw, 1993
- Josef Jakubowski und Magdalena Jakubowski, 2010
- Stanislaw Jakubowski und Waleria Jakubowski, 2014
- Wladyslaw Jakubowski und Maria Jakubowski, 1993
- Zdzislaw Jakubowski, Bronislawa Jakubowski und ihre Kinder Helena und Robert, 1992
- Zofia Jamiol, 1979
- Jan Jamiolkowski und Janina Jamiolkowski, 1966
- Karol Jamro, Waleria Jamro und ihre Kinder Maria Augustyn und Jan, 1992
- Helena Janc und Boleslaw Janc, 1965
- Wladyslaw Janczarek, 1986
- Roman Janczarski, Genowefa Janczarski und ihr Sohn Bogdan, 1993
- Henryk Janczewski und Aniela Janczewski, 1981
- Wlodzimierz Janczewski, 2009
- Jan Janczuk und sein Bruder Stanislaw, 1991
- Jozefa Janderowicz, 1987
- Helena Janiak, 1984
- Irena Janicka, 2000
- Zofia Janicka-Maj, 1990
- Teodor Janicki und Zdzislawa Janicki, 1964
- Michalina Janicki und Cyprian Janicki, 1995
- Adam Janik, 2016
- Cecylia Janiszewska und Lucjan Janiszewska, 1979
- Tadeusz Jankiewicz, 1965
- Wiera Jankiewicz und Tadeusz Jankiewicz, 1985
- Kazimiera Jankowerny, 1989
- Kornelia Jankowska (Schwester Kornelia), 2013
- Franciszek Jankowski, 2005
- Leonard Jankowski, Bronislawa Jankowski und ihre Tochter Halina, 2005
- Boleslaw Jankowski und Stanislawa Jankowski, 2001
- Jozef Jankowski, 1992
- Marian Jankowski und Leolanda Jankowski (Zawadzka), 2010
- Szczepan Jankowski, 2016
- Nina Janowska-Dochmacka, 1987
- Jan Janton und Bronislawa Janton, 1992
- Boleslaw Janulewicz und ihre Kinder Boleslaw und Leokadia, 1991
- Stanislaw Janus, Marianna Janus und ihr Sohn Bronislaw, 1997
- Agata Janusz, 1978
- Stanislaw Januszewski, 1989
- Aldona Januszkiewicz und ihr Bruder Janusz, 1988
- Janina Januszkiewicz, 2017
- Boleslaw Januszko, 2017
- Jan Jaremkow, Tekla Jaremkow und ihr Sohn Edward, 2000
- Jan Jarmolowicz und Jozefa Jarmolowicz, 1990
- Nadzieja Anna Jarnuszkiewicz (Worobiew) und ihre Schwester Halina Kawtaradze (Worobiew), 2003
- Leokadia Jaromirska, 1968
- Roch Jaros, seine Frau und seine Kinder Witek, Andrzej und Jan, 1996
- Anna Jarosz, Ignacy Jarosz und ihre Kinder Aleksander, Maksymilian und Marianna, 2001
- Franciszek Jarosz und Agata Jarosz, 1989
- Franciszek Jarosz, Maria Jarosz und ihre Kinder Jozef und Stanislawa, 1990
- Tomasz Jarosz und Maria Jarosz, 2017
- Zygmunt Jarosz, 1999
- Jozef Jaroszynski, Halina Jaroszynski und ihre Tochter Klara, 1981
- Wincenty Jaruk und Janina Jaruk, 2015
- Eugeniusz Jasiewicz und Jozefa Jasiewicz, 1981
- Kazimiera Jasik und ihre Töchter Helena, Maria und Janina, 2017
- Stanislaw Jasik, 1979
- Pelagia Jasinska, 2004
- Wladyslawa Jasinska, 1988
- Juliana Jasinska-Larych, 1967
- Stanislaw Jasinski, 1985
- Jan Jaskiewicz, Marja Jaskiewicz und ihr Sohn Stanislaw, 1984
- Zofia Jaskiewicz-Galecka, 1983
- Michalina Jasko, 2008
- Stanislaw Jaskolka, Maria Jaskolka und ihr Sohn Wladyslaw, 1965
- Michal Jaskulowski und Leokadia Jaskulowski, 2010
- Antoni Jastrzab und Leokadia Jastrzab, 2011
- Maria Jastrzebska und ihr Sohn Bogdan, 1993
- Wladyslawa Jastrzebska-Lis, 1985
- Tadeusz Jaszczewski, 1992
- Jozef Jaszczuk und Bronislawa Jaszczuk, 1998
- Czeslaw Jaszkiewicz, Anna Jaszkiewicz und ihr Vater Mikolaj, 1992
- Jozef Jaworowicz und Michalina Jaworowicz, 1981
- Jozef Jaworowski, 2011
- Anna Jaworska und ihre Kinder Mikolaj, Wiktoria, Olga und Helena, 1989
- Marianna Jaworska, 2007
- Eugeniusz Jaworski und Katarzyna Jaworski, 1984
- Maria Jaworski und Henryk Jaworski, 1993
- Pawel Jaworski, 1976
- Tomasz Jednorak, Florentina Jednorak und ihre Tochter Stanislawa, 1989
- Leonia Jedrzejko, Jan Jedrzejko und ihre Kinder Jozef und Maria, 1988
- Jozef Jedynak, 1979
- Maria Jedynak und ihre Kinder Waclaw, Irena, Helena und Mieczyslaw, 1989
- Maria Jekielek-Kluska, 1980
- Janina Jetkiewicz, Henryk Jetkiewicz und ihre Tochter Maria, 1997
- Jadwiga Paulina Jez, 1985
- Waleria Jezeczek, 1991
- Zofia Jezewska, 2008
- Maria Jezierska, 1983
- Waclawa Jezierska-Radzikowska, 1994
- Wladyslaw Jezierski und Anna Dobrucka-Jezierska, 1982
- Wladyslaw Jeziorski, Anna Jeziorski und ihre Söhne Wladyslaw und Marian, 1967
- Boguslawa Jezowska-Trzebiatowska, 1989
- Jozef Jezyk, 1990
- Wanda Jiruska und ihre Töchter Maria-Antonina und Stefania, 1995
- Jozef Job, Wiktoria Job und ihr Sohn Edward, 1980
- Jan Joniuk und ihre Töchter Leokadia, Eugenia und Zofia, 1983
- Michalina Jopkowa und ihre Tochter Krystyna, 1993
- Bogdan Jorasz und Irena Jorasz (Ogniewska), 1981
- Chana Josefsberg (Dubick), 2016
- Jozef Jozak und Rozalia Jozak, 2015
- Franciszek Jozefik und Rozalia Jozefik, 2000
- Leon Jozwiak und Maria Jozwiak, 1981
- Wladyslaw Jozwicki und Franciszka Jozwicki, 1987
- Stanislawa Jozwikowska, 1994
- Jan Judzinski und seine Tochter Krystyna, 2005
- Jozef Jura und Aleksandra Jura, 1994
- Jozef Jurczyk und Jadwiga Jurczyk, 2004
- Jan Jurdyga und Henryka Jurdyga, 1993
- Julia Jurek, 1984
- Leon Jurek, 1999
- Jan Jurkiewicz, Waleria Jurkiewicz und ihre Tochter Olga, 1994
- Bruno Jurytko und Bronislawa Jurytko, 1991
- Karolina Juszczykowska, 2011

### K
| Name                  | Geboren | Gestorben | Ort der Rettung | Grund der Ehrung | Jahr |
| --------------------- | ------- | --------- | --------------- | ---------------- | ---- |
| Hendryka Kabaczynski  |         |           |                 |                  | 1966 |
| Jozef Kabaczynski     |         |           |                 |                  |      |
| Michalina Kabaczynski |         |           |                 |                  |      |
| Tadeusz Kabaczynski   |         |           |                 |                  |      |
| Wanda Kabaczynski     |         |           |                 |                  |      |

- Stanislaw Kacala, 1979
- Anna Kachnowska und ihre Tochter Maria, 1995
- Antonina Kaczmar, 1974
- Jan Kaczmarczyk, 1984
- Jozef Kaczmarczyk, 1987
- Hanna Kaczmarczyk-Heleniak, 1993
- Franciszek Kaczmarek und Stanislawa Kaczmarek, 1997
- Franciszek Kaczmarek, Wladyslawa Kaczmarek und ihre Tochter Teresa, 1990
- Jadwiga Kaczmarek, ihre Tochter Alina (Gronek) und ihr Sohn Lucjan, 1983 2000
- Aniela Kaczorowska, 1989
- Anna Kaczorowska, 2010
- Waclaw Kaczorowski, Bronislaw Kaczorowski und ihr Sohn Bohdan, 2001
- Stanislaw Kaczowka und Maria Kaczowka, 1992
- Maria Kaczynska, 2013
- Zofia Kadlubowski und Bronislaw Kadlubowski, 1989
- Stanislaw Kadziolka und ihre Töchter Leokadia und Genowefa, 2000
- Brygida Kafar und Teofil Kafar, 1969
- Kazimierz Kafarski und Wanda Kafarski, 2004
- Bronislaw Kajszczak und sein Sohn Jozef, 1990
- Jan Kakol und Magda Kakol (Mielniczek), 1984
- Zbigniew Kalbarczyk und Regina Kalbarczyk, 1984
- Weronika Kalek, 1977
- Aniela Kalicka, 1981
- Jozefa Kaliczynska, 1980
- Michael E. Kalina, 1989
- Franciszek Kalinowski und Waclawa Kalinowski, 1981
- Kazimierz Kalinowski und Alina Kalinowski, 2018
- Roman Kalinowski, 1978
- Zenon Kalinski, Eugenia Kalinski und ihr Sohn Zbigniew, 1994
- Jozef Kalisiakow und Anna Kalisiakow, 1989
- Pawel Kalisiewicz, Wladyslawa Kalisiewicz und ihre Kinder Jozef und Waclaw, 1988
- Witold Kaliszczak und sein Bruder Jan, 1994
- Helena Kaliszczuk-Kozaczuk, 1988
- Stanislaw Kaliszewski, 1989
- Rafal Kalowski, 2001
- Maria Kalucka und ihre Schwester Lucja Nowak, 1997
- Zofia Kaluszko und ihr Sohn Jan, 1983
- Jan Kaluza, Jozefa Kaluza und ihre Tochter Maria, 1991
- Jozef Kaluza und Stefania Kaluza, 1991
- Maria Kaluza (Kansy), 2011
- Wojciech Kalwinski, Katarzyna Kalwinski und ihr Sohn Kazimierz, 1967
- Aniela Kaminska und Jozef Kaminska, 1983
- Maria Kaminska, 1984
- Zofia Kaminska, 2017
- Leokadia Kaminska-Majkowska, 1985
- Aleksander Kaminski, 1991
- Kazimierz Kaminski und Czeslawa Kaminski, 1992
- Maksymilian Kaminski und Anna Kaminski, 2015
- Ryszard Kaminski, 1981
- Stefan Kaminski, 1997
- Zbigniew Kaminski und Franciszka Kaminski (Adamczewska), 1982
- Feliks Kanabus, 1965
- Irena Kanabus, 1995
- Antoni Kania, 2013
- Zygmunt Kaniewski und Apolonia Kaniewski, 2017
- Agnieszka Kaniut (Kansy), 2011
- Maria Kann, 1963
- Antoni Kanton und Julia Kanton, 1996
- Michal Kantor und Wladyslawa Kantor, 1989
- Janina Kapias, 1990
- Anton Kapica, Maria Kapica und ihre Kinder Stanislaw und Gertruda, 1995
- Wawrzyniec Kaprocki und Aniela Kaprocki, 1978
- Janina Kapuscinska, 2017
- Jerzy Kaputek, 1989
- Leon Karasek und sein Bruder Jerzy, 1984
- Teresa Karaskowa, 1984
- Jozefa Karbowniczek, 1992
- Jozef Karbowski, Marta Karbowski und ihre Kinder Stefan, Czeslaw, Jan und Zofia, 1990
- Heronim Karczewski, Felicja Karczewski und sein Sohn Zenon, 2000
- Ewa Karczmarczyk und ihre Kinder Tadeusz, Boleslaw und Stefan, 1996
- Czeslaw Kardasiewicz und Marianna Kardasiewicz, 2014
- Albina Karlowicz und ihr Sohn Wladyslaw, 2018
- Janina Karolicka-Karpinska, 1997
- Bazyli Karpicki, Feona Karpicki und ihr Sohn Piotr, 1993
- Anna Karpiel und ihr Sohn Jozef, 1995
- Maria Karpiuk, 2005
- Ignacy Karpowicz und Zofia Karpowicz, 1990
- Jan Karski, 1975
- Stanislawa Karsov-Szymaniewska, 1969
- Jakub Kartaszew und Anna Kartaszew, 1988
- Lubomira Karwowska und ihre Eltern Zygmunt und Miroslawa, 2007
- Jadwiga Karwowska-Koltan (Karkowska), 1993
- Franciszek Karwowski und Genowefa Karwowski, 1992
- Franciszek Karwowski und Jozefa Karwowski, 1993
- Maria Kasjano, 1981
- Jozefa Kasperak-Przenioslo, 1988
- Tadeusz Kasprowicz, 1989
- Roman Kasprzak, Stanislawa Kasprzak und ihre Tochter Zofia Bublik, 2009
- Andrzej Kasprzyk, 1975
- Mieczyslaw Kasprzyk und seine Eltern Wladyslaw und Magdalena, 2006
- Czeslaw Kasprzykowski und Sylvia Kasprzykowski, 1996
- Stanislaw Kaszuba, seine Frau und ihre Kinder Stefan, Daniela und Ryszard, 1993
- Wladyslawa Kaszubska, 2004
- Danuta Katz-Lipska, 1986
- Edward-Marcin Kawalski, 2001
- Sebastian Kazak und Katarzyna Kazak, 2008
- Waclaw Kazak, 2018
- Czeslaw Kazanecki und Leonarda Kazanecki, 2004
- Franciszek Kazanowski, Maria Kazanowski und ihr Sohn Stanislaw, 1992
- Sabina Kazimierczyk-Puchalska, 1987
- Helena Kazmierczyk-Gruszka, 1991
- Ryszard Kazmierski und seine Mutter Helena, 1987
- Maria Kazuczyk, 2010
- Marianna Kazuczyk, 2010
- Michalina Kedra, 1988
- Celina Kedzierska (Mutter Celina), 2015
- Marian Kedzierski und seine Tochter Krystyna, 1999
- Meta Kemblinska, 1997
- Edward Kemnitz und sein Vater Wojciech, 1982
- Maria Kenar und inter Kinder Jozef und Helena, 1999
- Tomasz Kencler und Cecylia Kencler, 1989
- Jack Kent (Glazewski, Aleksander), 2003
- Franciszek Kepa, Maria Kepa und ihre Kinder Franciszka und Piotr, 1992
- Andrzej Kepowski, 1992
- Tadeusz Kern-Jedrychowski, 1985
- Henryk Kess und Czeslawa Kess, 2002
- Teofila Kic, 2008
- Karol Kicinski und seine Tochter Janina, 1983
- Jozef Kida und Anastasia Kida, 1986
- Leon Kiek, Elzbieta Kiek und ihre Kinder Zofia, Jan Kielak und Marta, 1994
- Franciszek Kielan, Maria Kielan und ihre Töchter Krystyna und Zofia, 1991
- Antoni Kielb, Jozefa Kielb und ihr Sohn Wladyslaw, 1993
- Stanislaw Kielbasinski, 2000
- Regina Kielczykowa (Walczynska), 1978
- Eugenia Kielich, 2005
- Stanislawa Kielich und ihr Sohn Boleslaw, 1996
- Jadwiga Kieloch und ihre Töchter Marianna, Eugenia (Cieslinska), Helena (Guzdz), Matylda (Szkoda) und Anna (Uberman), 1985
- Izabella Kiernozicka, 2007
- Teresa-Janina Kierocinska, 1992
- Roman Kierszniewski und Irena Kierszniewski, 1982
- Maria Kiersztyn, 1983
- Felicja Kijak, 2000
- Katarzyna Kijak, 2004
- Wladyslaw Kijowski und Maria Kijowski, 1979
- Jan Kilian, Karolina Kilian und ihre Tochter Genowefa (Cwik), 2003
- Michal Kinasz, Stanislawa Kinasz und ihre Tochter Bozena, 1987
- Stanislawa Kirst, 2018
- Franciszek Kiryluk, 1978
- Aleksander Kisiel und Maria Kisiel, 2012
- Zofia Kisiel, 1990
- Adolf Kisiel-Dmetrecki und Otylia Kisiel-Dmetrecki, 1997
- Paulina Kisielewska-Plaksej, 1987
- Anna Kister, 2003
- Jozef Kiwior und Genowefa Kiwior, 1998
- Gabriela-Jozefa Klajn und ihr Sohn Ryszard, 1994
- Stanislawa Klapa, 2013
- Bronislawa Klarman und ihre Tochter Janina, 1991
- Krystyna Klarzuk, 1997
- Janina Klein und ihre Tochter Janina Dylag, 1991
- Zofia Klemens, 1964
- Maria Klepacka, 1972
- Stanislawa Klewicka und ihr Sohn Leszek, 1993
- Nusia Klimczak, 1984
- Antoni Klimek, Lucja Klimek und ihre Kinder Zofia und Halina, 1989
- Maria Klimek, 1985
- Wincenty Klimek und Klara Klimek, 1991
- Andrzej Klimowicz, 1981
- Eugeniusz Klinicki und Maria Klinicki, 1996
- Zygmunt Klinicki, Marian Klinicki und Anna Klinicki, 1996
- Anna Klosiewicz, 1988
- Maria Klosinska-Mantel, 1995
- Bronislawa Kluba und Stanislaw Kluba, 1985
- Jan Klymko, 1997
- Stanislawa Kmicic und Wladyslaw Kmicic, 1995
- Piotr Kmiec und Anna Kmiec, 1993
- Jozef Kmiecinski und Maria Kmiecinski, 1982
- Katarzyna Kmita, 1967
- Mikolaj Kmita und Karolina Kmita, 1967
- Stanislaw Knapik und Natalia Knapik, 2018
- Jan Knofliczek, 1990
- Bronislawa Knyszewska-Bielatowicz, 1980
- Leontyna Kobak und ihre Kinder Ewa und Zofia, 1991
- Zygmunt Kobos und Janina Kobos, 2008
- Mieczyslaw Kobylanski und eine Schwester Jadwiga, 1984
- Piotr Kobylec, Karolina Kobylec und ihre Kinder Mieczyslaw, Klara (Banasik) und Wiktor, 1964/1992
- Teodora Kobylecka-Podsiadla, 1986
- Lucia Kobylinska, 1980
- Tadeusz Kobylko, 1993
- Janina Koc, 1992
- Giga Kochanowska, 1997
- Anna Kociel-Kowalczyk, 1980
- Marian Kocielski, 1992
- Antoni Kociszewski und Aniela Kociszewski, 1993
- Kazimierz Koczan und Weronika Koczan, 2015
- Mieczyslaw Koczerkiewicz, 1974
- Jan Kocznur und ihre Eltern Stanislaw und Julia, 1980
- Halina Koczorowska, 1992
- Zygmunt Koczorowski und Jadwiga Koczorowski, 1992
- Piotr Koczwanski und Franciszka Koczwanski, 1983
- Boleslaw Kodzis, Tekla Kodzis und ihre Tochter Maria Balabaj, 1989
- Jozef Kodzis, Felicja Kodzis und ihre Tochter Maria, 1991
- Jozef Kolacz und Apolonia Kolacz, 1978
- Waclaw Kolacz, 2002
- Aniela Kolaczkowska und ihr Bruder Aleksander Czarny, 2016
- Filomena Kolaczkowska, 1979
- Franciszek Kolano und Katarzyna Kolano, 1989
- Jozef Kolasinski, 1965
- Wiktoria Kolbinska, 1986
- Mieczyslawa Kolczewska, 1993
- Piotr Kolenda, 2013
- Ludwik Kolkowski und seine Mutter Stanislawa, 1984
- Jan Kollataj-Srzednicki, 1998
- Jan Kolodziej und ihr Sohn Marian, 1980
- Tekla Kolodziej, 1989
- Wladyslaw Kolodziej, 1980
- Wladyslaw Kolodziejek und Zofia Kolodziejek, 1983
- Wanda Kolomyjska (Turczynska), 1984
- Romuald Kolossowski und Jadwiga Kolossowski, 2014
- Antoni Koloszko und Maria Koloszko, 2002
- Stanislawa-Stella Kolska, 2005
- Aleksander Koltan und sein Sohn Romuald, 1994
- Stanislaw Koltun und Stanislawa Koltun, 1992
- Halina Komar-Naruszewicz und Albin Komar-Naruszewicz, 1987
- Maria Komarnicka und Wladyslaw Komarnicka, 1986
- Jan Komarnicki, Apolonia Komarnicki und sein Sohn Piotr, 2004
- Stefan Komarnicki, 2005
- Wladyslawa Komendarczyk, 1992
- Aleksander Komiazyk und Helena Komiazyk, 1990
- Emilia Komornicka, 2018
- Maria Komorowska und ihre Schwester Zofia (Slaska), 1985
- Henryk Komorowski und Julia Komorowski, 1985
- Jerzy Konachowicz, Veronica Konachowicz und ihre Töchter Sofia, Anna, Nina und Jadwiga, 1988/2000
- Edward Konarski und Wanda Konarski, 2004
- Wawrzyniec Konarski und Maria Konarski, 1995
- Marianna Konarzewska, 1999
- Edward Konarzewski und seine Mutter Helena, 1990
- Jozefa Kondratowicz, 1988
- Stefan Kondratowicz, 2017
- Andrzej Koniarski und Ewelina Koniarski, 1990
- Maciej Konieczny und Marianna Konieczny, 1988
- Mieczyslaw Konieczny und sein Bruder Piotr, 1988
- Wojciech Konopczynski und Helena Konopczynski, 1993
- Stefan Konopka, 1982
- Helena Konopko, 1983
- Stanislaw Konrad, 1992
- Maria Kontowicz-Zaremba, 1981
- Krystyna Konwerska, 1990
- Helena Kopcinska-Wyganowska, 1996
- Stanislaw Kopec und Anna Kopec, 2002
- Antoni Stefan Koper, 1990
- Stefan Koper und Marta Koper, 2016
- Piotr Kopera, 1976
- Jaroslawa Kopiczak, 1979
- Benedikt Kopiec, 1988
- Jan Kopiec und Aleksandra Kopiec, 1988
- Jan Kopiec und Maria Kopiec, 1988
- Stefan Kopiec und Maria Kopiec, 1988
- Wladyslaw Kopiec, 1988
- Stanislaw Koptera, 2018
- Marianna Kopyt, 1998
- Weronika Koralewska und ihr Sohn Roland, 1989
- Stefan Korbonski, 1980
- Franciszek Korczak und sein Sohn Mieczyslaw, 1989
- Julia Korczak, 2018
- Maria Kordasiewicz und ihre Tochter Helena, 1989
- Antoni Kordowski, 2016
- Irena Kordus und Michael Kordus, 1976
- Kazimierz Korkuc, 1973
- Stanislaw Kornacki, 1999
- Anna Kornecka und ihre Mutter Sabina, 2001
- Jozefa Korniecka, 1967
- Emilia Korobiec, 2010
- Herr Korolczuk, 1978.
- Anna Korona und ihr Sohn Zbigniew, 1994
- Tadeusz Korsak und Wladyslawa Korsak, 2006
- Wladyslaw Korta und Janina Korta, 1999
- Stanislaw Korwin-Piotrowski und Sabina Korwin-Piotrowski, 1986
- Wiktoria Koryzna, Stanislaw Koryzna und ihre Kinder Mieczyslaw, Jozefa, Teofila und Stanislawa, 1988
- Helena Korzeniewska-Korazim, 1964
- Zofia Korzeniowska, 1980
- Jozefa Anna Korzennik (Bogusz), 2008
- Maria Korzysko, 2004
- Anna Koscialkowska und ihre Kinder Maria und Witold, 1986
- Krystyna Koscialkowska, 1985
- Jozefa Koscielna, 2018
- Anna Kosciolko und ihre Töchter Maria und Karolina, 1993
- Edmund Kosek und sein Vater Waclaw, 1974
- Julian Kosek und Janina Kosek, 2017
- Jan Kosiba und Helena Kosiba, 1992
- Wladyslaw Kosiba, Tekla Kosiba und ihre Söhne Tadeusz und Rudolf, 2017
- Tadeusz Kosibowicz, 2006
- Roch Kosieradzki und Anna Kosieradzki, 1996
- Franciszek Kosinski und Jozefa Kosinski, 2014
- Stanislaw Kosior, 2005
- Maria Kosiorowska und Jozef Kosiorowska, 1995
- Jadwiga Kosk, 1983
- Julian Kosk, 2014
- Allan Kosko, 2018
- Jan Kosowicz und Jozefa Kosowicz, 1993
- Zofia Kossak-Szczucka, 1933Zofia Kossak-Szatkowska, 1982
- Aleksander Kossewski, 1979

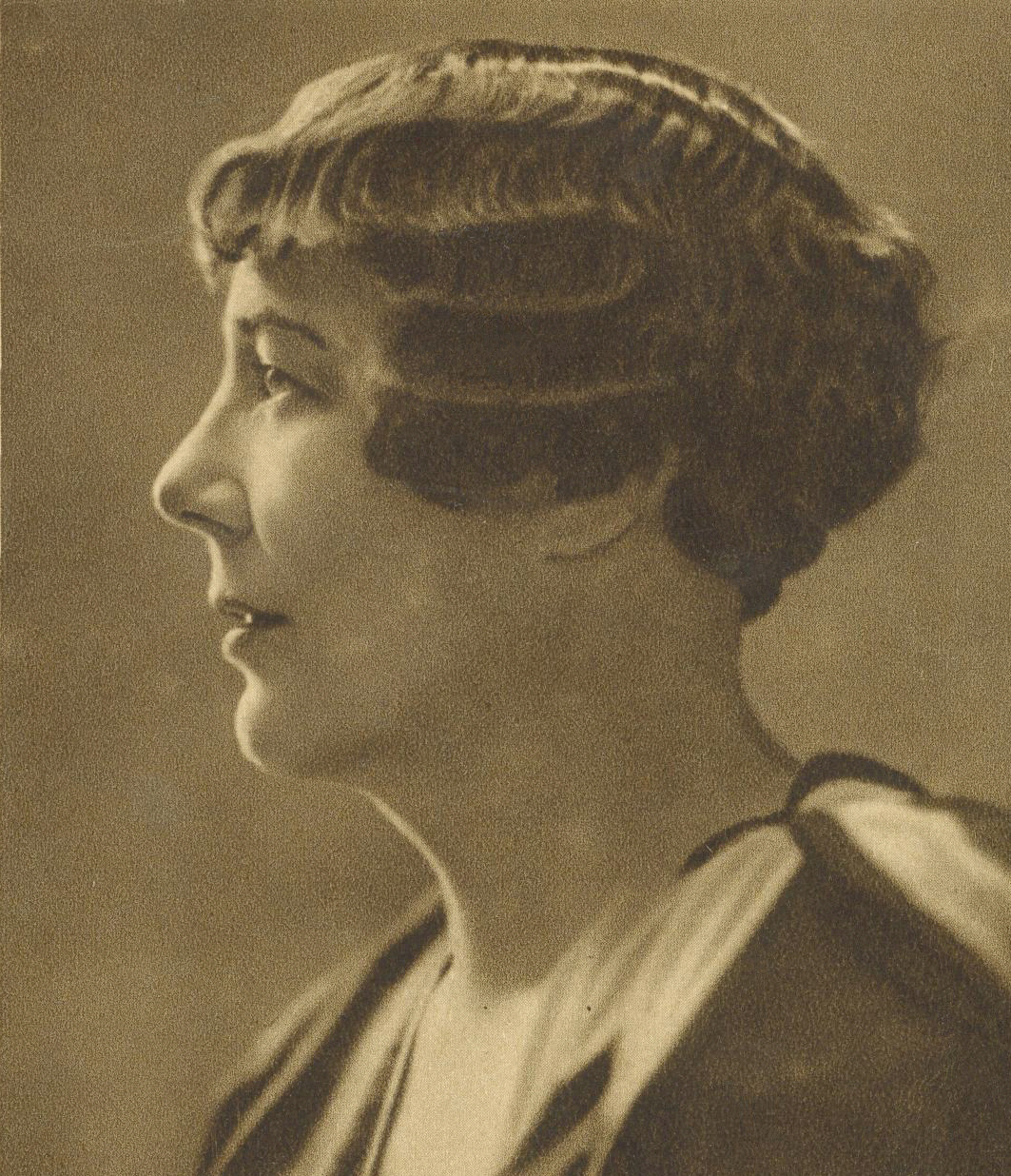
Zofia Kossak-Szczucka, 1933

- Stanislawa Kossobudzka und ihre Tochter Renata, 1992
- Jan Kossuth und Janina Kossuth, 1987
- Leokadia Kossuth, 1985
- Halina Kostanska, 1990
- Jan Kostanski, 1983
- Jozefa Kostka und Ignacy Kostka, 1995
- Wilhelm Kostka und Wincenty Kostka, 1987
- Zygmunt Kostro und Janina Kostro, 1978
- Andrzej Kostrz, 1973
- Andrzej Kostrzewa und Anna Kostrzewa, 1988
- Tomasz Kostrzewa, Katarzyna Kostrzewa und ihre Kinder Jan und Mieczyslaw, 1993
- Rozalia Kostus und ihre Kinder Genowefa und Mieczyslaw, 2001
- Jozef Kostyra und Anna Kostyra, 2001
- Tuska Koszak, 2018
- Ludwik Koszczyc und Monika Koszczyc, 2013
- Wanda Koszutska, 1999
- Jadwiga-Danuta Koszutska-Issat, 1989
- Eugeniusz Koszyk-Zwierzchanowski, 1989
- Maria Kot und Tadeusz Kot, 1997
- Maria Kotarba, 2005
- Kazimierz Kotarski und Irena Kotarski, 1988
- Waclaw Kotarski, Marcelina Kotarski und ihre Kinder Janina und Czeslaw, 1988
- Antoni Kotas, 1981
- Teodozy Kotelnicki, 2014
- Gerwazy Kotlewski und Aniela Kotlewski, 2008
- Franciszka Kotowicz, 1989
- Wiktor Kotowicz und Jozefa Kotowicz, 1979
- Aniela Kotowska (Schwester Klara), 1983
- Stanisława Kotowski und ihr Sohn Stanisław, 1986
- Władysław Kotowski und Maria Kotowski, 2012
- Maria-Berta Kotowski-Hunker, 1995
- Maria Kotwica-Szwed, 1987
- Anna Kot-Wiglusz, 1988
- Anna Kowalczyk, 2017
- Jan Kowalczyk und Anna Kowalczyk, 1992
- Jan Kowalczyk und Franciszka Kowalczyk, 1990
- Jan Kowalczyk, Jozefa Kowalczyk und ihre Töchter Marianna, Kazimiera und Stanislawa, 1987/2005
- Marta Kowalczyk und Kazimierz Kowalczyk, 1990
- Michal Kowalczyk und Marianna Kowalczyk, 2013
- Stanisław Kowalczyk, Salomea Kowalczyk und ihre Kinder Jerzy, Czesław und Bronisław, 1990
- Władysław Kowalczyk, 1979
- Zofia Kowalczyk, 1988
- Halina Kowalewska-Gwozdowicz, 1988
- Karol Kowalewski und Irena Kowalewski, 1983
- Anna Kowalik und ihr Sohn Władysław, 1988
- Franciszek Kowalik und Teofila Kowalik, 1986
- Janina Kowalik, 1990
- Maria Kowalik-Muszynska, 1987
- Bronisława Kowalska und ihre Brüder Antoni, Wincenty, Jan und Stanisław, 1997
- Helena Kowalska, 1978
- Kazimiera Kowalska, 2014
- Maria Kowalska, 1986
- Weronika Kowalska und ihre Tochter Maria, 1992
- Wiktoria Kowalska und ihr Sohn Edward, 2003
- Henryka Kowalska-Ulanowska, 1980
- Adam Kowalski und Leonora Kowalski, 1989
- Julian Kowalski und Agata Kowalski, 2001
- Maria Kowalski, Witold Kowalski und ihr Sohn Janusz, 1968
- Stanislaw Kowalski, 1991
- Waclaw Kowalski und Zinaida Kowalski, 2002
- Wladyslaw Kowalski, 1963
- Wladyslaw Kowalski und Halina Kowalski, 1995
- Wojciech Kowalski und Lucylla Kowalski, 1992
- Leon Kowarzyk und Maria Kowarzyk, 1996
- Jozef Kownacki und Waleria Kownacki, 1988
- Maria Kozaczek, 1993
- Franciszek Kozaczko, Katarzyna Kozaczko und ihr Sohn Julek, 1989
- Wlodzimierz Kozaczuk und sein Vater Jozef, 1988
- Aleksander Kozak und Janina Kozak, 2014
- Jan Kozak, 1999
- Michal Kozak, 2016
- Wladyslaw Kozak und seine Schwester Apolonia, 1989
- Florian Kozakiewicz, 1986
- Anna Kozakiewicz-Slizien, 1985
- Jan Koziel und Elzbieta Koziel, 1976
- Wanda Kozielec, 2017
- Edmunda Kozielowa-Zdunski, 1986
- Weronika Kozinska und ihre Mutter Aniela Romaniewicz, 2001
- Franciszka Koziol-Bradlo, 1986
- Genowefa Koziol-Pekala, 1989
- Marianna Kozlowska, 2006
- Teofila Kozlowska, 2017
- Krystyna Kozlowska-Potrzebowska, 1983
- Antoni Kozlowski, Katarzyna Kozlowski und ihre Tochter Jadwiga, 1993
- Jan Kozlowski, Cecylia Kozlowski und ihre Kinder Franciszek, Jozef und Stanislaw, 1988
- Jozef Kozlowski und Anna Kozlowski, 2010
- Frau Kozlowski und ihre Söhne Kazimierz und Zygmunt, 1989
- Maria Kozminska und ihre Tochter Anna, 1991
- Jerzy Kozminski, seine Stiefmutter Teresa und sein Vater Karol, 1965/2005
- Edward Kozub, 1979
- Adam Kozubowski, 2013
- Franciszek Kozuchowski und Marianna Kozuchowski, 1983
- Marian Kozyra, 1990
- Anna Krajewska, 1977
- Leokadia Krajewska und ihr Bruder Edmund, 2013
- Antoni Krajewski, 1977
- Jakub Krajewski und Janina Krajewski, 2018
- Janina Krakiewicz, 1994
- Irena Krakowska, 1991
- Marian Kral und Irena Kral (Trojanowska), 2013
- Antoni Krasicki, Kunda Krasicki und ihre Kinder Kazimierz und Karol, 1991
- Maria Krasiejko-Rdultowska, 1981
- Benedikt Kraskovsky, 1996
- Maria Krasna und Jan Krasna, 1983
- Klementyna Krasowska und ihre Mutter Stanislawa, 2017
- Jan Kraupa und Jozia Kraupa, 1984
- Kazimierz Krauze und Lucylla Krauze, 1983
- Jozef Krawczyk und Wiktoria Krawczyk, 2004
- Cecylia Krawczyk, 1992
- Gertruda Krawczyk, 1990
- Helena Krawczyk, 2006
- Wiktoria Krawczyk, 2017
- Zofia Krawczykowicz und ihre Kinder Wladyslaw, Jan, Helena und Zygmunt, 2002
- Maria Krawiec, 1969
- Kazimiera Kreicarek und Michal Marian Kreicarek, 1983
- Hary Kreis, 2018
- Maria Kreisberg (Majewska), 1994
- Antoni Krekora, 1993
- Ludwik Krepa und Wanda Krepa, 1993
- Jerzy Krepec und Irena Krepec, 1994
- Tadeusz Krepec, 2002
- Kazimierz Krepski, Maria Krepski und ihre Kinder Kazimierz, Michal und Apolonia, 2006
- Katarzyna Krokos und ihre Tochter Helena, 1995
- Jan Krokowski und Zofia Krokowski, 1988
- Bronislaw Krol, 1985
- Genowefa Krol, 1998
- Piotr Krol, Zenobia Krol und ihre Kinder Janina, Alina, Laura, Romuald, Marian, Zdzislaw und Artur, 1982
- Wladyslaw Krolikiewicz und Helena Krolikiewicz, 1986
- Maria Krolikowska, 1981
- Franciszek Krolikowski und Zygmunta Krolikowski, 2010
- Genowefa Krowicka-Tyryllo, 1978
- Anna Kruczkowska, 1993
- Jadwiga Kruczkowska, 1985
- Henryk Krueger, 1987
- Bronislaw Kruk, 1981
- Maria Kruk und ihre Kinder Jozef, Maria und Anna, 1998
- Antoni Kruminis-Lozowski und Maria Kruminis-Lozowski, 2005
- Wojciech Krupa, 1976
- Anna Krupa-Roszkowska und ihr Sohn Pawel, 2004
- Leonard Krupka und Maria-Regina Krupka, 1991
- Jan Krusinski und Antonina Krusinski, 1997
- Stefan Krusinski, 2000
- Helena Kruszelnicka und ihre Mutter Malwina, 2008
- Maria Kruszelnicka und ihr Sohn Czeslaw, 2001
- Piotr Kruszewski, 1992
- Marianna Kruszynska, 1987
- Konrad Kruszynski und Janina Kruszynski, 1981
- Stanislaw Kruszynski und Stefania Kruszynski, 1975
- Boleslaw Kruze, 1977
- Marian Krycia, 1979
- Wladyslaw Kryczka und Bronislawa Kryczka, 1997
- Stefania Krynska (Bogulawska), 1990
- Jan Krynska, Aniela Krynska und ihre Kinder Ryta und Stanislaw, 1991
- Konstanty Krynski, Bronislawa Krynski und ihre Kinder Henryk und Krystyna, 2015
- Stanislaw Krynski, Jadwiga Krynski und ihre Kinder Stanislawa und Zygmunt, 2011
- Stanislaw Krysiewicz und Wladyslawa Krysiewicz, 1993
- Stanislaw Krzemienski und Anna Krzemienski, 1966
- Bronislawa Krzeminska, 2017
- Cecylia Krzeminska, 2013
- Wladyslaw Krzeminski und Leokadia Krzeminski, 1978
- Danuta Krzeszewska und ihre Mutter Florentyna, 2015
- Karol Krzeszowiec und Janina Krzeszowiec, 1984
- Eugenia Krzyczkowska und ihre Kinder Barbara und Czeslaw, 1997
- Zdzislaw Krzyczkowski und Halina Krzyczkowski, 1988
- Zofia Krzyk, 2001
- Jozef Krzymowski und Marianna Krzymowski, 2001
- Karol Krzynowy und Tekla Krzynowy, 2015
- Kazimierz Krzystyniak, Barbara Krzystyniak und ihre Kinder Irena und Tadeusz, 1989
- Franciszek Krzysztalowski und Jadwiga Krzysztalowski, 2015
- Jozef Krzysztalowski, Helena Krzysztalowski und ihre Tochter Irena, 2000
- Aniela Krzysztonek, 1969
- Jan Krzysztoszek, Marianna Krzysztoszek und ihre Tochter Irena, 2003
- Helena Krzysztow-Meller, 1987
- Stanislaw Krzywicki und Anna Krzywicki, 2009
- Eugenia Krzyzanowska, 2017
- Lydia Krzyzanowska-Zaluska, 1979
- Andrzej Krzyzanowski und Agnieszka Krzyzanowski, 1985
- Bronislaw Krzyzanowski und Helena Krzyzanowski, 1978
- Wladyslaw Ksiazek, 1998
- Ks. Michal Kubacki, 1997
- Jan Kubalski und Anna Kubalski, 1986
- Klemens Kubaty, Karolina Kubaty und ihr Sohn Alfred, 1987
- Lubomira Kubica, 2018
- Jan Kubicki und Zofia Kubicki, 1976
- Bozena Kubiczek, 2001
- Edward Kubiczek, 1981
- Mieczyslaw Kubiczek und Maria Kubiczek, 1993
- Czeslaw Kubik, 1989
- Tadeusz Kublicki und seine Mutter Maria, 1995
- Dorota Kuc und ihre Mutter, 1992
- Anna Kucharska, 1992
- Tadeusz Kucharski und Eugenia Kucharski, 2014
- Irena Kucharzak, 1969
- Jan Kucharzak, 1993
- Kazimierz Kuchmistrz, Olga Kuchmistrz und ihre Kinder Jozef und Anna, 1990
- Jan Kuchta, Juzefa Kuchta und ihre Kinder Jan, Aniela und Wladyslawa, 1998
- Michal Kucia und Anna Kucia, 2017
- Janina Kucinska, 1989
- Jozef Kucinski und Marianna Kucinski, 1992
- Karol Kuczaty und Emilia Kuczaty (Bakoniewska), 1991
- Pawel Kuczko und Petronela Kuczko, 1988/2000
- Stefan Kuczkowski, 1989
- Genowefa Kuczynska und Wlodzimierz Kuczynska, 1987
- Aleksander Kuczynski, Katarzyna Kuczynski und ihre Kinder Kazimierz, Rudolf, Julia und Stefania, 1995
- Alexander Kuczynski und Krystyna Kuczynski, 1999
- Stanislaw Kudelski und Julia Kudelski, 1986
- Genowefa Kujtkowska und ihre Schwestern Maria und Zofia, 1987
- Franciszek Kuklo und Zofia Kuklo, 1993
- Jan Kukolewski und Zofia Kukolewski, 1992
- Maria Kukulska und ihre Tochter Anna, 1995
- Janina Kukulska-Tyryllo, 1978
- Stanislawa Kular-Przenioslo, 1988
- Franciszek Kulczycki und Katarzyna Kulczycki, 1994
- Marian Kulczycki, 2002
- Joanna Kulesza, Karol Kulesza und ihre Schwester Leokadia, 1997
- Aniela Kulesza-Biala, 2000
- Jan Kulik und seine Mutter Marianna, 2016
- Boleslaw Kulinski und Helena Kulinski, 1993
- Stanislaw Kulisiewicz und Janina Kulisiewicz, 2015
- Jan Kulpa, 1980
- Jozef Kulpa, 2011
- Janina Kulwiec-Grundgang, 1975
- Wladyslaw Kulyk und Julia Bartoszewska, 1989
- Antoni Kunicki und Stefania Kunicki, 2000
- Adam Kunz und Stefania Kunz, 1980
- Maria Kupczak und ihr Sohn Roman, 1995
- Eliasz Kupidlowski, Apolonia Kupidlowski und ihre Tochter Wanda, 1992
- Boleslaw Kupiecki, 2002
- Zofia Kuras, Karol Kuras und ihre Tochter Joanna, 1993
- Michalina Kurc, 1978
- Edward Kurda, 1981
- Jan Kurdziel, 1996
- Stanislaw Kurdziel, 1992
- Jozef Kurek und sein Sohn Tadeusz, 1991
- Stanislaw Kurek, 1993
- Zofia Kurek, 1992
- Aleksander Kuriata und Franciszka Kuriata, 1990
- Jozef Kuriata und Franciszka Kuriata, 1986
- Mikolaj Kuriata, 1968
- Zygmunt Kuriata und Olga Kuriata, 1986
- Ignacy Kurjanowicz, 1973
- Jan Kurkiewicz, Agnieszka Kurkiewicz und ihre Tochter Eugenia, 1992
- Wojciech Kurkiewicz, Marianna Kurkiewicz und ihre Tochter Wladyslawa, 1992
- Marianna Kurkowska-Bronik, 1989
- Wlodzimierz Kurkowski und Danuta Kurkowski, 1992
- Helena Kuron und Czeslaw Kuron, 2001
- Leopolda Kuropieska, 1967
- Henryka Kuros und Tomasz Kuros, 2002
- Dimitry Kurowec, Maria Kurowec und ihr Sohn Boguslaw, 1964
- Anastazja Kurowska-Szczebic, 1988
- Jan Kurowski, Maria Kurowski und ihre Tochter Emilia Wilusz, 1993
- Stanislaw Kurowski, Maria Kurowski und ihre Kinder Marta und Jan, 1992
- Stefan Kurowski und Stanislawa Kurowski, 2000
- Stanislaw Kurpiel und Franciszka Kurpiel, 2013
- Roman Kurpiewski und Antonina Kurpiewski, 1984/1992
- Boguslaw J. Kurylowicz und Zofia Kurylowicz, 1972
- Karol Kuryluk, 2002
- Kazimierz-Marian Kurz und Zofia Kurz, 1992
- Marcella Kurzela, 1989
- Jan Kus und Magdalena Kus, 2017
- Feliksa Kuskowska und Wojciech Kuskowska, 1983
- Frau Kusmierczyk, 1984
- Kazimierz Kusnierz und Karola Kusnierz, 1975
- Maria-Bozena Kusz, 2001
- Janina Kutkowska, 1989
- Alicja Kutte-Szulc, 1983
- Zbigniew Kuzewski, 1993
- Maria Kuzin, 1966
- Weronika Kuzko, 1990
- Wladyslawa Kuzma und ihr Sohn Zbigniew, 2003
- Waleria Kuzmicz-Migdal, 1989
- Piotr Kwarciak, Maria Kwarciak und ihre Kinder Anatoliusz, Alfred und Feliks, 1989
- Kazimiera Kwasniewska, 1980
- Weronika Kwiadaras, 1966
- Franciszek Kwiatek, Maria Kwiatek und ihr Sohn Ryszard, 1994
- Wanda Kwiatkowska-Biernacka, 1984
- Zofia Kwiatkowska-Szarowaro, 1984
- Eugeniusz Kwiatkowski, 1987
- Henryk Kwiatkowski und Helena Kwiatkowski, 2016
- Wincenty Kwiatkowski und Maria Kwiatkowski (Kwiatek), 2016
- Maria Kwiatowska, 1979
- Janina Kwiecinska und ihre Töchter Janina, Maria und Hanka, 1989
- Stanislaw Kwiecinski, 2000
- Andrzej Kwietniewski und Wiktoria Kwietniewski, 1986
- Stanislaw Kwoczynski, 1977
- Janina-Regina Kwos, 1987

### L
| Name                     | Geboren | Gestorben | Ort der Rettung | Grund der Ehrung | Jahr |
| ------------------------ | ------- | --------- | --------------- | ---------------- | ---- |
| Jozefa Laba-Parkasiewicz |         |           |                 |                  | 1984 |

- Apolinary Labeda und Melania Labeda, 1994
- Frau Labedzka, 1979
- Michal Lach, Petronela Lach und ihre Kinder Jozefa und Zofia, 1992
- Tadeusz Lach, 1992
- Wojciech Lachowicz, 1978
- Wladyslaw Lacny, 1976
- Marcjanna Laczniak (Schwester Ambrozja), 2017
- Waclaw Lada, 1986
- Henryk Ladosz und Helena Ladosz, 1995
- Julia Ladzinska, 2004
- Franciszek Lagwa, Eleonora Lagwa und ihr Sohn Teofil F., 1995
- Albin Lahun und Agnieszka Lahun, 1988
- Helena Lakomska, 1988
- Franciszek Lakota, Maria Lakota und ihre Tochter Kazimiera Wiertel, 2016
- Waclawa Lilianna Landau (Grudzien) und ihre Schwester Lucyna Grudzien, 2008
- Irena Landau-Jankiewicz, 1986
- Jozef Landowski und Zofia Landowski, 1996
- Eleonora Landzwojczak-Stefanowicz, 1988
- Helena Lange und ihr Sohn Zygmunt, 1999
- Frau Langer und ihre Töchter Ludmila Uniatowicz, Stanislawa Zahaczewska und Bozena Langer, 1989
- Jan-Michal Langiewicz und Maria Langiewicz (Zbowid), 1981
- Lidia Lapinska und ihre Kinder Jerzy, Mikolaj und Sergiusz, 1977
- Tadeusz Lara, 1987
- Tadeusz Lasica, 1965
- Jadwiga Laska, 2017
- Stanislaw Laska und seine Mutter Marianna, 2009
- Stanislawa Laskowska, 1991
- Jozef Laskowski, 2008
- Julian Laskowski, 1985
- Mieczyslaw Laskowski und Jadwiga Laskowski, 2002
- Zygmunt Laskowski, 1979
- Franciszek Lasocki, 1996
- Bronislawa Lasota, 1993
- Wladyslawa Lasota und Stefan Lasota, 1992
- Klara Lasogga, 2003
- Stefan Laszkiewicz und Maria Laszkiewicz, 1993
- Tadeusz Latawiec und Jozefa Latawiec, 1985
- Waclawa Latos und Jozef Latos, 1983
- Jerzy Latoszynski und Eugenia Latoszynski, 2004
- Alexander Lau, 1995
- Stefania Laurysiewicz und ihre Tochter Helena, 1983
- Franciszka Lawer-Mlawska, 1979
- Janina Lawkowicz und Jan Lawkowicz, 1978
- Antoni Lawrynowicz und Zofia Lawrynowicz, 2010
- Aleksander Lawski, Helena Lawski und ihr Sohn Jan, 1992
- Walenty Laxander, 1996
- Jozef Lazanowski, Katarzyna Lazanowski und ihre Töchter Anna und Bronislawa, 1988
- Kazimierz Lazowski und Zofia Lazowski, 1995
- Wladyslaw Lazowski, Anna Lazowski und ihr Sohn Jozef, 2003
- Maria Lebiedzinska, 1986
- Czeslaw Lech, 1995
- Helena Lech, 1988
- Tomasz Lech und Maria Lech (Glod), 2017
- Szczepan Lechki, Katarzyna Lechki und ihre Kinder Maria, Ludwika, Stefania, Anna und Ignacy, 2015
- Zofia Lecka, 1993
- Wladyslaw Legiec und Stanislawa Legiec, 1994
- Edward Lehnert und Zdzislawa Lehnert, 1976
- Zofia Leider-Frankowicz, 1998
- Bernarda Lemanska, 2018
- Janina Lembas, 2009
- Hanna Lemek, 2016
- Franciszka Lenartowicz und ihr Sohn Mieczyslaw, 1996
- Zenon-Gabriel Lenartowicz-Fritz, 1986
- Regina Lenczewska, 1991
- Antoni Lenczewski, 1991
- Aleksandra Leonowicz, 1989
- Helena Leopold, 1989
- Ryszard Lerczynski, 1992
- Feliksa Lerman und Antoni Lerman, 1988
- Jerzy Lerski, 1944Jerzy Lerski, 1985
- Wanda Lesicz-Gutowska, 1987

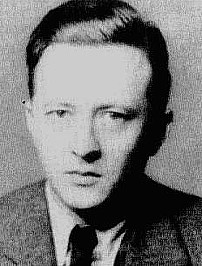
Jerzy Lerski, 1944

- Wladyslaw Lesinski und Aleksandra Lesinski, 1988
- Zdzislaw Lesinski, 1988
- Kazimierz Leski, 1995
- Jozef Lesniak, 2017
- Eugenia Leszczynska (Wasowska), 1985
- Halina Leszczynska, 2004
- Helena Leszczynska, 2003
- Sabina Leszczynska, 1991
- Boleslaw Leszczynski, Anna Leszczynski und ihre Kinder Stanislaw, Franciszek und Jozef, 1997
- Klemens Leszczynski, Zofia Leszczynski und ihr Sohn Jozef, 1984
- Mieczyslaw Leszczynski, 1976
- Wlodzimierz Leszczynski und Stefania Leszczynski, 1988
- Ignacy Leszkowicz und Irena Leszkowicz, 1994
- Yozefa Levchuk und ihre Tochter Maria, 2002
- Tadeusz Lewandowski und Janina Lewandowski, 1997
- Maria Lewczuk, 1983
- Franciszka Lewicka und ihre Tochter Janina (Kot), 1992
- Aleksander Lewicki, seine Tochter Katarzyna und seine Enkelin Jaroslawa, 1989
- Czeslaw Lewicki, 1978
- Jan Lewinski und Janina Lewinski, 1984
- Eufrozyna Lewkowska, 2004
- Antonina Lezak, ihre Tochter Marianna Szubanska und deren Ehemann Edward Szubanski, 2012
- Maria Lezenska, Jerzy Lezenska und ihr Sohn Cezary, 2000
- Waclaw Libera und Stanislawa Libera, 2014
- Zofia Libich, 2010
- Joanna Lichtental-Samoluk, 1987
- Paulina Licinska, 2012
- Schwester Ligoria (Anna Grenda), 1986
- Piotr Likos, Apolonia Likos und ihre Tochter Natalia, 1993
- Antoni Linkiewicz, Genowefa Linkiewicz und ihre Kinder Anna Bujnowska und Slawomir, 2009
- Helena Linkiewicz, 1988
- Marceli Linkiewicz, 2008
- Stefan Linttner, 1969
- Ewa Lipczinska-Lipko, 1966
- Waleria Lipinska und ihre Tochter Marianna, 1990
- Bronislawa Lipinska-Czajkowska, 1988
- Krystyna Lipinska-Szomanska, 1981
- Eryk Lipinski, 1991
- Stanislaw Lipinski und Maria Lipinski, 1992
- Szymon Lipinski, 2018
- Jozefa Lipka und Edward Lipka, 1989
- Stanislaw Lipka und Helena Lipka, 1989
- Maria Lipska, 1996
- Stefania Lipska, 1989
- Stefania Lipska und Wladyslaw Lipska, 1986
- Roman Lipski und Aniela Lipski, 2015
- Aldona Lipszyc, 1996
- Antonina Liro, 1996
- Helena Lis, 1985
- Leon Lisicki, Kazimiera Lisicki (Matacz) und ihre Tochter Danuta Bytniewska, 1997
- Jan Lisieczynski und Julia Lisieczynski, 2010
- Miron Lisikiewicz, 1971
- Jan Lisowski und Maria Lisowski, 2009
- Witold Lisowski und seine Mutter Zofia, 1994
- Wladyslaw Liszewski, 1987
- Zofia Liszka (Schwester Serapiona), 2015
- Franciszek Litwin, 1997
- Boleslaw Litwinczyk und Stanislawa Litwinczyk, 2002
- Michal Litynski, 1984
- Stanislaw Loba, Jadwiga Loba und ihr Sohn Jeremi, 1991
- Jerzy Loginski, 1988
- Rozalia Lojszczyk, 1991
- Michal Lomnicki, 1992
- Jaroslaw Lopatynski, 2016
- Antoni Lorenc, Jozefa Lorenc und ihre Tochter Maria, 1992
- Jozef Lorenc und Maria Lorenc, 1992
- Edward Loth, 1996
- Wanda Lowy, 1981
- Stefania Loza und ihr Sohn Eugeniusz, 1983
- Zofia Lozinska und ihre Kinder Zbyszek und Danuta, 1974
- Zuzanna Lozinska, 1968
- Emil Lozinski und Maria Lozinski, 1999
- Sylwin Lubanski, Julia Lubanski, ihr Sohn Sylwin und dessen Frau Helena, 2011
- Franciszek Lubas, Maria Lubas und ihre Tochter Julia, 1989
- Ignacy Lubczynski, 1967
- Wanda Lubecka und ihre Schwester Zofia, 1983
- Bronislaw Lubicz-Nycz und Izabela Lubicz-Nycz, 1964
- Leon Lubkiewicz, Marianna Lubkiewicz und ihr Sohn Stanislaw, 1997
- Benedykt Lublin und Franciszka Lublin (Chciuk), 2014
- Stefan Lubryczynski und Jadwiga Lubryczynski, 2017
- Zofia Lucyszyn, 1999
- Edmund Luczak, 1983
- Roman Luczak, 1980
- Natalia Luczak-Jaworski, 1979
- Stanislaw Luczywo, Wladyslawa Luczywo und ihr Sohn Tadeusz, 2017
- Tadeusz Ludwiczak, 1991
- Alojzy Ludwikowski, 1981
- Zygmunt Lugowski und Halina Lugowski, 1989
- Antoni Lukasiewicz und Franciszek Lukasiewicz, 1989
- Franciszek Lukasiewicz und Maria Lukasiewicz, 1993
- Witalis Lukasiewicz und Lucja Lukasiewicz, 2009
- Pelagia Lukaszewicz, 2006
- Franciszek Lukaszewski und Aleksandra Lukaszewski, 1996
- Jan Lukaszewski, 1997
- Jan Lukowski und Magdalena Lukowski, 2008
- Jozefa Lusawicki (Fiutak), 1981
- Jadwiga Lusniak, 2009
- Jozef Luszcz, sein Bruder Walerian und seine Mutter Agnieszka, 1990
- Franciszek Lyda und Weronika Lyda, 2015
- Juliana Lyjak, Wiktor Lyjak und ihre Kinder Zygmunt und Wieslaw, 1983
- Jozef Lysik, 2005
- Weronika Lysik, 2014
- Wiktor Lysik, 2014

### M
| Name                        | Geboren | Gestorben | Ort der Rettung | Grund der Ehrung | Jahr |
| --------------------------- | ------- | --------- | --------------- | ---------------- | ---- |
| Krystyna Macelewicz-Klarman |         |           |                 |                  | 1991 |

- Stanislaw Mach, Honorata Mach und ihre Tochter Wanda Jedryczek, 1995
- Barbara Machajska-Bilicka, 1977
- Ferdynand Machay, 2017
- Wanda Machowicz und Czeslaw Machowicz, 1985
- Jan Machul, Feliksa Machul und ihre Tochter Teodora, 2000
- Karolina Maciag, 2011
- Maria Maciag, 2012
- Stanislaw Maciaga und Maria Maciaga, 1990
- Maria Maciarz, 1984
- Krystyna Maciejewska-Puchalska, 1987
- Henryk Maciejewski, 1985
- Jozef Maciejewski und Maria Maciejewski, 1997
- Mieczyslaw Maciejewski, 1994
- Wincenty Maciejewski und ihr Sohn Adolf, 2009
- Wojciech Maciejko, 1967
- Konstanty Maciukiewicz, 2008
- Antonina Maciuszek, 1979
- Jozef Macugowski und Stefania Macugowski, 1986
- Witold Maczak, 1996
- Genowefa Madej, 2010
- Ignacy Madej und Ksenia Madej, 1983
- Mieczyslaw Madej und Jozefa Madej (Jesionowska), 1979
- Piotr Madej und Anna Madej, 2010
- Jozef Madry, 1982
- Stefan Magenheim und Maria Magenheim, 2009
- Helena Maichler, 1994
- Franciszek Maj und Genowefa Maj, 2012
- Jozefa Maj und Wilchelm Maj, 2011
- Marceli Maj und Boleslawa Maj, 2012
- Genowefa Majcher, 2003
- Alexander Jozef Majda, 1986
- Franciszek Majek und Bronislawa Majek, 2017
- Julianna Majek und ihre Kinder Kazimierz und Longina, 1992
- Bronislawa Majewska, 1979
- Genowefa Majewska, 1990
- Helena Majewska, 1982
- Zofia Majewska, 1994
- Leokadia Majewska-Gynalska, 1982
- Aleksander Majewski und Helena Majewski, 1999
- Bronislaw Majewski, 1979
- Tadeusz Majewski, 1984
- Honorata Maj-Przenioslo, 1988
- Jozef Majsak, 1997
- Jan Makar und Katarzyna Makar, 1987
- Rozalia Makara und Marian Makara, 1965
- Tadeusz Makomacki, 1999
- Schwester Bogumila Makowska, 1993
- Wanda Makuch-Korulska, 1994
- Barbara Makuch-Szymanska und ihre Mutter Janina, 1979
- Wladyslaw Malachowski und sein Bruder Franciszek, 1993
- Franciszek Malczewski, Dominika Malczewski und ihre Tochter Alicja, 1991
- Bogumila Malec, 2018
- Pawel Malec und Jozefa Malec, 1987
- Maria Malecka-Keller, 1985
- Anna Malec-Przenioslo, 1988
- Jan Malek, 1987
- Helena Malewska, 1983
- Jan Malinovski und Anastazja Malinovski, 2017
- Helena Malinowska und Jozef Malinowska, 1985
- Izabella Malinowska, 1984
- Antoni Malinowski, 1986
- Bronislaw Malinowski und Zofia Malinowski, 1995
- Jan Malinowski, 1982
- Stanislaw Malinowski, Zofia Malinowski und ihr Sohn Janusz, 1986
- Jan Malinski und Anna Malinski, 1997
- Maria Maliszewska und ihre Eltern Antoni und Matylda, 2017
- Aniela Malkiewicz, 1963
- Henryk Malkiewicz, 1986
- Schwester Ludwika Malkiewicz, 1981
- Wladyslaw Malkiewicz und Hanna Malkiewicz, 1980
- Mieczyslaw Malkowski, 200
- Maria Malska, 1985
- Dymitri Malucha, Lucja Malucha und ihr Enkelsohn Zenon, 1991
- Albin MałysiakBischof Albin Małysiak, 1993

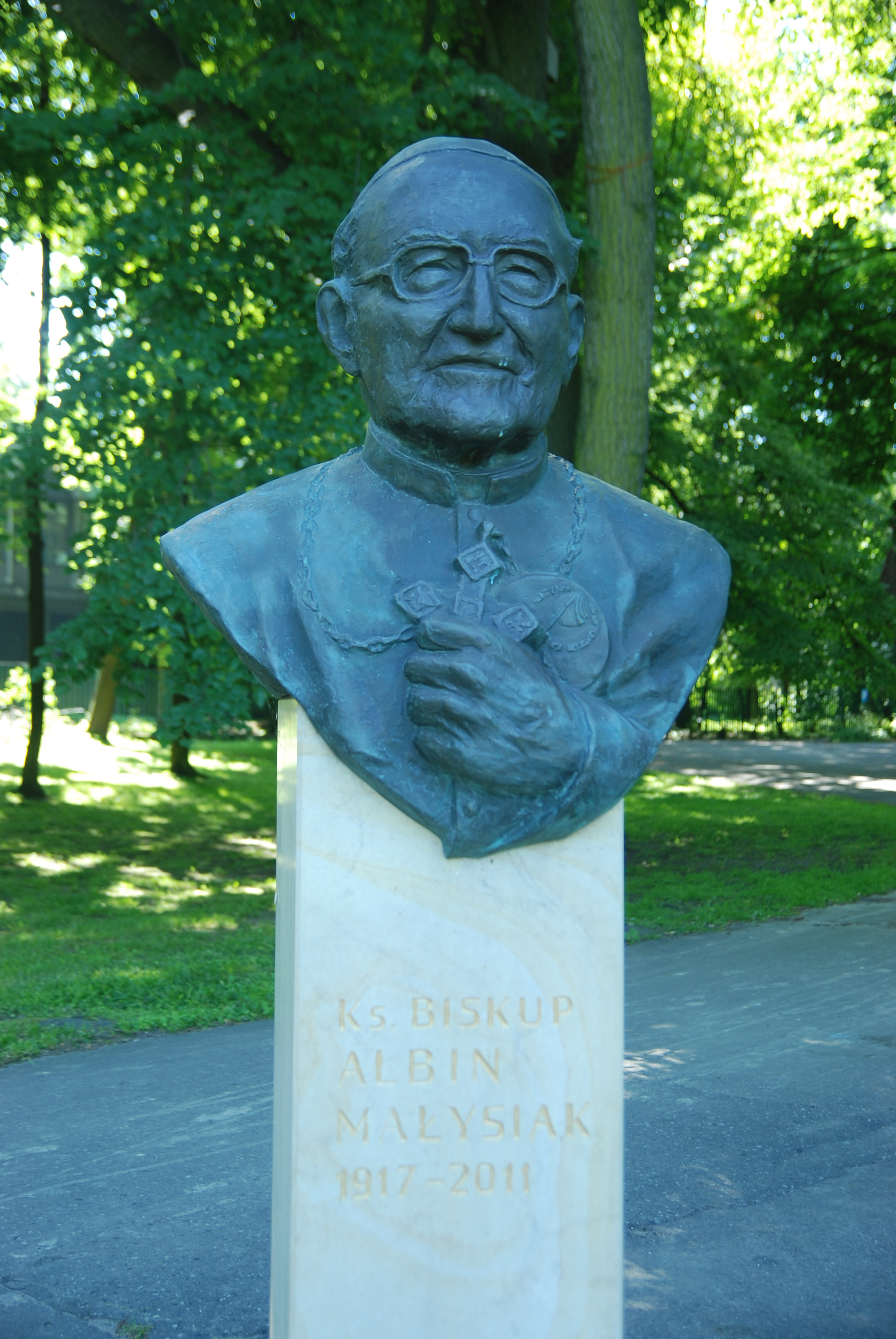
Albin Małysiak

- Antonina Manaszczuk (Sr. Irena), 1989
- Maria Mancewicz-Jukubowska, 1992
- Bronislaw Mankowski und Janina Mankowski und ihre Kinder Zbigniew, Andrzej und Jerzy, 1986
- Marian Mankowski, Jozefa Mankowski und ihre Söhne Marcin und Halina, 1988
- Tadeusz Mankowski und sein Bruder Zdzislaw, 1989
- Bronislaw Marchlewicz, 2004
- Jozef Marchwinski, 1968
- Edward Franciszek Marciniak, 1982
- Gertruda Marciniak, 2007
- Klementyna Marciniak, 1978
- Stanislawa Marciniak, 1987
- Franciszek Marcinkiewicz und Klementyna Marcinkiewicz, 2005
- Aleksandra Marcinkiewicz, 1969
- Jozef Marcinkowski und Anna Marcinkowski, 1990
- Jozef Marcinkowski und Marianna Marcinkowski, 1989
- Mutter Oberin Eugenia Marcinowska, 2017
- Jan Marciszczuk, Anna Marciszczuk und ihr Sohn Piotr, 1984
- Stefan Marcyniuk, Teresa Marcyniuk und ihre Söhne Jan und Piotr, 1990
- Marianna Marczak, 2001
- Kazimiera Marendowska, 1987
- Klementina Margasinska und ihre Tochter Krystyna, 2001
- Krystyna Wanda Maringe-Grostal, 1989
- Szymon Markewicz und Anna Markewicz, 1965
- Stanislawa Markiewicz, ihre Schwester Maria und ihr Bruder Jozef, 1997
- Jadwiga Markowska, 2013
- Kazimiera Markowska und ihre Kinder Franciszek und Helena, 1990
- Maria Markowska und ihre Töchter Natalia Matysiak und Cecylia Losik, 2018
- Stefania Markowska, Franciszek Markowska und ihr Sohn Stanislaw, 1991/1989
- Feliks Markowski, 2013
- Bronislaw Markun und Felicja Markun, 2008
- Maria Marmur, 2004
- Gabriel Marszalek, 2015
- Halina Martinek und Henryk Martinek, 1983
- Irena Martykowicz, 1983
- Wlodzimierz Maruczynski, 1995
- Wladyslawa Marynowska, 1992
- Zygmunt Marzec, 2003
- Waclaw Masiukiewicz, 1995
- Janina Maslowiecka, 1982
- Felicja Masojada, 2000
- Zygmunt Mastelarz und Jadwiga Mastelarz, 1985
- Otylia Mastelerczuk und ihr Sohn Stefan, 1991
- Helena Matacz, 2012
- Mieczyslaw Matacz, 2011
- Stefan Matacz und Marianna Matacz, 2011/2012
- Tadeusz Matacz und Leokadia Matacz, 1997/2011
- Leontyna Matejko, 2011
- Franciszek Matjas und Jozefa Matjas, 1988
- Jozef Matlak, Jozefa Matlak und ihre Tochter Ludwika, 1995
- Magdalena Matlak, (Schwester von Jozef Matlak), 1995
- Zygmunt Matoga, 1997
- Aniela Matonis, Feliks Matonis und ihr Sohn Bronislaw, 2000
- Franciszek Matras und Aniela Matras (Lolka), 2017
- Stanislaw Matras und Regina Matras, 1995
- Stefania Matraszek, 1993
- Ignac Matul und Kamila Matul, 1984/2011
- Stanislaw Matulewicz und Helena Matulewicz, 1989
- Jerzy Matus, 1982
- Jozef Matusiewicz, Paulina Matusiewicz und ihre Tochter Emilia, 1998
- Stanislaw Matusz und Katarzyna Matusz, 1992
- Katarzyna Matuszak und ihre Töchter Krystyna und Maria, 1989
- Stanislaw Matuszczyk und Marianna Matuszczyk, 2003
- Beata Matuszewska und Ryszard Matuszewska, 1992
- Jan Matuszewski und Stefania Matuszewski, 1992
- Jozef Matuszewski, 2017
- Jozef Matuszewski und seine Frau, 1990
- Katarzyna Matwiszyn, 1980
- Waclaw Matysiak, 1965
- Stanislaw Mazak, 1984
- Marta Mazarska und ihre Söhne Eugeniusz und Rudolf, 1983
- Antoni Maziak, 1994
- Jan Mazur und Helena Mazur, 1988
- Jan Mazur, Wiktoria Mazur und ihr Sohn Jozef, 1995
- Michal Mazur, 1986
- Stanislaw Mazur und Krystyna Mazur, 1984
- Stefan Mazur, 1992
- Felicja Mazurek, 2001
- Michal Mazurek und Maria Mazurek, 1996
- Stanislaw Mazurek, 1987
- Agnieszka Mazurkiewicz, 1996
- Edward Mazurkiewicz, 1994
- Genowefa Mazurkiewicz und Leon Mazurkiewicz, 1997
- Jozef Mazurkiewicz und Helena Mazurkiewicz, 1999/2001
- Jozefa Mazurkiewicz, 2018
- Jan Medwit und Maria Medwit, 1989
- Michalina Medynska und ihre Kinder Wanda und Kazimierz, 1993
- Konstanty Meglicki, Zofia Meglicki und ihr Sohn Zdzislaw, 1992
- Maria Melinska-Krajewska, 2001
- Jozef Meller und Eugenia Meller, 1987
- Jozef Mencik und Stanislawa Mencik, 1993
- Wladyslawa Mermer (Konarska), 2007
- Jerzy Merson und Miroslawa Merson, 1975
- Aleksandra Mianowska, 1980
- Wladyslawa Miarczynska, 1983
- Wladyslaw Miazgowicz und Marta Miazgowicz, 1998
- Emilia Miazio, 1969
- Ignacy Michalak, Marianna Michalak und ihr Sohn Wladyslaw, 1993
- Janina Michalak, 1989
- Wladyslaw Michalak und Marianna Michalak, 1985
- Ferdinand Michalek, 1992
- Maria Michalewska, 1975
- Boleslaw Michalik und seine Frau, 1982
- Jan Michalowski und Maria Michalowski, 2006
- Krystyna Michalska, 2000
- Antoni Michalski und Helena Michalski, 1999
- Piotr-Franciszek Michalski, 1990
- Kornel Michejda, 1992
- Janina Michonska, 2008
- Waclaw Mickiewicz, Maria Mickiewicz und ihr Sohn Wladyslaw, 1978
- Kazimiera Miczynska, 1995
- Edmund Midak, 1995
- Magdalena Miedziejewska, 2016
- Rozalia Mielczarek, 1981
- Zygmunt Mielczarek und Henryka Mielczarek (Brust), 1983
- Edward Mierzejewski und Janina Mierzejewski, 1995
- Bronislawa Mieszkiewicz-Urbanowicz, 1983
- Mieczyslaw Mijakowski und Michalina Mijakowski, 2003
- Pawel Mika, Karolina Mika und ihr Sohn Stefan, 2000
- Teofil Mika und Katarzyna Mika, 1996
- Jozef Mikitow und Olga Mikitow, 1984
- Edward Miklas und Eufrozyna Miklas, 2010
- Jacenty Miklaszewski, Maria Miklaszewski und ihre Tochter Wladyslawa, 1982
- Stefan Mikolajczyk und sein Vater Zygmunt, 1997
- Janina Mikolajewicz, 2014
- Aleksander Mikolajkow, Leokadia Mikolajkow und ihre Kinder Andrzej und Leszek, 1964
- Sylwester Mikolajun und Zuzanna Mikolajun, 2017
- Maria Mikos (Dabrowiecka), 1987
- Franciszek Mikowski und Stefania Mikowski, 2014
- Janina Mikulska, 2018
- Maria Mikulska, 1974
- Jan Mikulski, Melania Mikulski und ihre Kinder Jerzy, Jadwiga Salata und Danuta Renk, 1966/1986/1990
- Michal Mikulski, 2015
- Ewa Maria Mikusz-Dobrucka, 1983
- Zbigniew Milczarski, 1986
- Aleksander Milewski und Jadwiga Milewski, 1993
- Adolf Milkowski, Bronislawa Milkowski und ihre Kinder Wladyslaw, Lucjan und Leontyna, 1988
- Stefan Miller und Marcela Miller, 1966
- Kazimierz Milobedzki, 1999
- Grzegorz Milonas, 1999

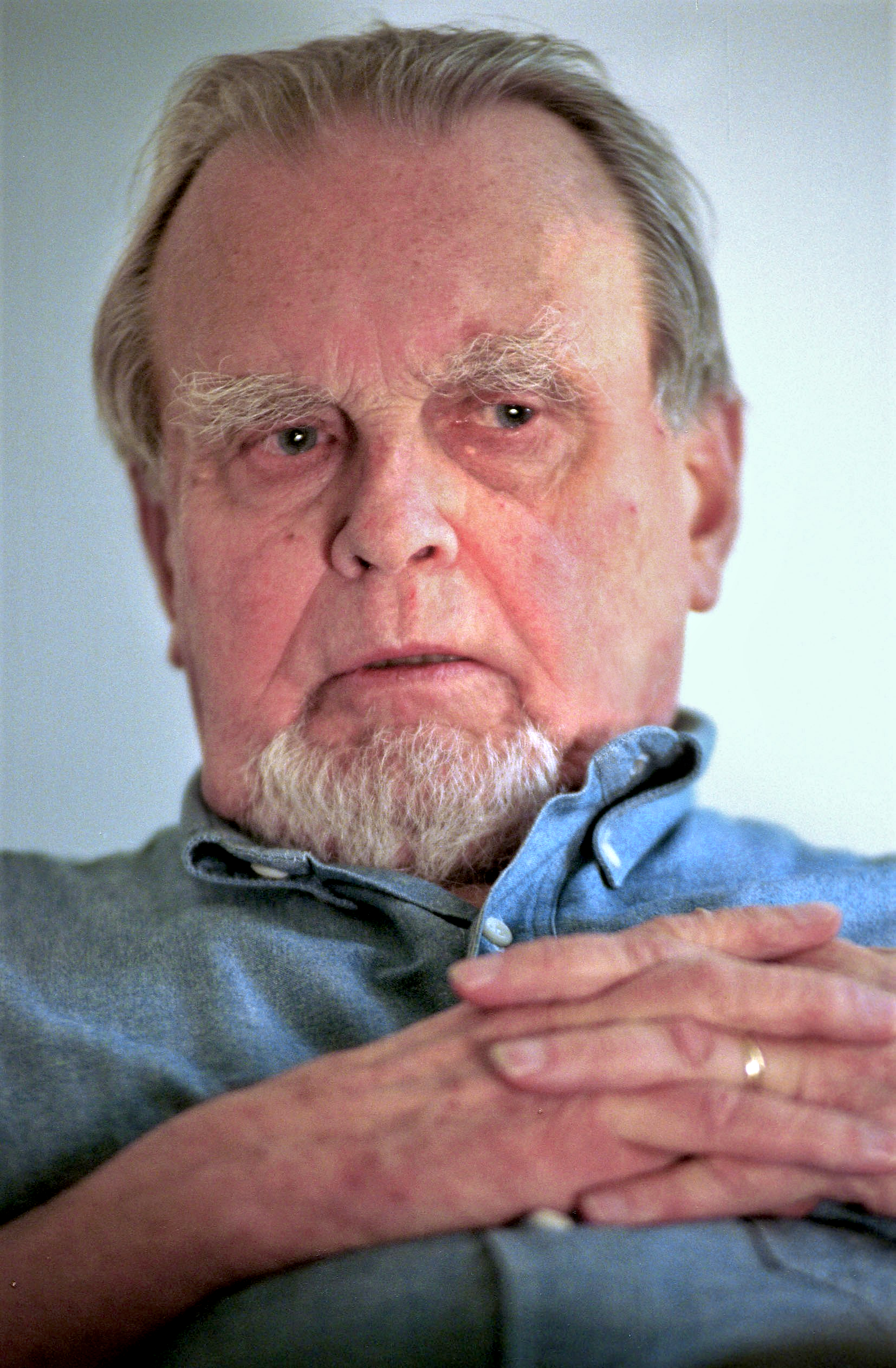
Czesław Miłos, 1999

- Czesław Miłos, 1999Czeslaw Milosz und sein Bruder Andrzej, 1989
- Waclaw Milowski und Helena Milowski, 1978
- Jan Miniewski und sein Bruder Stefan, 1984
- Stanislaw Mioduszewski, 1995
- Alexander Mirecki und Wladyslawa Mirecki, 1983
- Jan Mirek, 1969
- Julianna Mironiuk und ihre Kinder Marianna, Stanislawa, Jozef und Anna, 1989/1992
- Genowefa Miroslaw-Tkaczyk, 1982
- Wladyslaw Mis, 1982
- Jan Misiewicz, 1976
- Rozalina Misiewicz und Adam Misiewicz, 1983
- Wladyslaw Misiuna, 1966
- Bronislaw Miskiewicz und Katarzyna Miskiewicz, 1984
- Nikodem Miskiewicz und Zofia Miskiewicz, 1992
- Joanna Mistera, 1985
- Antoni Misztal, Janina Misztal und ihr Sohn Tadeusz, 1995
- Rozalia Misztal (Wieckowska), 2014
- Wincenty Misztal, Jozefa Misztal und ihr Sohn Stanislaw, 1998
- Zygmunt-Marian Misztal, 1991
- Antoni Mitrega und Stanislawa Mitrega, 1982
- Zofia Mlodawska-Socha, 1980
- Tadeusz Mlodnicki, 1978
- Jan Mlynarczyk, 1990
- Natalia Mlynarczyk, 1990
- Jozef Mlynarski, Maria Mlynarski und ihr Sohn Wladyslaw, 2014
- Zofia Modzelewska, 2016
- Zofia Modzelewska und ihr Sohn Slawomir, 1990
- Erwin Moldrzyk und Gertruda Moldrzyk, 1988
- Jan Molenda, 2016
- Aniela Momotiuk und Aleksander Momotiuk, 1992
- Katarzyna Monko, 1986
- Mieczyslaw Monko und Aniela Monko, 1986
- Maria Morawska, 2005
- Antonina Morawska, 1992
- Zenon Morawski und Maria Morawski, 1991
- Katarzyna Moroz, 2012
- Jan Morozowski und Olga Morozowski, 1981
- Ignacy Moryson und Leokadia Moryson, 1994
- Krystyna Moskalik, 1989
- Adela Moskwiak und Kazimierz Moskwiak, 2012
- Jozef Moskwiak und Celina Moskwiak, 2012
- Mossiczy und seine Frau, 1982
- Stanislaw Mostowiak, 2018
- Janina Motylewska-Augustyniak, 1985
- Antoni Mouczka, Genowefa Mouczka und ihr Sohn Kazimierz, 1982
- Eugenia Mowczanowa, 1979
- Anna Moycho, 1973
- Kazimierz Mozdzierz und seine Schwester Helena, 1989
- Mieczyslaw Mozolewski, Sabina Mozolewski und ihr Sohn Dyonizy, 2007
- Jan Mroczek und Wladyslawa Mroczek, 1990
- Stefania Mroczkowska und Franciszek Mroczkowska, 1985
- Eugeniusz Mroz, 2016
- Maria Mroz und ihre Tochter Jozefa Krzeszowska, 1989
- Stanislaw Mroz und Janina Mroz, 1989
- Stanislaw Mrozek, Waleria Mrozek und ihre Tochter Daniela, 1992
- Edmund Mroziak und Jozefa Mroziak (Kondek), 2018
- Jan Mrozowski und Halina Mrozowski, 1987
- Wladyslaw Mucha, 2005
- Wojciech Mucha und Honorata Mucha, 2003
- Wladyslaw Muchowski, 1991
- Zygmunt Muchowski, 1985
- Maria Mularczyk, 1993
- Stefan Muller, 1981
- Halina Muller-Lissowska, 1992
- Franciszek Musial, 1990
- Maria Musialowicz (Szewczenko), 1982
- Pawel Muskietorz, Marta Muskietorz und ihre Tochter Anastazja, 1999
- Mieczyslaw Mussil, Irena Mussil (Ulanowska) und seine Mutter Maria Mussil, 2009
- Aniela Muszal, 2016
- Jozef Muszalowski, Janina Muszalowski und ihr Sohn Zdzislaw, 1989
- Mieczyslaw Muszka und seine Schwester Bialy Danuta, 2012
- Anna Muszynska und sein Sohn Jerzy, 1994
- Eugenia Muszynska und Alina Tyszka Muszynska, 2001
- Katarzyna Muszynska, 1987
- Wladyslawa Muzolf und Stanislaw Muzolf, 1971
- Roman Muzylowski, 2017
- Wieslawa Myczkowska, 1984
- Jozef Myrta und Katarzyna Myrta, 1966
- Boguslaw Myszkorowski, 1989

### N
| Name                         | Geboren | Gestorben | Ort der Rettung | Grund der Ehrung | Jahr |
| ---------------------------- | ------- | --------- | --------------- | ---------------- | ---- |
| Miroslaw W. Nadelwicz-Kremky |         |           |                 |                  | 1995 |

- Stefan Nadolny und Halina Nadolny, 1992
- Janina Nadowska, 1992
- Helena Nagorzewska, 1985
- Wiktoria Nagraba, 1988
- Franciszek Najbar und Maria Najbar, 1987
- Szymon Najdek und Helena Najdek, 1976
- Bronislawa Najko, Jan Najko und ihre Tochter Janina, 1994
- Franciszka Nakonieczny, 1978
- Jan Nakonieczny und sein Bruder Marian, 1978
- Jerzy Nalazek, 1984
- Maria Nalepa, 2018
- Stefania Nalepka-Dutkiewicz, 1987
- Jan Namowicz und Anna Namowicz, 1993
- Zofia Napierala und ihre Kinder Sabina, Jan und Eugeniusz, 1989
- Witold Naruszewicz und Wanda Naruszewicz, 1987
- Ignacy Naruszko und Genowefa Naruszko, 1972
- Leon Nasierowski, Janina Nasierowski und ihr Sohn Zdzislaw, 1993
- Anna Natkaniec und Piotr Natkaniec, 1993
- Rozalia Natkaniec, 1985
- Stanislaw Nawloka und Michalina Nawloka, 2010
- Wladyslaw Nawraten, 1980
- Leokadia Nawrocka und ihre Tochter Maria, 1985
- Kazimiera Nazarewicz-Gruszko, 1966
- Franciszek Nedza, Elzbieta Nedza und ihr Sohn Jerzy, 2001
- Jan Nessler, 2017
- Szymon Nestorowicz, Michalina Nestorowicz und ihre Kinder Lucja und Stanislaw, 1993
- Imelda Neugebauer, 1984
- Igor Newerly, 1987Igor Newerly (Jerzy Abramow), 1982
- Julian Ney, 1983

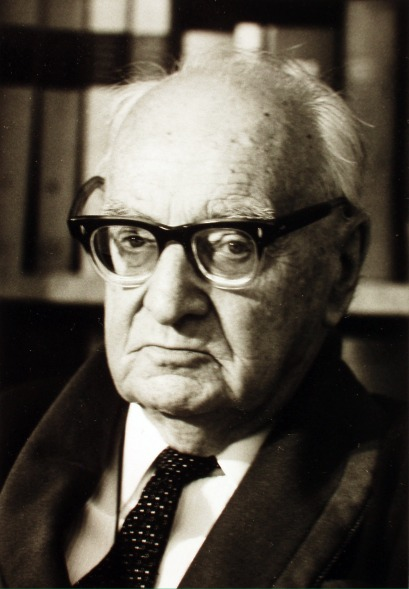
Igor Newerly, 1987

- Jozefa Niedojadlo und ihre Tochter Gabriela Giluk, 1995
- Helena Niedopytalska-Augustyniak, 1985
- Aleksander Niedroszlanski und Maria Niedroszlanski, 1988
- Eugeniusz Niedziela, Waleria Niedziela und ihre Mutter Teofila, 1993
- Waleria Niedzielska, 1999
- Stanislaw Niedziolka, Katarzyna Niedziolka und ihr Sohn Wladyslaw, 2000
- Leokadia Niedzwiedziew und ihre Tochter Teodozja Klaper, 1995
- Janina Niemiec, 1983
- Maria Niemiec und Jozef Niemiec, 1986
- Apolinary Niemirowski, Helena Niemirowski und ihre Kinder Jerzy und Anna, 2004
- Janina Niemyska, 2000
- Krzysztof Niemyski und Helena Niemyski, 2000
- Lucjan Niemyski und Barbara Niemyski, 2000
- Kazimierz Niescierowicz, Paulina Niescierowicz und ihre Kinder Wiktor, Waleria und Genowefa, 1987
- Teodozja Niesciur (Tylus), 2017
- Bronislaw Nietyksza, 1989
- Fabian Nieweglowski, Kazimiera Nieweglowski und ihr Sohn Stefan, 1994
- Jozef Nieweglowski, 1978
- Leopold Niewiadomski und Jadwiga Niewiadomski, 1966
- Zofia Niewiedzka und ihre Töchter Zofia und Irena, 1994
- Denisi Niewirkiewicz, 1999
- Jozef Niezgoda und Aniela Niezgoda, 1992
- Jan Nieznanski und Stanislawa Nieznanski, 1993
- Apolonia Nikodemska-Gorzkowska, 1988
- Aniela Niziol, 2016
- Kazimierz Niziolek und Wanda Niziolek (Rek), 1987
- Maria Nogaj und ihre Tochter Krystyna, 1993
- Irena Noskowicz-Rychlewicz, 1986
- Piotr Nosol und Aniela Nosol, 1984
- Helena Nowacka, 2007
- Adam Nowak und Stefania Nowak, 1990
- Franciszek Nowak und Florentyna Nowak, 2018
- Franciszek Nowak, Malgorzata Nowak und ihre Kinder Rudek und Franciszek, 1986
- Franciszek Nowak und Wiktoria Nowak, 1974
- Genowefa Nowak, Franciszek Nowak und ihr Kinder Wieslawa und Rozalia, 1998
- Helena Nowak, 1997
- Julianna Nowak, 1990
- Konrad Nowak, 1996
- Lucjan-Witold Nowak und Stanislawa-Janina Nowak, 1988
- Ludwik Nowak und Aniela Nowak, 1994
- Rudolf Nowak und Joanna Nowak, 1991
- Stanislawa Nowak, 2018
- Tadeusz Nowak, 1990
- Teofil Nowak und ihre Schwester Helena Senderska, 1993
- Zenobia Nowak und ihre Tochter Jadwiga Krucaj-Bogdanowicz, 1987
- Maria Nowak-Bozek, 1995
- Irena Nowak-Loza, 1983
- Antoni Nowakowski und Zofia Nowakowski, 1989/1993
- Jozef Nowakowski, 2002
- Lucja Nowicka-Eisen (Tekla, Czajka), 1986
- Michal Nowicki und Katarzyna Nowicki, 2005
- Antoni Nowicki, 2018
- Mieczyslaw Nowicki, Tekla Nowicki und ihr Sohn Czeslaw, 1982
- Wladyslaw Nowicki, 1997
- Waclaw Nowinski, Janina Nowinski und ihr Sohn Waclaw, 1970
- Zofia Nowosielska, 1992
- Jakub Nowosielski, 2018
- Stanislaw Nowosielski, 1991

### O
| Name            | Geboren | Gestorben | Ort der Rettung | Grund der Ehrung | Jahr |
| --------------- | ------- | --------- | --------------- | ---------------- | ---- |
| Jan Obara       |         |           |                 |                  | 2001 |
| Kazimiera Obara |         |           |                 |                  | 2001 |
| Maria Obara     |         |           |                 |                  | 2001 |

- Jakub Oberda, Stefania Oberda und ihre Kinder Longin und Wladyslaw, 1993
- Henryka Obermiller, 1981
- Antonina Obral, 1979
- Boleslaw Obrebski, 1995
- Przemyslaw Ochalski und Krystyna Ochalski, 1986
- Boleslaw Oczynski und Agnieszka Oczynski, 1991
- Jan Oczynski und sein Sohn Mieczyslaw, 1983
- Zofia Odrobinska, 2001
- Bronislawa Ogniewska, 1995
- Piotr Ogonek und Janina Ogonek, 2010
- Franciszka Ogonowska und ihre Kinder Wladyslaw, Stefan und Irena, 1965
- Stanislawa Ogrodzinska-Chmielewska, 1981
- Franciszek Ojak und Tekla Ojak, 2001
- Jozef Ojak und Helena Ojak (Sobkowiak), 1987
- Maria Ojrzanowska, 1981
- Janina Ojrzanowska-Poplewska, 1981
- Antoni Oknianski und Maria Oknianski, 1981
- Jozefa Okon (Polanska) und ihre Mutter Stanislawa Polanska, 1976
- Wanda Olbryska (Pietsch), 1980
- Genowefa Olczak, 1981
- Apolonia Oldak und Aleksander Oldak, 1966
- Zofia Oleksiak, 2005
- Halina Oleksiuk, 2007
- Marianna Oleszek-Malek, 1987
- Stanislawa Olewnik, 2005
- Wladyslaw Olizar und Jadwiga Olizar, 1998
- Zofia Olszakowska-Glazer, 1989
- Olga Olszanecka und ihre Schwester Stefania Kulynycz, 1995
- Janina Olszanska, 1968
- Edyta Olszewska, 1990
- Maria Olszewska, ihre Kinder Leon und Henryk und dessen Frau Janina, 1996
- Teodora Olszewska und ihre Kinder Anna, Kazimierz und Jozefa, 2010
- Zofia Olszewska, 2016
- Tadeusz Olszewski, 2011
- Aniela Olszyna, 1988
- Lucjan Onuchowski und Felicja Onuchowski, 2006
- Edward Onyszkiewicz und Maria Onyszkiewicz, 2002
- Barbara Opala, 2014
- Kazimierz Opel und Irena Opel, 1980
- Maria Oracz, 1994
- Antoni Orczykowski, Jozefa Orczykowski und ihr Sohn Zenon, 1998
- Michal Orlik und sein Sohn Kazimierz, 1990
- Marta Orlowska und ihre Tochter Halina Spirydowicz, 1996
- Anna Orlowska-Przylucka, 1983
- Zygmunt Orlowski und seine Schwester Marianna S., 1987
- Zofia Ornatowska-Sniadecka, 1986
- Franciszek Orzechowski, 1986
- Janusz Oseka, 1997
- Ks. Aleksander Osiecki, 1990
- Jan Osiewicz, 1974
- Stanislaw Osika, Katarzyna Osika und ihr Sohn Stanislaw, 1998/2004
- Ks. Andrzej Osikowicz, 1995
- Czeslaw Osinski, Julia Osinski und ihre Söhne Bogdan und Wieslaw, 1990
- Jadwiga Ostaszewska, 2017
- Stanislaw Ostoja-Solecki und Jadwiga Ostoja-Solecki (Grochmal), 2015
- Jordana Ostreyko, 1984
- Janina Ostrowska und ihre Töchter Barbara und Krystyna, 1989
- Nina Ostrowska und ihre Tochter Krystyna (Czarnowska), 1989
- Maria Ostrowska-Ruszczynska, 1988
- Jan Ostrowski und Maria Ostrowski, 1992
- Stanislaw Ostrowski und Marianna Ostrowski, 1992
- Witold Ostrowski und Boleslawa Ostrowski, 1996
- Stanislaw Osuchowski, 2015
- Wanda Oszerowska-Langiewicz, 1979
- Genowefa Otreba, 1980
- Bronislawa Otwinowska, 1989
- Stanislaw Owca, 1997
- Zenobia Owczarowa und ihre Mutter Jozefa Zychora, 2015
- Henryk Ozog und Jozefa Ozog, 2003
- Ewa Ozynska, 1992

### P
| Name              | Geboren | Gestorben | Ort der Rettung | Grund der Ehrung | Jahr |
| ----------------- | ------- | --------- | --------------- | ---------------- | ---- |
| Alfred Pacalowski |         |           |                 |                  | 1986 |
| Maria Pacalowski  |         |           |                 |                  | 1986 |
| Wiktor Pacalowski |         |           |                 |                  | 1986 |

- Stanislawa Pacek und ihre Kinder Leszek und Jerzy, 1995
- Edward Pachalko, Emilia Pachalko und ihre Tochter Wanda, 2015
- Stanislaw Pachnik, 2015
- Piotr Pachol, 2004
- Stanislaw Pachol und Maria Pachol, 1994
- Frau Pacholska, 1978
- Wojciech Pachurka und Czeslawa Pachurka, 2016
- Boleslaw Paciorek, 2017
- Szymon Pacula und seine Kinder Jozef, Bronislaw, Antoni und Katarzyna, 1993
- Waclawa Paczek, 1989
- Maria Paczkowska, 2001
- Stanislaw Pagos und Zofia Pagos, 1979
- Julia Paja, 1985
- Genia Pajak, 1982
- Stefania Pajak und Kazimierz Pajak, 1998
- Stanislaw Pajewski, Marisia Pajewski und ihre Kinder Tadeusz und Wiktoria, 1990
- Teodor Pajewski, 1977
- Jan Pajorek, 2016
- Josef Pakulnicki und Genowefa Pakulnicki, 2000
- Maria Palester-Szulislawska, 1980
- Jan Paliniewicz und Emilia Paliniewicz, 2002
- Wladyslawa Palka, 1988
- Helena Paluch und ihr Sohn Mieczyslaw, 1987
- Wawrzyniec Paluch, Jozefa Paluch, ihre Kinder Janina  und Wladyslawa und ihr Ehemann Waclaw Rybak, 1999
- Katarzyna Palys und ihre Tochter Janina, 1993
- Helena Pancerz, 1996
- Kazimierz Pancerz, 1991
- Wladyslaw Panczyszyn, 1990
- Alfred Panic, 1987
- Tadeusz Pankiewicz, 1941Tadeusz Pankiewicz, 1983
- Jozefa Panuszko, 1979

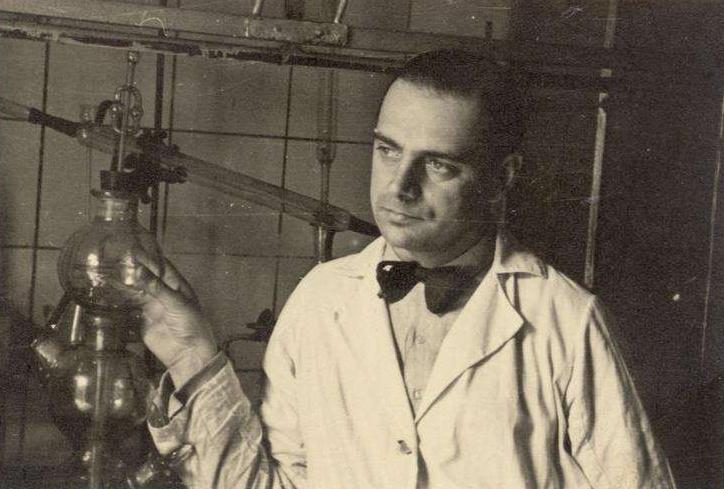
Tadeusz Pankiewicz, 1941

- Emil Papierkowski, Leokadia Papierkowski und ihre Kinder Janina, Jerzy und Zbigniew, 1985
- Leopold Papierkowski, 2013
- Jozef Paplewski und Marta Paplewski, 2011
- Wladyslawa Paprota-Kowalik, 1988
- Stanislaw Papuzinski und Zofia Papuzinski, 1998
- Adam Parapura und Janina Parapura, 1990
- Adolf Parcinski, Eleonora Parcinski und ihre Kinder Jadwiga und Antoni, 1996
- Dominik Parczewski und Anna Parczewski, 1994
- Stefania Parczynska-Tomczala, 1983
- Tadeusz Paribek und Waleria Paribek, 1982
- Jozef Parkasiewicz und Ewa Parkasiewicz, 1984
- Wladyslaw Partyka, Marianna Partyka und ihre Tochter Jozefa, 1989
- Maria Parzych und Franciszek Parzych, 1984
- Stanislaw Pasierbiak und Natalia Pasierbiak, 1996
- Wladyslaw Pasierbiak und Janina Pasierbiak, 1996
- Franciszek Paslawski, 1987
- Franciszek Pasniczek und Zofia Pasniczek, 2006
- Jozef Pasterkiewicz und seine Mutter Maria, 1998
- Irena Pasternak, 1993
- Piotrek Pasternak und Stefania Pasternak, 1997
- Zofia Pasternak-Zadorozna, 1984
- Tadeusz Pastuszka und Marianna Pastuszka, 1984
- Zygmunt Pastuszynski, 1971
- Ludwik Paszek, Maria Paszek und ihr Sohn Henryk, 1992
- Anna Paszkiewicz, 1998
- Rozalia Paszkiewicz, 1964
- Wladyslaw Paszkiewicz, 1987
- Eugenia Paszko und ihr Sohn Zbigniew, 1989
- Eleonora Paszkowska und ihre Tochter Genowefa Jankowska, 1995
- Franciszek Paszkowski und seine Schwester Jadwiga, 1978
- Jan Paszkowski, 1979
- Jozef Paszkowski, Felicja Paszkowski und ihr Sohn Leonard, 1992
- Tadeusz Paszkowski und Halina Paszkowski, 1992
- Leonarda Paszkudzka und ihr Sohn August, 2005
- Zofia Paszta-Stasinska, 1987
- Wlodzimierz Paszynski, 2016
- Zygmunt Pater, 1992
- Jadwiga Patronska, 1986
- Wojciech Patronski, 2004
- Barbara Patrzyk, 1991
- Jan Patrzyk, 1979
- Czeslaw Patrzylas und Juliana Patrzylas, 1988
- Jozef Patrzylas und ihre Mutter Franciszka, 1988
- Kajetan Patyra und Bronislawa Patyra, 1996
- Maria Patyra und ihre Kinder Eleonora, Bronislaw und Tadeusz, 1987
- Jan Pauter und Olga Pauter, 1986
- Wojciech Pawelec, Maria Pawelec und ihre Tochter Anna, 1991
- Jan Pawelek, 1980
- Antoni Pawelski und Stanislawa Pawelski, 1981
- Antonina Pawlak, 1992
- Stefan Pawlak, Bronislawa Pawlak und ihre Tochter Jadwiga, 1992
- Janina Pawlicka, 1964
- Jan Pawlicki, 1969
- Helena Pawlikowska, 1997
- Irena Pawlowska, 1985
- Jozefa Pawlowska (Schwester Vita), 2014
- Kleopatra Pawlowska, 1964
- Stanislawa Pawlowska-Tyryllo, 1978
- Kazimierz Pawlowski, Zofia Pawlowski und ihre Söhne Czeslaw und Zdzislaw, 1997
- Jozef Paygert und Jozefa Paygert, 1997
- Franciszek Pazik und Julia Pazik, 1991
- Helena Pedowska und ihre Kinder Mieczyslaw und Hanna, 1992
- Helena Pejzak und ihre Tochter Eugenia, 1998
- Franciszek Pekalski, 1979
- Kamilla Pelc, 1998
- Janina Pelc-Rekas, 1983
- Zbigniew Pelikan und ihre Mutter Lucyna, 1985
- Stanislawa Penconek und ihre Töchter Zofia und Jadwiga, 1994
- Ludwika Pensko, 2018
- Julia Pepiak, 1999
- Marta Peplowska und Stanislaw Peplowska, 1996
- Jozef Pera und Stanislawa Pera, 1994
- Kazimierz Perl, 1989
- Mikolaj Pernat und Katarzyna Pernat, 2018
- Zofia Persiak, 1967
- Roman Perycz und Maria Perycz, 1987
- Wladyslawa Peska, 1971
- Franciszek Pesko und seine Söhne Karol, Bronislaw und Teodor, 2018
- Jozefa Petczak, 2016
- Jan Petela, 1999
- Stefan Petri, Janina Petri und ihr Sohn Marian, 1981
- Ludwika Piasecka, 1998
- Leopold Piasecki, 1987
- Stefan Piatek und Anna Piatek, 1988
- Hipolit Ludwik Piatkowski, 1987
- Andrzej Piechniczek, 1990
- Stefan Piechota und Antonina Piechota, 2017
- Marian Piechowicz und Lucyna Piechowicz, 1991
- Leokadia Piechowska, 2018
- Armela-Maria Piecuch, 1995
- Balwina Piecuch und ihr Sohn Stanislaw (Pyrek), 1990
- Maria Piecuch, ihr Sohn Piotr und Maria, 1989
- Jan Piekarski und seine Kinder Janina, Krystyna und Zygmunt, 1990
- Julia Piekosz und ihre Tochter Emilia Hynek, 1996
- Wladyslaw Pieniazek, Zofia Pieniazek und ihre Tochter Maria, 1984
- Zula Pienkiewicz und Artur Pienkiewicz, 1982
- Eugenia Pieprzowska und Karol Pieprzowska, 1988
- Eugeniusz Pierog, 1982
- Stefania Pierwienis, 2008
- Kazimiera Pierz, 1998
- Jerzy Pierzchlewski und Zofia Pierzchlewski, 1996
- Franciszek Pierzycki und Stanislawa Pierzycki, 1974
- Mieczyslaw Pieta und Stefania Pieta, 2018
- Zygmunt Pietak, 1983
- Maria Pietkiewicz, 2004
- Jan Pietkun, 1970
- Boles Pietos und Genowefa Pietos, 1989
- Boleslaw Pietraszek und Alfreda Pietraszek, 2006
- Janina Pietrenkowa-Pudlo, 1986
- Stefania Pietrow und ihr Bruder Aleksander, 1987
- Stanislaw Pietrukaniec und Anna Pietrukaniec, 2010
- Andrzej Pietruszka, Helena Pietruszka und ihr Sohn Czeslaw, 1989
- Mikolaj Pietrzak und seine Tochter Helena Kozuch, 1979
- Stanislaw Pietrzyk und Helena Pietrzyk, 2005
- Henryk Pietrzyk, 2018
- Tadeusz Pietsch, 1980
- Blanka Piglowska, 2016
- Bronislawa Pijewska und ihr Bruder Jozef, 1990
- Donata Pijewska, 1992
- Stanislawa Pikula und ihr Vater Andrzej Kolacz, 1998
- Jan Waclaw Pikulski, 1968
- Franciszek Pilat, Katarzyna Pilat und ihr Sohn Marian, 1993
- Pawel Pilat und Helena Pilat, 2001
- Piotr Pilat, seine Kinder Leon, Wincenty und Jan sowie seine Frau Matylda, 1965
- Kasper Pilch und seine Kinder Czeslawa und Stanislaw, 2007
- Michalina Pilecka, 1992
- Roman Pindelak und Paulina Pindelak, 1979
- Stanislaw Pindor und seine Mutter, 1990
- Fryderyk Piotrowicz, 2018
- Aleksandra Piotrowska, 1986
- Alicja Piotrowska, 1972
- Jadwiga Piotrowska, 1987
- Wladyslawa Piotrowska, 1989
- Piotr Piotrowski und Albina Piotrowski, 2005
- Jozef Piotrowski und Zofia Piotrowski, 1966
- Kazimierz Piotrowski und sein Bruder Jerzy, 1986
- Kazimierz Piotrowski, Waleria Piotrowski und ihre Tochter Wilhelmina, 1989
- Olek Piotrowski, 1995
- Wojciech Pirog, 1992
- Stefania Pisarek-Job, 1980
- Helena Piskorek, 1997
- Aniela Piskorzynska und Marian Piskorzynska, 1983
- Michal Pisula und seine Frau, 1979
- Wanda Pisula-Kaplan, 1975
- Jerzy Piwinski und Eugenia Piwinski, 1987
- Wladyslaw Piwowarczyk, 1976
- Wladyslaw Piwowarczyk, Marina Piwowarczyk und ihre Kinder Jozef, Waclaw und Janina, 2002
- Jozef Piwowarski, Stefania Piwowarski und ihre Söhne Henryk und Marian, 1986
- Stanislaw Pizio und Franciszka Pizio, 1989
- Olga Pizunska, 1975
- Felicia Plachcinska und ihr Sohn Ludwik, 1990
- Jozef Plachta und Wanda Plachta, 1982
- Jozef Placzek, Maria Placzek und ihre Tochter Jadwiga, 1978
- Bronislawa Plaksej und Zacharias Plaksej, 1979
- Bronislawa Plaskacz, 1965
- Maria Platek, 1996
- Maria Platek, 2010
- Feliks Plauszewski und Stefania Plauszewski, 1995
- Maria Plazinski, Jozef Plazinski und ihre Tochter Zuzanna, 1992
- Maria Plechcinska, 2005
- Urszula Plenkiewicz-Glowacka, 1994
- Alojzy Plewa, 1978
- Janina Plewczynska, 2017
- Jan Plich und Bronislawa Plich, 1991
- Tadeusz Plis und  Bronislawa Plis, 2018
- Anna Plonka, 2015
- Damian Ploszczynski, 2000
- Franciszek Plotkowski, Maria Plotkowski und ihr Sohn Jan, 1993
- Tadeusz Plusa und Helena Plusa, 1988
- Jozef Pluskowski und Irena Pluskowski, 2016
- Henryk Pochmarski, 1990
- Ks. Jan Poddebniak, 1986
- Malgorzata Podeszwowa, 1981
- Mieczyslaw Podgajny, 1983
- Stanislaw Podhaniuk, 2017
- Zofia Podkowinska, 1994
- Michal Podolczak und Maria Podolczak, 1993
- Stanislaw Podrzycki und Helena Podrzycki, 2016
- Stanislaw Podsiadla und Anna Podsiadla, 1986
- Lidia Podworska (Furmanska), 1981
- Wladyslaw Podworski, 1969
- Jerzy Poetschke, 1995
- Andrzej Pogonowski, 1993
- Bronislawa Pogorzelec, 1991
- Maria Pogorzelska-Szmurlo, 1977
- Julian Pogorzelski und sein Sohn Stanislaw, 1969
- Wojciech Pogorzelski und Emilia Pogorzelski, 1988
- Wladyslaw Pokorny, 2016
- Katarzyna Pokorska und ihr Sohn Stanislaw, 1983
- Jan Pokropek und Jozefa Pokropek, 1988
- Stefan Pokropek und Eleonora Pokropek, 2000
- Wiktoria Pokrywka und ihr Bruder Stanislaw, 1976
- Aniela Polechajllo (Sr. Stanislawa), 1989
- Franciszek Polewska und Barbara Polewska, 1966
- Jozef Polinski, Jozefa Polinski und ihre Tochter Wladyslawa, 1994
- Andrzej Polit, Maria Polit und ihr Sohn Waclaw, 1981
- Maria Polkowska, 1979
- Marian Polowicz, 2017
- Dmitro Polujko, Irena Polujko und ihr Sohn Mikolaj, 1990
- Stanislaw Polziec und Maria Polziec, 2013
- Zofia Pomorska, 2008
- Jozef Pomorski und seine Kinder Waclaw, Piotr, Tadeusz und Aleksander, 1986
- Jerzy Ponczynski, 2011
- Stanislaw Poniatowski und Janina Poniatowski, 1983
- Wenczeslaw Poniz und Janina Poniz, 1983
- Romualda Pontkowska, 1993
- Stanislaw Poplawski, Stanislawa Poplawski und ihre Kinder Stanislaw und Janina, 1992
- Antonina Popowska, 2003
- Stanislaw Popowski und Maria Popowski, 1989
- Andrzej Poranek und Jozefa Poranek, 1990
- Rozalia Porebska und ihre Kinder Edward und Wladyslaw, 1982
- Andrzej Porebski, 1992
- Klementyna Porowska, 2013
- Jakub Porowski und Wladyslawa Porowski, 2018
- Bronislawa Porwit, 2016
- Rozalia Poslawska und Boleslaw Poslawska, 1979
- Ryszard Postowicz und Kazimiera Postowicz, 1991
- Julia Postula, 1999
- Maria Potezna und ihr Sohn Tadeusz, 2001
- Jerzy Potocki und Maria Potocki (Straszewska), 1984
- Jan Potrzebowski und Natalia Potrzebowski, 1983
- Marianna Powezka, 1992
- Kazimiera Powierza und Boleslaw Powierza, 1993
- Jerzy Pozimski, 1989
- Zofia Pozniak, 1979
- Otylia Pracka, 1983
- Zofia Prager, 1994
- Karol Prask, 1964
- Bronislawa Praszek, 1990
- Teresa Prekerowa, 1985
- Franciszek Procajlo und Zofia Procajlo, 1967
- Stanislaw Prochera, Emilia Prochera und ihre Tochter Krystina, 2001
- Stefan Prochera und Natalia Prochera, 1977
- Maria Prow-Sulikowska, 1984
- Jozef Pruchniewicz und Maria Pruchniewicz, 2008
- Wladyslaw Prus, Marianna Prus und seine Kinder Stanislaw mit dessen Frau Janina, Jozef, Stefan und Jan, 1986
- Aniela Prusakowa-Patkowska, 1994
- Marian Pruski und Elzbieta Pruski, 1990
- Michal Pruski, Anna Pruski und ihre Kinder Bronislawa und Izabela, 1991
- Helena Przebindowska und ihre Kinder Ursula und Miroslawa, 1990
- Jan Przenioslo, Maria Przenioslo und ihr Sohn Wladyslaw, 1988
- Piotr Przeradowski, 2017
- Rudolf Przetaczek und Zofia Przetaczek, 1983
- Maria Przewalska und ihr Sohn Stefan, 1985
- Jan Przewalski und Jozefa Przewalski, 1966
- Apolonia Przybojewska, 1984
- Waleria Przybylko-Kowalik und Bronislaw Przybylko-Kowalik, 1988
- Zygmunt Przybylowski, 1988
- Zdzislaw Przybylski, Jadwiga Przybylski und ihre Tochter Jadwiga, 1985
- Bronislaw Przybysz, 1991
- Stefan Przybysz und Marta Przybysz, 2001
- Albina Przybyszewska (Majcherowicz)-Kusek, 1988
- Dionizy Przybyszewski, 1999
- Julia Przygodzka und Jozef Przygodzka, 1982
- Maria Przysiecka und ihr Sohn Jozef, 1993
- Witold Przysiecki, Maria Przysiecki und ihre Mutter Klaudia Kulakowska, 1990
- Jozef Przytula, 1987
- Jan Psioda und Wiktoria Psioda, 1991
- Janusz Pstrokonski und Zofia Pstrokonski, 1985
- Henryk Pstrusinski, 2008
- Aleksander Psujek und Janina Psujek, 2002
- Stanislaw Pszkit und Zofia Pszkit (Checinska), 2016
- Anna Ptoszek, 1991
- Stanislaw Puc, 1974
- Maria Puch, Antoni Puch und ihre Tochter Danuta Iwaniuk, 1989
- Emilia Puchala, 1989
- Jozef Puchala und Maria Puchala, 1999
- Jan Puchalski und Anna Puchalski, 1987
- Jan Puchalski und Wiktoria Puchalski, 2000
- Stanislaw Puchalski und seine Mutter Anna, 2000
- Wladyslaw Puchalski und seine Mutter Maria, 1989
- Stanislaw Pudlo, 1976
- Stanislaw Pudlo, Aleksandra Pudlo und ihr Sohn Wladyslaw, 1986
- Stanislaw Pudlo und sein Sohn Edward, 1997
- Wojciech Pulit und Mariana Pulit, 1982
- Gertruda Pustelnik, 1985
- Janina Puszet-Piechowska, 1996
- Antoni Puszkiewicz, 2014
- Leokadia Pycek, 1996
- Stefania Pyrcak, Stanislaw Pyrcak und sein Bruder Michal, 1984
- Jan Pysko, Maria Pysko und sein Sohn Roman, 1979/1996
- Jozefa Pytel-Starak, 1984
- Faustyn Pytlarz und Marianna Pytlarz, 1998
- Marian Pyziak, 1979
- Jakub Pyzik, 2017

### R
| Name            | Geboren | Gestorben | Ort der Rettung | Grund der Ehrung | Jahr |
| --------------- | ------- | --------- | --------------- | ---------------- | ---- |
| Wanda Rachalska |         |           |                 |                  | 1988 |

- Franciszka Raczkowska-Kujawska, 1983
- Jan Raczkowski, 2012
- Stefan Raczynski, 1966
- Helena Radkiewicz (Zbik), 1983
- Janina Radlinska, 1985
- Henryk Radomski und Zofia Radomski, 1992
- Jerzy Radwanek, 1990
- Nella Radwanek, 1984
- Janina Radwan-Przedpelska, 1969
- Helena Radwanska-Bielec, 1987
- Anna Radyszkiewicz, 1999
- Anna Radzikowska, 1992
- Waclaw Radzikowski, 1981
- Helena Radzio und ihre Kinder Slawomir, Jerzy und Maria, 1985
- Alfons Radziwanowski und Stefania Radziwanowski, 2015
- Izabella Radziwillowa, 1992
- Mieczyslaw Radzyminski und seine Mutter Leokadia, 1990
- Pawel Rafalski, Aniela Rafalski und ihre Töchter Maria und Bronislawa, 1990
- Jozef Rajchowski, Maria Rajchowski und ihr Sohn Ireneusz, 1989
- Weronika Rajczak, 2002
- Ewa Rajewska, 1978
- Eugeniusz Boleslaw Rajewski, 1982
- Marianna Rajska (Popinska), 2011
- Wincenty Rajski, 1995
- Feliks Rajszczak und Weronika Rajszczak, 1978
- Tadeusz Rajszczak und seine Schwester Mirka, 1978
- Agnieszka Rak und ihre Kinder Stefan und Helena Blasczyk, 1988
- Edward Rak, 1975
- Ludwik Rak und Maria Rak, 1994
- Mieczyslawa Rakowska, 1978
- Aniela Raksa und Jan Raksa, 1997
- Franciszek Raszeja, 2000
- Juliana Raszkiewicz, 1996
- Wiktor Ratajczyk und Wladyslawa Ratajczyk, 1977
- Roman Ratomski und seine Mutter Emilia, 1993
- Stanislaw Ratynski und Natalia Ratynski, 1991
- Teofilia Rauch, 1990
- Wladyslaw Rdzanowski und Klara Rdzanowski, 1995
- Jozef Regent, sein Bruder Kazimierz und dessen Frau Janina, 1995
- Anna Regula und ihre Kinder Hejdla, Trudka, Alojs und Willi, 1985
- Antoni Regula, 1986
- Maria Regula, 1986
- Wladyslaw Regula und Rozalia Regula, 1993
- Lucja Reicher-Galikowska, 1967
- Hanna Reiss-Rudowicz, 1987
- Joanna Reiter (Schwester Zygmunta), 1986
- Walenty Rejczak und Antonina Rejczak, 1996
- Tadeusz Rek und Wanda Rek, 1981
- Wladyslaw Rek und Marianna Rek, 1987
- Jan Reklajtis, 1985
- Stanislaw Reklajtis und Romana Reklajtis, 1985
- Wojciech Remut, Stefania Remut und ihre Kinder Jozef, Kazimierz, Alfons und Feliks, 1982
- Barbara Renska, 1973
- Jozef Reszko, Malgorzata Reszko und ihre Kinder Stefan, Maria und Henryk, 1986
- Marianna Reszko, 1985
- Tadeusz Retka und Magdalena Retka, 1996
- Tadeusz Rewilak, 1993
- Maria Rewkowska-Arczynska und Zygmunt Rewkowska-Arczynska, 1979
- Jan Robak und Katarzyna Robak, 2008
- Marcin Robakiewicz und Pelagia Robakiewicz, 1990
- Antoni Rodziewicz und Wladyslawa Rodziewicz, 1979
- Wiktoria Rodziewicz, 1977
- Michal Rog, 1996
- Jan Rogala, 1995
- Witold Rogala und Maria Rogala, 1987
- Tadeusz Rogalski, 1994
- Janina Roginska und ihre Tochter Barbara (Suchodowska), 1989
- Lucyna Rogowska-Ciosmak, 1993
- Jan Rogowski und Eugenia Rogowski, 1999
- Maria Rogozinska, 2004
- Adam Rogozinski und seine Brüder Wiktor und Alfred, 1985
- Albert Rogozinski, 1977
- Jan Rogozinski und Salomea Rogozinski, 1985
- Marian Roguski und Helena Roguski, 1992
- Boleslaw Roguszewski und Stanislawa Roguszewski, 1994
- Marian Roguszewski und Stanislawa Roguszewski (Najman), 1994
- Julia Roj, 1989
- Franciszka Rokosz und Stefania Rokosz, 1994
- Adela Roland, 2017
- Henryk Rolirad, 1966
- Antoni Romanczuk und sein Sohn Witold, 1989
- Kazimiera Romanek, 1998
- Irena Romaniuk und Ezechiel Romaniuk, 1985
- Ludmila Romanowicz, 2012
- Jadwiga Romanowska, 2012
- Stanislaw Romanowski und seine Schwester Henryka, 1995
- Jozefa Romansewicz (Schwester Hermana), 1989
- Maria Romanska, 1988
- Jozef Romanski und sein Bruder Jakub, 1988
- Stanislaw Romatowski, 1990
- Zosia Rontaler-Niczewska, 1981
- Hipolit Ropelewski, Wiktoria Ropelewski und ihr Sohn Robert, 2005
- Jan Rorat und Stefania Rorat, 2008
- Stanislawa Ros, 2014
- Honorata Rosa-Konieczny, 1988
- Jan Rosciszewski, 1998
- Lech-Marian Rosciszewski, Janina Rosciszewski und ihre Kinder Michal und Janina, 1990
- Maria Rosenzweig (Blyszczuk), 1985
- Alexander Roslan und Amelia Roslan, 1968
- Julian Rosloniec, 1974
- Adela Rosolinska (Schwester Serafia), 2013
- Hilda Ross, 1998
- Julian Rostkowski, Joanna Rostkowski und ihre Tochter Michalina, 1992
- Ludwik Rostkowski, 1997
- Cecylia Roszak, 1984
- Witold Rothenburg-Rosciszewski und Anna Rothenburg-Rosciszewski, 1993
- Stanislawa Rotman (Kaczmarczyk), 1989
- Helena Rotter-Bohosiewicz, 1990
- Aleksandra Rowinska, 1987
- Pawel Rozanowski und Stefania Rozanowski, 1988
- Marianna Rozanska, 1986
- Janina Rozecka-Gutowska, 1987
- Zofia-Katarzyna Rozen, 1967
- Jozef Roziewicz, Anna Roziewicz und ihre Kinder Emil und Ferdynand-Michal, 1988
- Michal Rozniatowski, 1993
- Franciszek Rozniecki, 1996
- Jozef Roztropowicz, Natalia Roztropowicz und ihre Töchter Janina Krajewska und Stanislawa Szkubel, 2000
- Dionizy Rozwadowski und Adela Rozwadowski, 1965
- Zofia Rozycka, 2015
- Wladyslaw Rozycki, 1993
- Zbigniew Rozycki und Zofia Rozycki, 1994
- Helena Ruczkan, 1996
- Katarzyna Rudawska und ihr Sohn Jozef, 2002
- Aleksandra Rudecka (Dambska), 2010
- Irena Rudkowska, 1982
- Maria Rudnicka und ihr Sohn Konrad, 1995
- Zofia Rudnik, Wojciech Rudnik und ihr Sohn Tadeusz, 2010
- Aurelia Rudyk-Kowalik, 1986
- Danuta Rupniewska-Nowinska, 1970
- Czeslawa Rusiecka-Lesinska, 1988
- Jozef Rusin, 2005
- Zbigniew Rusinski, 1981
- Janina Russ-Opalka, 2000
- Jozefa Ruszala, 2013
- Jan Ruszczynski, 1991
- Weronika Ruszkowska und ihre Töchter Aurelia und Danuta, 1994
- Marianna Ruszkowski und Antoni Ruszkowski, 1995
- Jan Rutkiewicz und Natalia Rutkiewicz, 1994
- Helena Rutkowska, 1997
- Maria Rutkowska, 2015
- Wladyslaw Rutkowski, 2005
- Ludwik Rutkowski und Feliksa Rutkowski, 2008
- Anna Rybak, 1992
- Franciszka Rybak, 1997
- Janina Rybak, 1981
- Jozefa Rybak, 1999
- Janusz Rybakiewicz, 2007
- Irena Rybczynska, 1990
- Kazimierz Rybicki, 1999
- Feliksa Rybus, 1984
- Wladyslaw Rychlewicz, 1986
- Antoni Rychlik, 1985
- Wladyslaw Rygalski und Zbigniew Rygalski, 1979
- Jedrek Rygliszyn, 2017
- Izabella-Zofia Rykowski, sein Sohn Janusz und dessen Frau Jadwiga, 1974
- Mieczyslaw Rylski, 2014
- Jozef Rymarz und Halina Rymarz, 1980
- Stefan Ryniewicz, Bronislawa Ryniewicz und ihre Kinder Danuta, Maria und Helena, 1992
- Jozef Rys, 1983
- Adam Rysiewicz, 2015
- Jozefa Rysinska, 1979
- Henryk Ryszewski, Irena Ryszewski und ihre Tochter Zofia Brusikiewicz, 1982
- Zygmunt Rytel, 1967
- Wanda Rytlewska, 2017
- Sylwia Rzeczycka, 1966
- Apoloniusz Rzepecki, 1968
- Bronislaw Rzepecki, 1983
- Jan Rzepecki, 1992
- Stanislaw Rzepecki und Apolonia Rzepecki (Migden), 1968
- Franciszka Rzepka, 1979
- Lucyna Rzewuska, 1988
- Sabina Rzoncow-Pogorzelska, 1991
- Franciszek Rzottky, 1997

### S
| Name             | Geboren | Gestorben | Ort der Rettung | Grund der Ehrung | Jahr |
| ---------------- | ------- | --------- | --------------- | ---------------- | ---- |
| Antoni Sabadach  |         |           |                 |                  | 2004 |
| Eudokia Sabadach |         |           |                 |                  | 2004 |
| Bazyli Sabadach  |         |           |                 |                  | 2004 |

- Saban Anna und ihr Sohn Mieczyslaw, 1989
- Kazimierz Sadlak und Marianna Sadlak, 1992
- Piotr Sadlo und Stefania Sadlo, 1993
- Anna Sadowska-Lubicz, 1983
- Jozef Sadurski und Maria Sadurski, 2014
- Kazimiera Sadzikowska, 1965
- Marian Sagan und seine Eltern Stanislaw und Marianna, 2017
- Bronislaw Sagan, 1988
- Jan Sagan und Katarzyna Sagan, 1983
- Marek Sagan, 1994
- Pawel Saj und sein Sohn Edward, 1997
- Adam Sajdak, sein Bruder Tadeusz und ihr Vater Wladyslaw, 1985
- Mieczyslaw Sajewicz und Eugenia Sajewicz, 2018
- Mikolaj Sajowski und Helena Sajowski, 2017
- Wladyslaw Sala und Janina Sala, 1984
- Rozalia Salaj-Dulnikiewicz, 1994
- Tadeusz Salek, 1987
- Zdzislaw Salomon-Martykowicz, 1983
- Wladyslawa Salonek und ihre Tochter Boguslawa Kowalska, 1994
- Juliusz Saloni, 1993
- Ludwik Sambora, Anna Sambora und ihre Kinder Eugeniusz und Teresa Walichowski, 1994
- Stanislawa Samborska, 2014
- Henryk Sandner und Teodozja Sandner, 1989
- Maria Sankowska, 2006
- Karolina Sapeta, 1995
- Aniela Sargowicka (Kozakiewicz), 2017
- Marcin Sarzynski und Maria Sarzynski, 1994
- Jan Sasin und Franciszka Sasin, 2011
- Bronislaw Sasula, 1988
- Stefan Sawa, 1991
- Franciszek Sawaniewski, 1996
- Halina Sawicka, 1994
- Irena Sawicka, 1988
- Maria Sawicka, 1964
- Jan Sawicki und sein Bruder Nikodem, 1985
- Kazimierz Sawicki und seine Mutter Emilia, 1985
- Leopold Sawicki, 1990
- Ludwik Sawicki und Czeslawa Sawicki, 1988
- Wiktor Sawicki und Krystyna Sawicki, 1994
- Jan Sawinski, Zofia Sawinski und ihre Kinder Edward, Paulina und Tadeusz, 1990
- Jozef Sawko, Antonina Sawko und ihre Tochter Malwina (Gerc), 1992
- Jadwiga Sawko-Jacewicz, 1988
- Aleksander Schiele und Zofia Schiele, 2014
- Alicja Schnepf-Szczepaniak, 1991
- Jozefa Schnitzer und ihre Kinder Maria und Julian, 1998
- Irena Schultz, 1969
- Alfred Schussel, 1969
- Olga Schwartz, 2018
- Helena Sciborowska, 1980
- Tadeusz Sciborowski, 1991
- Waclaw Scislo, 1990
- Zbigniew Sciwiarski, 1997
- Waclawa Seipp und ihre Tochter Alicja (Cerny), 1982
- Kazimierz Seko, 2011
- Zygmunt Sekula, 1980
- Jaroslaw Semkow, 1994
- Stefania Sempolowska, 2017
- Stefania Semsch, 1992
- Jozef Senderski, Janina Senderska–Duk und ihr Sohn Julian Duk, 2007

- Irena Sendler, 1965

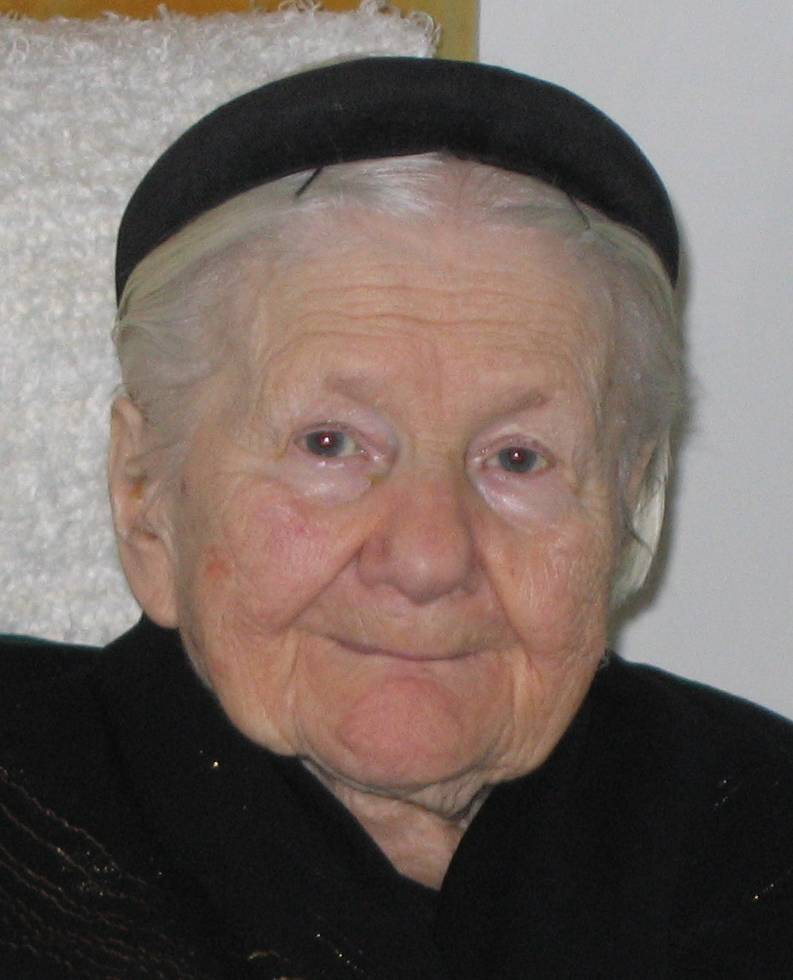
Irena Sendlerowa, 2005

- Zofia Sendler und ihr Ehemann, 1983
- Feliksa Sendyk, 2004
- Maria Senio, 1987
- Jozefa Senior, 1988
- Maria Senkowska, 1997
- Antoni Serafin, 2012
- Stanislawa Serafinowicz und Julian Serafinowicz, 1979
- Jozef Serwaczak, 2017
- Franciszka Setkowska, 2016
- Alfons Setlik und Joanna Setlik, 1987
- Jan Setlik und Maria Setlik, 1989
- Tadeusz Seweryn, 1982
- Bronislaw Sherman, 2018
- Karol Siara und Agnieszka Siara, 1989
- Miroslaw Siarkiewicz und Aniela Siarkiewicz, 1975
- Izydor Siedlecki und Bronislawa Siedlecki, 1996
- Brunona Siedlinska, 1989
- Mitrofan Siedziukiewicz und Helena Siedziukiewicz, 1988
- Henriette Siegman-Bobatow, 1987
- Jozefa Siek und Andrzej Siek, 2013
- Klara Siekierska, 1984
- Jan Sielewicz, 2000
- Sylwester Sielski, Antonina Sielski und ihr Sohn Julian, 2006
- Antoni Siembida und Maria Siembida, 1979
- Aniela Siemianowska-Maksam, 1983
- Kazimiera Siemiatkowska, 1992
- Wladyslawa Sienienska und ihre Kinder Janina und Zofia, 1995
- Konstanty Sienkiewicz und Maria Sienkiewicz, 1991
- Jan Siera, Maria Siera und ihre Kinder Michal, Anastazja und Piotr, 1992
- Makar Sieradzki und Helena Sieradzki, 1991
- Stefan Siewierski, 1965
- Zofia Sikon und ihre Kinder Anna und Stanislaw, 2000
- Jerzy Sikora und sein Vater Stefan, 1990
- Karolina Sikora und Jan Sikora, 1994
- Katarzyna Sikora, 2011
- Kazimiera Sikora, 2002
- Michal Sikora und Franciszka Sikora, 1993
- Renata Sikora, 1982
- Stanislawa Sikora und Wladyslaw Sikora, 2000
- Wojciech Sikora, Aniela Sikora und ihre Tochter Wladyslawa, 1992
- Joanna Sikorska und ihre Schwester Jadwiga, 1985
- Wladyslawa Sikorska, 1985
- Marian Sikorski, 1996
- Franciszek Singer und Maria Singer, 1997
- Ewa Sipayllo und Janusz Sipayllo, 1998
- Jan Sitarski und seine Söhne Edward und Alfred, 1984
- Janina Sitko und ihre Schwester Karolina Tylko, 1991
- Maria Sitko, 1986
- Helena Sitkowska und ihr Sohn Andrzej, 1995
- Antonina Siwek, 1983
- Karol Siwek und seine Tochter Leokadia Ostep, 1995
- Katarzyna Siwek, 1976
- Maria Siwek, 2002
- Adam Skalbania, 2006
- Kazimierz Skalski, Michalina Skalski und ihre Tochter Irena, 1992
- Michal Skalski und Jadwiga Skalski, 1985
- Wieslaw Skarzynski und Anna Skarzynski, 1987
- Serafina Skawinska-Biskupska, 1986
- Helena Skinderowa-Iwanowska, 2001
- Piotr Skokun, Jozefa Skokun und ihr Sohn Ludwik, 1981
- Andrzej Skop und Marta Skop, 2010
- Wladyslaw Skora, 1983
- Konstanty Skorulski, Helena Skorulski und ihre Kinder Czeslaw und Leokadia, 1993
- Wladyslaw Skory und sein Bruder Antoni, 1996
- Jozef Skowron und Anna Skowron, 2011
- Natalia Skowron und Stanislaw Skowron, 1988
- Roch Skowron, Jozefa Skowron und ihre Tochter Eugenia, 1989
- Hanna Skowronek, 2001
- Stanislaw Skowronek und Janina Skowronek, 1973
- Honorata Skowronska, 1984
- Salomea Skroban und ihre Tochter Aniela (Halas), 1990
- Helena Skrobotowicz-Loza, 2000
- Wilhelmina Skroczynska und ihre Kinder Stefan und Maria (Miklaszewska), 1985
- Julia Skrzeczynski-Ciurko, 2007
- Helena Skrzeszewska, 1988
- Karolina Skrzynski und Wlodzimierz Skrzynski, 1992
- Tadeusz Skrzynski und Paulina Skrzynski, 1989
- Michal Skrzypczak, Helena Skrzypczak und ihre Tochter Janina, 1995
- Stanislaw Skrzypczak, 2018
- Jozef Skrzypek und Helena Skrzypek, 1999
- Maria Skrzypek-Wilczenska, 1975
- Malgosia Skrzypiec-Salamon, 1983
- Lucyna Skulska-Szmurlo, 1977
- Jozef Skuza und Bronislawa Skuza, 2002
- Wladyslaw Skwara, Eugenia Skwara und ihr Sohn Zdzislaw, 1981
- Henryk SławikHenryk Sławik, 1977
- Stanislawa Slawinska, 2008

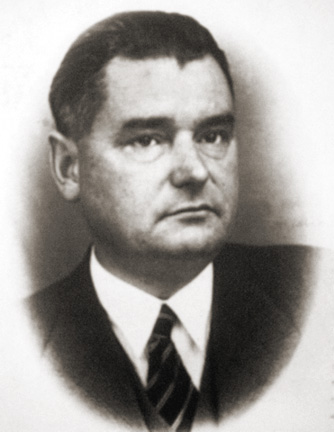
Henryk Sławik

- Jozef Slazak, Agnieszka Slazak und ihre Tochter Danuta, 2010
- Stanislaw Slebocki und Halina Slebocki, 1966
- Szymon Sledziewski und Anna Sledziewski, 1985
- Helena Sledzinska und ihr Sohn Leopold, 1990
- Stefania Slek und Boleslaw Slek, 1983
- Jan Slezak und Michalina Slezak, 2014
- Regina Slezak-Gawlak, 1996
- Boleslaw Sliwa und Stanislawa Sliwa, 1997
- Jerzy Sliwczynski und sein Vater Tadeusz, 1981
- Andrzej Sliwiak, 1984
- Stanislawa Sliwinska-Skoczylas, 1994
- Boleslaw Sliwinski, Leonia Sliwinski und ihr Sohn Leon, 1991/93
- Alina Sliwowa-Kwoczynska, 1977
- Stanislaw Sliwowski, 1988
- Stanislaw Slizewski, 2008
- Leopold Slizien, 1985
- Julia Sloboda, 1969
- Emilia Slodkowska, 1985
- Albert Slodzinski und Janina Slodzinski, 1990
- Julia Slomnicka, 2018
- Marian Slonecki, Wladyslawa Slonecki und ihre Kinder Emilia, Jerzy und Henryk-Ryszard, 1989
- Stefani Slonimski und Lucja Slonimski, 1997
- Karolina Slowik und ihre Töchter Olga und Maria, 1998
- Tadeusz Slowik, 1986
- Antoni Slowinski und Marianna Slowinski, 1993
- Zachariasz Slowinski, 2015
- Kazimierz Slupski, 2018
- Aleksander Slusarczyk, Maria Slusarczyk und ihre Kinder Kazimierz, Jozefa (Banaczkowska) und Zofia (Tokarczyk), 1988
- Genowefa Smajdo, 1995
- Danuta Smenda (Czubek), 1992
- Aleksander Smolak und Sabina Smolak, 2004
- Maria Smolinska, 2005
- Maria Smolinska, 1990
- Michalina Smolinska, 1994
- Wladyslawa Smolko und Jan Smolko, 1984
- Wladyslaw Smolski, 1982
- Wilhelm Smoluchowski und Halina Smoluchowski, 1983
- Franciszek Smorczewski, 1979
- Zofia Smugarzewska, 1983
- Anna Smyczynska und ihre Tochter Teresa Szydlowska, 1994
- Boleslaw Smyk, 2018
- Stefania Smykala und ihr Vater Michal Dabrowski, 2011
- Adam Snowacki, Ludwika Snowacki und ihre Töchter Barbara und Jadwiga, 2001
- Stefan Sobala, 1967
- Stanislaw Sobczak, 1969
- Jadwiga-Sabina Sobczyk, 2001
- Stanislaw Sobczynski und Klara Sobczynski, 1984
- Maria Sobecka, 1967
- Jozef Sobecki und Aniela Sobecki, 1993
- Jozef Sobiesiak, 1982
- Franciszka Sobkowa, 1998
- Jozefa Sobol, 1986
- Jozef Sobolewski und Waclawa Sobolewski, 1992
- Pawel Sobolewski, Waclawa Sobolewski und ihre Kinder Aleksander, Antoni & Zofia Drzewiecka, 2007
- Teofil Sobolewski, Genowefa Sobolewski und ihr Sohn Leon, 1989
- Walerian Sobolewski und Anastazja Sobolewski, 2006
- Wladyslaw Sobolewski, Bronislawa Sobolewski und ihre Tochter Franciszka, 1993
- Aleksander Sobota, 1988
- Aleksandra Sobotka und ihre Kinder Tadeusz, Edmund, Marian, Irena und Edward, 1993
- Jozef Socha und Agnieszka Socha, 1966
- Leopold Socha und Magdalena Socha, 1978
- Eugeniusz Sochacki, Janina Sochacki und ihre Kinder Jozef und Romualda, 1993
- Hieronim Sochaczewski, 1986
- Wladyslaw Sokol, Julianna Sokol und ihre Kinder Zdzislaw und Jan, 2017
- Wladyslaw Sokol und Wladyslawa Sokol, 1986
- Anna Sokolowska, 1989
- Julianna Sokolowska und ihre Kinder Bronislaw und Anna, 1990
- Zofia Sokolowska, 1989
- Danuta Sokolowska-Krolikiewicz, 1986
- Antoni Sokolowski, 2009
- Konstanty Sokolowski und Wiktoria Sokolowski, 2015
- Lech Sokolowski und Maria Sokolowski, 1998
- Wladyslaw Sokolowski, Maria Sokolowski und ihre Kinder Wieslaw und Krystyna, 1999
- Izydor Sokolowsky, 1996
- Antoni Sokolski und Amelia Sokolski, 2011
- Helena Solarek und Swedrowska Halina Solarek, 1997
- Franciszek Solarz, Wiktoria Solarz und ihre Kinder Zofia, Zygmunt und Jozef, 1988
- Jan Soldanski, 1996
- Kazimiera Solek und Wincenty Solek, 1982
- Wiktoria Solek, 2006
- Julian Solodzinski, Bronislawa Solodzinski und ihre Tochter Regina, 1994
- Jozef Solomachi und Paulina Solomachi, 1995
- Franciszek Soltys, 2013
- Olucia Somienek, 2014
- Stefan Sommer und Eliza Sommer, 1980
- Mieczyslaw Soporek, 1992
- Wladyslaw Sorgowicki, Helena Sorgowicki und ihre Tochter Jadwiga, 1995
- Stanislaw Sorochinski, 1995
- Halina Soroczynska, 1976
- Tadeusz Soroka, 1983
- Felicja Soroko und ihr Sohn Henryk, 1994
- Tadeusz Sosin, Zofia Sosin und ihr Sohn Otton, 2000
- Aleksander Sosna, 1978
- Karolina Sosnowska, 1994
- Paulina Sosnowska, 1994
- Schwester Julia Sosnowska, 1996
- Henryk Sosnowski, 1993
- Jan Sosnowy und Stefania Sosnowy, 1994
- Helena Sotola (Kluba), 1985
- Marianna Sowiar-Chodnikiewicz, 1989
- Alfons Sowinski und Jozefa Sowinski, 1991
- Jozef Spalinski und Aniela Spalinski, 1995
- Stanislaw Spasinski, 1968
- Maria Sperling, 1979
- Maria Spiewak, 1979
- Emanuel Spiolek, Bronislawa Spiolek und ihr Sohn Ludwik, 1991
- Wanda Spychalska und Jan Spychalska, 1983
- Stanislaw Srednicki und Irena Srednicki, 1989
- Jindrich Henryk Sroczynski, 2016
- Boleslaw Sroka, 2013
- Henryk Sroka, 1987
- Kazimierz Sroka und Leokadia Sroka, 2008
- Irena Staats-Bobatow, 1987
- Aniela Stachiewicz und Piotr Stachiewicz, 1998
- Henryka Stachowiak, 1985
- Helena Stachowicz, 2001
- Alina Stalkowska, 1991
- Jozefa Stalkowska, 1965
- Adam Stalmach und seine Eltern Jan und Anna, 1990
- Jozef Stanczak, Anna Stanczak und ihr Sohn Zdzislaw, 1992
- Stanislaw Stanczyk und Wiktoria Stanczyk, 1975
- Wladyslaw Stanczykowski und Krystyna Stanczykowski, 1992
- Aniela Staniewska, 1979
- Wladyslaw Staniszewski, 1993
- Janina Stankiewicz, 2018
- Mikolaj Stankiewicz, Maria Stankiewicz und ihre Kinder Piotr, Stanislaw und Anna, 1989
- Stanislaw Stankiewicz und Barbara Zofia Stankiewicz, 1986
- Szczepan Stankiewicz, 2014
- Tadeusz Stankiewicz und seine Schwester Barbara (Dembek), 2006
- Jadwiga Stankiewicz-Jozwik, 1999
- Jozef Starak, Julia Starak und ihr Sohn Zbigniew, 1984
- Genowefa Starczewska (Korczak), 1984
- Elzbieta Starzyk und ihr Sohn Jan, 1983
- Maria Stasiak, 1993
- Erna Stasiak-Kostka, 1987
- Adolfina Stasiewicz (Piasecka), 2017
- Rozalia Staszczak und ihre Töchter Genowefa und Jozefa, 1993
- Leokadia Statnik (Pessel), 1981
- Aniela Stawowiak, 2018
- Michal Stawowy, Anna Stawowy und ihre Töchter Wiktoria und Regula, 1991
- Stanislaw K. Stawski und Wanda A. Stawski, 1970
- Adam Stebelski, 1977
- Franciszek Stech, 2014
- Maria Stechbart und ihr Sohn Tadeusz, 1983
- Stanislaw Steczkowski, 1978
- Stefania Stefanek, Stanislaw Stefanek und ihre Tochter Stanislawa, 2002
- Stefan Stefaniuk und Maria Stefaniuk, 1991
- Leon Stefanowicz und Stefania Stefanowicz, 1988
- Tadeusz Stefanski und Zofia Stefanski, 1978
- Zofia Stefkowa, 1988
- Zbigniew Stein und Jadwiga Stein, 1994
- Rosa Steinberg-Krzeminska, 1990
- Paulina Steindl, 1999
- Irena Stelmachowska und ihre Tochter Witolda, 1988
- Janusz Stelmaszczyk und Zofia Stelmaszczyk, 1992
- Romualda Stepak, 2018
- Marian Stepinski und Jadwiga Stepinski, 2016
- Michal Stepinski und Maria Stepinski, 2017
- Tadeusz Stepniewski, 2016
- Aniela Stoberska und ihr Sohn Zygmunt, 1990
- Henryk Stoberski und Krystyna Stoberski, 1980
- Stefan Stobierzanin, 1987
- Nina Stobinska und ihre Tochter Cholewicka Malgorzata, 1992
- Jack Stocki-Sosnowski, 2001
- Maria Stoklosa, 2014
- Maria Stoklosa und ihr Sohn Bronislaw, 1997
- Janina Helena Stokowska, 1982
- Franciszek Stolarczyk, Apolonia Stolarczyk und ihr Sohn Witold, 1995
- Balbina Stolarska und ihre Tochter Janina Grabowska, 1994
- Maria Stolarska, 1987
- Aleksander Stolarski, 1988
- Hieronim Stolarski und Barbara Stolarski, 1993
- Julian Stolarski und Helena Stolarski, 2009
- Jan Stolarz, 2017
- Andrzej Stopka und Wincentyna Stopka (Wodzinowska), 1982
- Maria Stradowska und ihre Kinder Kazimiera und Waclaw, 2001
- Czeslawa Strag und ihre Mutter Rozalia Kisielewicz, 2014
- Hanna Strasburger, 1992
- Maria Strassburger, 1987
- Janina Straszewska, 1984
- Jozef Straszynski und Emilia Straszynski, 1979
- Norbert Czeslaw Strauchold, 1985
- Jozef Strecker und Rozalia Strecker, 2007
- Lech Strojecki, 1994
- Franciszek Strojwas, Anna Strojwas und ihre Kinder Jan und Lalka, 1968
- Michal Stronski und Tekla Stronski, 1993
- Stefania Struk und ihr Sohn Tadeusz, 2004
- Maria Strusinska, 2017
- Zygmunt Strusinski und Wiktoria Strusinski, 1967
- Maria Antonina Strutynska und ihre Tochter Teresa, 1990
- Tadeusz Struzik und Marianna Struzik, 1980/1991
- Jadwiga Strzalecka und Janusz Strzalecka, 1973
- Kazimiera Strzalka, 1999
- Stefania Strzalkowska-Rynska, 1979
- Kazimierz Strzalkowski, 1981
- Wlodzimierz Strzelbicki, Katarzyna Strzelbicki und ihre Kinder Dionizy, Napoleon und Teresa, 1990
- Tadeusz Strzelczyk, 1986
- Stanislawa Strzelec, 1971
- Anna Strzelecka und ihre Kinder Barbara, Alina und Krystyna, 1983
- Jadwiga Strzelecka, 1993
- Maria Strzelecka, 1967
- Maria Strzelecka, 2011
- Frau Strzelecka und ihre Tochter Barbara Rudzka, 1990
- Zofia Strzelecka, 1992
- Wladyslaw Strzelecki und Zofia Strzelecki, 1989
- Walentyna Strzemien, 1988
- Ireneusz Studzinski und Teodora Studzinski, 2014
- Janina Stupnicka, 1983
- Wladyslaw Stypula und Roza Stypula, 1992
- Helena Stypulczak, 1981
- Stanislawa Stypulowa, 1987
- Aleksander Stys, Helena Stys und ihre Kinder Antoni, Leokadia und Janina, 2017
- Halina Suchocka, 2000
- Adam Suchodolski, Stanislawa Suchodolski und ihre Kinder Jadwiga und Stanislaw, 1975
- Szczepan Suchorowski und Aniela Suchorowski, 2002
- Wlodzimierz Sudzicki und Jadwiga Z. Sudzicki, 1980
- Jadwiga Sukiennicka, 1982
- Franciszka Sulatycka, 2018
- Jan Supernak und Janina Supernak, 2006
- Antoni Suplat und Bronislawa Suplat, 2013
- Konstanty Supruniuk und Maria Supruniuk, 1990
- Jozef Surowiecki und Zofia Surowiecki, 2016
- Stanislawa Suska, 1985
- Maria Suszczewicz, 1988
- Leonard Suworowski, 1996
- Anna Swerkowska, 1982
- Adam Swiader und Maria Swiader, 2016
- Apolonia Swiatek, 1997
- Franciszek Swiatek und Genowefa Swiatek, 1994
- Michael Swiatek, Maria Swiatek und ihre Kinder Stefan und Sebastian, 1992
- Piotr Swiatek und Janina Swiatek, 1992
- Hanna Swiatkowska, 1987
- Stanislaw Swida und Regina Swida (Chrzanowska), 2011
- Franciszek Swider, 1977
- Stefania Swiecicka, 1983
- Janina Swiecka, 1986
- Feliks Swierczek, 1991
- Leon Swierczek und seine Kinder Maria, Czeslawa, Kazimierz und Stanislaw, 1990
- Wladyslaw Swierczewski und sein Sohn Stanislaw, 2004
- Zofia Swierczynska, 2004
- Antonina Swierczynska, 1995
- Jadwiga Swierczynska, 1990
- Bernard-Konrad Swierczynski, 1972
- Boleslaw Swierczynski, Genowefa Swierczynski und ihre Kinder Eugeniusz und Jadwiga (Piotrowska), 1991/1992
- Manko Swierszczak und Marynka Swierszczak, 1983
- Marcin Swietlik und Waleria Swietlik, 2015
- Stanislaw Swietlikowski und Katarzyna Swietlikowski, 2011
- Wladyslaw Swietochowski und Wladyslawa Swietochowski, 1968
- Michal Swieton und seine Kinder Piotr und Bronislawa, 2018
- Stanislaw Swital, 1981
- Wladyslawa Swital und Stanislaw Swital, 1989
- Janina Sycz, 1982
- Wlodzimierz Sycz und sein Bruder Andrzej, 1982
- Zofia Sydry und ihre Schwester Czeslawa Dietrich, 2012
- Karol Sygnatowicz und seine Schwester Franciszka, 1991
- Jan Sygnowski und Anna Sygnowski, 2004
- Jan Syta und Anna Syta, 1989
- Helena Szachniewicz, 1988
- Barbara Szacka und ihr Sohn Jerzy, 2003
- Rozalia Szadkowska, 1985
- Wladyslaw Szafran, Katarzyna Szafran und ihr Sohn Zdzislaw, 1987
- Leon Szafraniec, Elzbieta Szafraniec und ihr Sohn Wladyslaw, 1984
- Czeslaw Cesar Szafranski und Maria Szafranski (Kotulska), 2012
- Jozef Szajner, 1998
- Marianna Szajner und Wladyslaw Szajner, 1996
- Stanislaw Szakel, 2000
- Adela Szalaj und ihre Tochter Czeslawa, 2002
- Wladyslaw Szalek, 1979
- Janina Szandorowska und ihre Tochter Elzbieta, 1983
- Stanislawa Szaniawska-Nowicka, 1980
- Kazimiera Szarowaro, 1984
- Mieczyslaw Szaszkiewicz und Halina Szaszkiewicz, 1984
- Maria Szawlowska, 2006
- Eugenia Szczawinski und ihre Söhne Edward und Tadeusz, 1986
- Gabryel Szczebunski und Helena Szczebunski, 2009
- Maria Szczecinska und ihr Sohn Jerzy, 1981
- Helena Szczepaniak, 1993
- Natalia Szczepaniek, 1981
- Leonid Szczepanski, 2015
- Gustaw Szczepkowski und seine Schwester Maria, 2007
- Wanda Szczerbetko (Kornilowicz), 2008
- Stanislaw Szczerbicki und Adolfina Szczerbicki, 2013
- Donat Szczerbinski, Jozefa Szczerbinski und ihr Cousin Wladyslaw, 1983
- Eleonora Szczesna, 1983
- Florian Szczesny, Wiktoria Szczesny und ihre Kinder Leszek, Kazimierz und Maria, 1980
- Franciszek Szczubial und Maria Szczubial, 1976
- Jozef Szczur, 1974
- Florian Szczurek, 2004
- Boleslaw Szczygiel, Irena Szczygiel und Anna Majer, 2001
- Zalucka Joanna Szczygiel, 2001
- Zofia Szczygielska, 2018
- Aleksander Szczypiorski und Antonina Szczypiorski, 1981
- Mikolaj Szczyrba und Agata Szczyrba, 1990
- Jadwiga Szejnbaum-Walkow, 1982
- Jerzy Szelag und seine Mutter Marianna, 1985
- Kazimierz Szelagowski, 1965
- Janina Barbara Szelest-Strychalska, 1982
- Helena Szelewa-Kurasiewicz, 1986
- Stanislaw Szelezniak, 2016
- Karol Szelka und Stefania Szelka, 1989
- Wladyslaw Szelka, 1989
- Helena Szemet, 1966
- Felicja Szemlei-Kucharzak, 1992
- Zofia Szemro-Patyra, 1987
- Zenon Szenfeld und Marianna Szenfeld, 1982
- Katerina Szepeczenko, 1978
- Wladyslaw Szepelowski, Stanislawa Szepelowski und ihre Kinder Wladyslaw, Jadwiga Grell und Janina Jakubowska, 1965
- Albin Szerepko, 1992
- Jozef Szewc und Antonina Szewc, 1987
- Marcin Szewc und Zofia Szewc, 1987
- Mikolaj Szewczenko und Marianna Szewczenko, 1982
- Franciszek Szewczyk und Aniela Szewczyk, 1997
- Teodora-Teodozja Szewczyk, 1993
- Jozef Szewiel, Stefania Szewiel und ihre Kinder Stanislaw und Otek, 1994
- Jadwiga Szkilnik und ihre Mutter Helena Sokalska, 2013
- Danuta Szklarek, 1983
- Julian Szklarski, 1994
- Zofia Szkop und ihre Kinder Kazimierz und Jadwiga, 2003
- Stanislaw Szlama und Marianna Szlama, 1988
- Helena Szlapak, 1979
- Alojzy Szlezak, 1994
- Teodor Szlichta, 1967
- Maria Szmarro, 1975
- Wienczyslaw Szmarro und Irena Szmarro, 1975
- Edmund Szmidt, 2001
- Maria Szmidt, 1982
- Stefa Szmigielska, 1985
- Justina Szmit und ihr Sohn Lucjan, 1990
- Helena Szmurlo, 2014
- Janina Szmurlo und Kazimierz Szmurlo, 1988
- Jan Szmurlo, 1983
- Wanda Szmurlo, 1977
- Lucja Szokalska und ihre Eltern Stefan und Zofia, 1994
- Stanislaw Szostak und Zofia Szostak, 1968
- Stanislaw Szostak, 1975
- Zygmunt Szostak und Ludwika Szostak, 2012
- Jadwiga Szostakiewicz und ihre Tochter Janina, 1992
- Aleksandra Szpakowska, 2004
- Henryk Szpakowski, Amelia Szpakowski und ihr Sohn Henryk, 2008
- Zdzislaw Szparkowski, sein Bruder Jozef und ihre Tante Jozefa, 1983
- Stanislaw Szpilyk und Helena Szpilyk, 1991
- Pelagia Szpringer (Huczak), 1984
- Waclaw Szpura, 2013
- Emil Sztajner, Maria Sztajner und ihre Eltern Jan und seine Frau, 1983
- Ala-Walentyna Sztajnert-Zak, 1985
- Antonina Sztankowska, 2018
- Adam Sztark, 2001
- Jadwiga Sztefec (Subikina), 2012
- Edward Sztetner, 1999
- Helena Sztukowska, 1982
- Stanislawa Szuber-Dudar, 1987
- Jadwiga Hanna Szufraga, 1997
- Waclaw Szukszta und Halina Szukszta, 2006
- Mary Szul-Barys, 1982
- Anna Szulc, Jozef Szulc und ihre Tochter Lidia (Drzewicka), 1989
- Emil Szulc, Amalia Szulc und ihr Sohn Eugeniusz, 1983
- Jozef Szulc, Maria-Helena Szulc und ihr Sohn Leszek, 1997
- Stanislaw Szulc und Jadwiga Szulc, 2007
- Wladyslawa Szulc-Koiszewska, 1979
- Stanislaw Szuldrzynski, 1977
- Maria Szulinska, 1986
- Stanislaw Szultis und Mieczyslawa Szultis, 1991
- Wilhelm Szumacher, Ludwika Szumacher und ihre Tochter Zofia, 1994
- Wiktoria Szumielewicz und Stanislaw Szumielewicz, 1981
- Helena Szumlanska und ihre Töchter Czeslawa und Waleria, 1985
- Kazimierz Szumowski und Wanda Szumowski, 1990
- Maria Szumska, 1989
- Wladyslaw Szutkowski und Jozefa Szutkowski, 1996
- Jan Szwaj und Juliana Szwaj, 1999
- Stefan Szwajkajzer, Teofila Szwajkajzer und ihr Sohn Zbigniew, 1983
- Jadwiga Szwarc-Hecht, 1989
- Jozef Szwarocki und Stefania Szwarocki, 1995
- Andrzej Szwed, Katarzyna Szwed und ihre Kinder Wladyslaw, Tadeusz, Franciszek und Jozef, 1982
- Jan Szwed, Katarzyna Szwed und ihr Sohn Antoni, 1987
- Roza Szwejcer, ihre Eltern Karol und Maria Malejka und ihre Schwestern Helena Czarny und Edyta Kotyczka, 2003
- Monika Szwertfeger, 2012
- Edward Szybinski, 2001
- Wladyslaw Szybowski, 2005
- Jan Szydlowski und ihre Kinder Bogdan und Tadeusz, 1994
- Katarzyna Szyfner und ihr Sohn Eugeniusz, 1996
- Dorota Szylar, Antoni Szylar und ihre Töchter Zofia und Helena, 1992
- Boleslaw Szymanczyk, 2005
- Feliks Szymanski, 1992
- Alicja Szymanska, 2001
- Genowefa Szymanska, 1976
- Genowefa Szymanska, 1992
- Janina Szymanska, 1982
- Wiktoria Szymanska und ihr Bruder Piotr, 1979
- Marcin Szymanski, Rozalia Szymanski und ihre Tochter Anna, 1991
- Michal Szymanski, seine Frau und ihre Kinder Leon und Helena und Wladyslawa, 1990
- Piotr Szymanski, Eleonora Szymanski und ihre Kinder Witold, Czeslaw und Irena, 1986
- Romuald Szymanski und Jadwiga Szymanski, 1999
- Wincenty Szymanski und Maria Szymanski, 1988
- Wladyslaw Szymanski, Jadwiga Szymanski und ihr Sohn Bogdan, 1992
- Bronislawa Szymborski, 1986
- Zdzislaw Szymczak und sein Bruder Jozef, 1979
- Witold Szymczukiewicz, 1966
- Jozef Szymkiewicz, 1981
- Wladyslaw Szymkiewicz und Maria Szymkiewicz, 1997
- Waclaw Szymonowicz und Irena Szymonowicz, 1994
- Stefan Szyncel und Antonina Szyncel, 1987/2000
- Piotr Szyszka und Anna Szyszka, 2010
- Michal Szyszko, 1989
- Antoni Szyszkowski und Waleria Szyszkowski, 2007
- Waclaw Szyszkowski und Irena Szyszkowski, 1988

### T
| Name                | Geboren | Gestorben | Ort der Rettung | Grund der Ehrung | Jahr |
| ------------------- | ------- | --------- | --------------- | ---------------- | ---- |
| Edward Tabaczkowski |         |           |                 |                  | 2018 |

- Hanna Taborska-Popowska, 1993
- Jan Tadra und Ewa Tadra, 1992
- Roman Talikowski, 2013
- Regina Tanska, 1999
- Leonka Tarabula, 1985
- Andrzej Tarasek, 2013
- Hieronim Tarasewicz und Bronislawa Tarasewicz, 1966
- Jan Tarasewicz und seine Tochter Weronika Romanowska, 2016
- Mieczyslaw Tarasewicz und Irena Tarasewicz, 2006
- Waclaw Tarasewicz und Halina Tarasewicz, 1988
- Jan Tarasiuk, Wiktoria Tarasiuk und seine Mutter Helena, 2005
- Aleksandra Tarasowa-Cajtag, 1972
- Ignacy Taraszkiewicz und Jadwiga Taraszkiewicz, 2008
- Jozef Tarka, Stanislawa Tarka und ihr Sohn Stanislaw, 1986
- Wilhelm Tarnawski, 1978
- Barbara Tarnecka, 1994
- Wincenty Tarnogorski und Maria Tarnogorski, 1985
- Maria Janina Tarnowska, 1983
- Jan Taszlinski, 2014
- Jan Tatomir, Julia Tatomir und ihre Töchter Jozefa Zak und Janina Szymczak, 1984
- Marian Tauletz, 1985
- Stanislaw Tazbir und seine Tochter Wanda, 1994
- Joanna Tecko, 1989
- Janusz Teczynski, 1991
- Jozef Tedziagolski und Jozefa Tedziagolski, 1984
- Stanislaw Tegi und Irena K. Tegi, 1989
- Antoni Teklak, 2018
- Augustyn Tendera und Franciszka Tendera, 1989
- Miriam-Maria Tenenbaum-Dor, 1987
- Jan Tereszkiewicz und Jozefa Tereszkiewicz, 1986
- Edward Teska und Maria Teska, 1988
- Danuta Teszner-Poranska, 1979
- Felicja Tewel-Bartezak, 1989
- Jan Thiel und Olga Thiel, 2008
- Zofia Tic, 1993
- Andrzej Tkacz und Maria Tkacz, 2009
- Jozef Tkaczyk und Zofia Tkaczyk, 1982
- Jozef Tkocz und Maria Tkocz, 1989
- Irena Tlatka, 1983
- Kazimierz Tobiasiewicz, 1976
- Eryka Toeplitz, 1992
- Jakub Tokarz, 1988
- Zygmunt Tolloczko, Katarzyna Tolloczko und seine Kinder Kazimierz und Waclawa, 1983/1999
- Stanisław Tołwiński, 1997
- Maria Tomanek, 1977
- Wincenty Tomaszewicz und Zofia Tomaszewicz (Portnaja), 2017
- Zofia Tomaszewska, 2007
- Antonina Tomaszewska-Szczawinski, 1986
- Stanislaw Tomaszewski, Waleria Tomaszewski und ihre Kinder Edward und Marysia, 1992
- Antoni Tomczak, 2001
- Natalia Tomczak, 1965
- Stanislaw Tomczak und Anna Tomczak, 2015
- Jozef Tomczyk und Genowefa Tomczyk, 1966
- Franciszek Tomek und Adrianna Tomek, 2011
- Jozef Toniak, Karolina Toniak und ihre Tochter Janina, 1992
- Agata Topercer-Stefanowicz, 1988
- Jan Topinski und Zofia Topinski, 2007
- Boleslaw Topolewski, Helena Topolewski und seine Großmutter Antonina Hofman, 2015
- Wincenti Tosza und Aniela Tosza, 1991
- Mikolaj Tracz, Maria Tracz und ihre Kinder Jozefa und Stefania, 1991
- Fryda Trammer und ihre Tochter Augusta (Szemelowska), 1991
- Jozef Trawinski und Mila Trawinski, 1992
- Jozef Trebacz und Waleria Trebacz, 2008
- Stanislawa Trebska, 1981
- Jerzy Tredjakowski und Helena Tredjakowski, 1988
- Otylia Emilia Trnka, 1984
- Maria Trocka, 1978
- Jan Trojanowski, Paulina Trojanowski und ihre Tochter Barbara, 1986
- Andrzej Trojanowski, 1966
- Stanislaw Trojanowski, 1990
- Helena Troszczynska-Gorska, 1986
- Agnieszka Troszka, 2007
- Maria Truchanowicz und Zygmunt Truchanowicz, 1997
- Herr Trunkwalter, 1982
- Malwina Trupkinowicz, 1993
- Zdzislaw Truskolaski, 1984
- Apolonia Trybus und ihr Sohn Mieczyslaw, 1995
- Danuta Trybus-Justyna, 1979
- Ryszard Jan Tryfon, 1995
- Jadwiga Trzcinska und ihre Tochter Irena Fruhling, 1994
- Stanislawa Trzcinska und ihre Kinder Stefan und Jan, 1991
- Ladyslawa Trzebuchowska, 1989
- Edward Trzeciak und Eufrozyna Eugenia Trzeciak, 2007
- Jan Trzeciak und Janina Trzeciak, 2017
- Waclaw Trzeciak und seine Eltern Wincenty und Anna, 1988
- Jozefa Tubianska und ihre Kinder Krystyna und Zbigniew, 1992
- Mieczyslaw Tubis, 1987
- Jan Tulwinski und Paulina Tulwinski, 1992
- Wanda Tuniewicz, 1995
- Boleslaw Turczynski und Helena Turczynski, 1984
- Edward Turek, 2017
- Franciszek Turek, 2003
- Mikolaj Turkin und Ewa Turkin, 2012
- Alicja Turska, 2012
- Stefania Turzanska, 2008
- Michalina Tuskiewicz, 1982
- Antoni Tutak, 1996
- Adam Twardowski und Maria Twardowski, 2001
- Zofia Twardzicka und ihre Söhne Tadeusz und Jerzy, 1992
- Wojciech Twardzicki und seine Kinder Zofia, Helena und Wladyslawa, 1994
- Andrzej Twardzik, Maria Twardzik und ihre Kinder Peter, Ludwik und Tomek, 1991
- Edward Twers, Stanislawa Twers und ihre Mutter Paulina, 1987
- Kazimierz Tworek und Janina Tworek, 1985
- Mieczyslaw Tworkowski und Anna Tworkowski, 1987
- Janusz Twornicki, 1967
- Albin Tyll, 2012
- Stanislaw Tymoficzuk, 1973
- Michalina Krystyna Tympalska, 1986
- Michal Tyrcz und Apolonia Tyrcz, 1991
- Sebastian Tyrcz, Anna Tyrcz und ihr Sohn Stefan, 1991
- Gregory Tyryllo, Stefania Tyryllo und ihr Sohn Jan, 1978
- Jozef Tysiak, Marianna Tysiak und ihre Tochter Marianna Sloma, 2008
- Grzegorz Tyz und Maria Tyz (Koreniuk), 1988

### U
| Name                 | Geboren | Gestorben | Ort der Rettung | Grund der Ehrung | Jahr |
| -------------------- | ------- | --------- | --------------- | ---------------- | ---- |
| Klementyna Uchrynska |         |           |                 |                  | 1983 |

- Maria Uchto und Antoni Uchto, 1995
- Franciszek Uciurkiewicz, 1991
- Hjalmar Uggla und Ludwika Uggla, 2007
- Walter Ukalo-Jukalo, 1978
- Julian Ulanowski und seine Kinder Lidia und Ryszard, 2005
- Jan Ulasiuk und Jozefa Ulasiuk, 1989
- Zbigniew Ulatowski, 1983
- Jozef Uleryk, sein Bruder Stanislaw und ihre Mutter Antonina, 1999
- Jan Uliasz und Jozefa Uliasz, 2018
- Jan Uliasz und Sabina Uliasz, 1986
- Józef Ulma und Wiktoria Ulma, 1995
- Jadwiga Ungierhajer, 1997
- Irena Urbach, 1985
- Jan Urban und seine Mutter Anna, 1983
- Marian-Adam Urbanczuk und Wiktoria Urbanczuk, 1997
- Jadwiga Urbanczyk, 2002
- Jozef Urbanek und Sabina Urbanek, 1993
- Janina Urbaniak-Nowicka, 1983
- Anna Urbanowicz und ihr Sohn Jozef, 1983
- Maria Urbanowicz und Wincenty Urbanowicz, 2000
- Mina Urbanska, 2018
- Ludwik Urbanski und Zofia Urbanski, 1983
- Stanislaw Urbanski und Jadwiga-Czeslawa Urbanski, 1988
- Feliks Urzykowski, Emilia Urzykowski und ihr Sohn Janusz, 1991
- Roman Uscienski, 1987
- Ignacy Ustjanowski, Bronislawa Ustjanowski und ihre Kinder Czeslaw und Urszula (Okulowska), 1965/1991
- Antonia Ustowska-Maron, 1993
- Anton Uszczanowski und Jadwiga Uszczanowski (Onoska), 1967
- Urszula Uwarzow-Dyrda, 1987

### V
| Name          | Geboren | Gestorben | Ort der Rettung | Grund der Ehrung | Jahr |
| ------------- | ------- | --------- | --------------- | ---------------- | ---- |
| Celina Vetter |         |           |                 |                  | 1990 |
| Jan Vetter    |         |           |                 |                  | 1990 |

- Stanisław Vincenz und Irena Vincenz, 1979
- Ryszard Vogel, Emma Vogel und ihr Sohn Jerzy, 2017
- Pelagia Vogelgesang, 1984

### W
| Name           | Geboren | Gestorben | Ort der Rettung | Grund der Ehrung | Jahr |
| -------------- | ------- | --------- | --------------- | ---------------- | ---- |
| Anna Wachalska |         |           |                 |                  | 1964 |

- Wieslaw Wacinski, 2000
- Jozef Waclawik und Stefania Waclawik, 1986
- Jozef Wadolowski und Eleonora Wadolowski, 1997
- Zofia Wajcman und Antoni Wajcman, 1979
- Zofia Wajda-Liro, 1985
- Julia Wala, 2009
- Marcin Walas, 1989
- Jozef Walaszczyk, 2002
- Stanislaw Walczak, 1992
- Jozef Walczynski und Marianna Walczynski (Szymonek), 2012
- Franciszka Walczyszyn, 2009
- Jan Waleszynski, 1983
- Maria Walewska, 2009
- Maria Walicka und ihre Tochter Zofia, 1990
- Irena Wallish und Henryk Wallish, 1995
- Jozef Walo, 1995
- Mada Walter und Ryszard Walter, 1978
- Zofia Walulewicz und ihre Tochter Irena, 2004
- Czesław Walusiak, 2018
- Maria Wantuch und ihre Tochter Wiktoria (Podlasek), 1981
- Czeslaw Warchalowski und Maria Warchalowski, 2003
- Maria Wardas, 1984
- Jozef Warenica und Stanislawa Warenica, 1979
- Eleonora Warszawski und ihre Kinder Czeslaw und Jerzy, 1989
- Aleksandra Warych-Mielczarek, 1981
- Marianna Wasenczuk, 1997
- Michal Wasilenko, 1983
- Albin Wasilewski und Stanislawa Wasilewski, 1985
- Jan Wasilewski, Anna Wasilewski und ihre Kinder Kazimierz, Stanislaw und Jerzy, 1988
- Wieslawa Wasowicz, 1984
- Krysztof Wasowicz-Dunin und seine Mutter Janina, 1982
- Eugenia Wasowska-Renot, 1980
- Jozef Wasowski, Ewa Wasowski und ihre Kinder Jerzy, Jan, Longin und Halina, 1991
- Jadwiga Wasserberger, 1984
- Katarzyna Wasylinka und Dymitry Wasylinka, 1995
- Waclaw Waszczewski, Janina Waszczewski und ihr Sohn Janusz, 1990
- Jadwiga Waszczuk, 2011
- Piotr Waszkinel und Emilia Waszkinel, 1995
- Krystyna Wawak und Ignacy Wawak, 1982
- Jan Wawryniuk und Marysia Wawryniuk, 1994
- Stanislaw Wawrzycki, 1993
- Jadwiga Wawrzyniak, 1990
- Jadwiga Wawrzynska-Pagowska, 1996
- Elzbieta Wazna, 2013
- Kazimierz Weckowski, 1989
- Florian Weglowski, Maria Weglowski und ihr Sohn Stanislaw, 1988
- Franciszek Weglowski und Stanislawa Weglowski, 1987
- Piotr Weglowski und Maria Weglowski, 2015
- Remigiusz Wegrzynowicz, 1988
- Rudolf WeiglRudolf Weigl, 2003

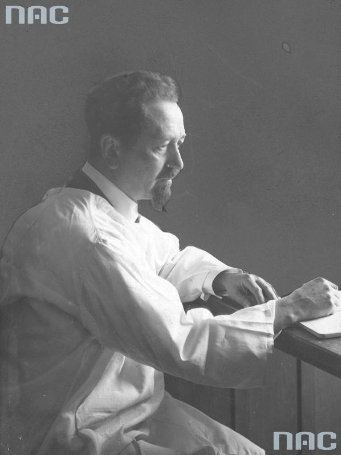
Rudolf Weigl

- Maria Weinglas und ihre Tochter Kazimiera, 1992
- Franciszek Welcer, Franciszka Welcer und ihre Tochter Anna Szubrycht, 2014
- Jozef Wencel, 1984
- Wawrzyniec Wereski und Janina Wereski (Zarzeczna), 2017
- Emma Werner und Fryderyk Werner, 2000
- Lidja Werner-Lapinska, 1977
- Aniela Wernik-Zajaczkowska, 1990
- Antoni Werstler, 1969
- Aniela Wesolowska, 2018
- Jan Wesolowski und Walentyna Wesolowski, 1978
- Jerzy Wesolowski und Halina Wesolowski, 2015
- Jozef Wesolowski, 1984
- Karol Weyman, 1981
- Jan Wiacek, Katarzyna Wiacek und ihre Kinder Maria, Aniela, Ludwika, Karolina und Franciszka, 1986
- Jan Wianecki und Franciszka Wianecki, 1985
- Adam Wiater und Helena Wiater, 1966
- Tadeusz Wiatr, 1966
- Mieczyslaw Wicherek, seine Frau und ihre Tochter Jozefa, 1990
- Stanislaw Wichert, 1990
- Agnieszka Widerszal-Budna, 1987
- Anna Widomska, 1994
- Feliks Widy-Wirski und Marta Widy-Wirski, 1992
- Wojciech Wiechno, 1984
- Maria Wieckowska und ihre Töchter Anna und Jadwiga, 1984
- Antonina Wieckowska-Kalko, 1987
- Jozef Wieckowski und Felicja Wieckowski, 1989
- Jozef Wieckowski und Sabina Wieckowski, 2015
- Aleksandra Wieczorek und ihr Sohn Antoni, 1984
- Jerzy Wieczorek, 1981
- Stanislawa Wieczorek, 2009
- Hanna Wiediger und seine Mutter Maria, 2005
- Aleksander Wiejak und Helena Wiejak, 1992
- Jan Wieleba und Katarzyna Wieleba, 1993
- Henryk Wieliczanski und Teodozja Wieliczanski, 1981
- Franciszek Wielogorski und Rozalia Wielogorski, 1989
- Wladyslawa Wierzbicka, 1983
- Jan Wierzbicki und Jozefa Wierzbicki, 1981
- Leopold Wierzbicki und Marianna Wierzbicki, 2016
- Michal Wierzbicki und Anna Wierzbicki, 1994
- Slawoj Wierzbicki, 1995
- Maria Wierzbowska, 2006
- Eugenia Wieteska, 1987
- Jan Wiglusz, Maria Wiglusz und ihre Kinder Stanislaw und Jozef, 1982
- Jan Wikiel und Maria Wikiel, 1981
- Stanislaw Wiktor und Henryka Wiktor, 1990
- Augusta Wilaszek, 1996
- Stanislaw Wilczek und Janina Wilczek, 1990
- Paulina Wilczek-Biskup, 1985
- Stanislaw Wilczenski, 1975
- Jozefa Wilczkiewicz, 1992
- Bronislawa Wilemska, 1995
- Lucjan Wilichnowski, 1983
- Katarzyna Wilk und Bronislaw Wilk, 1994
- Zofia Wilk und ihr Sohn Jozef, 1991
- Barbara Wilkosz und ihre Söhne Jan, Adam und Tomasz, 1987
- Maria Wilniewczyc und Waclaw Wilniewczyc, 1985
- Ludwika Wilska, 1984
- Janina Wiluszynska und ihre Schwester Stefania, 1998
- Franciszek Wincewicz, Rozalia Wincewicz, seine Schwester Stanislawa und sein Bruder Jozef, 1975/1990
- Maria Winiarski und Edward Winiarski, 1993
- Piotr Winiarski und Melania Winiarski, 2003
- Maria Winnicka, 2013
- Mieczyslaw Wionczek, 1995
- Stanislaw Wislinski, Helena Wislinski und ihre Tochter Zofia, 2002
- Maria Wislocka-Milkowska, 1988
- Olek Wisnicki und Zofia Wisnicki (Lazowska), 1983
- Krystyna Wisniewska (Jakubowska), 2007
- Maria Wisniewska, 1975
- Ludwik Wisniewski und sein Sohn Aleksander, 1983
- Oskar Wisniewski, 2018
- Bazyli Wiszniewski, 2018
- Boleslaw Wiszniewski und Kazimiera Wiszniewski, 1970
- Stanislaw Wiszniewski und Bronislawa Wiszniewski, 2002
- Stanislawa Witek, 1984
- Zofia Witek, 1990
- Felicja Witkowska und ihre Kinder Ryszard und Aniela, 1993
- Maria Witomska und ihre Kinder Ignacy, Kazimierz und Jan, 1992
- Franciszek Witowski und Eugenia Witowski, 2018
- Lech Witting und Halina Witting, 1987
- Jan Wituszek und Anna Bednarska Wituszek, 1985
- Jan Witz und Katarzyna Witz, 2011
- Jadwiga Wizanowska, 1983
- Marianna Wloczewska und seine Tochter Zuzanna, 1997
- Edward Wlodarczyk, 1975
- Marian Wlodarczyk und Zofia Wlodarczyk, 1990
- Piotr Wlodarczyk und Wiktoria Wlodarczyk, 1992
- Zygmunt Wlodarczyk und seine Mutter Maria, 2016
- Jozefa Wlodarz, 2002
- Stanislawa Wlodaz-Szlama, 1988
- Maria Wlodek und Wladyslaw Wlodek, 1981
- Stanislaw Wlodek, Jadwiga-Maria Wlodek und ihre Kinder Janusz und Krystyn, 1986
- Wanda Wnorowska, 1985
- Leokadia Wochelska und ihre Schwester Maria, 1992
- Jan Wodnicki und Jozefa Wodnicki, 1984
- Jan Wodyk und Kazimiera Wodyk, 1989
- Adam Wohanski und Wladyslawa Wohanski, 1990
- Janina Woinska, 1992
- Ewa Janina Wojcicka, 2013
- Jan Wojcicki und Anna Wojcicki, 1988
- Maria Wojciech, 1997
- Anna Wojciechowska und Tadeusz Wojciechowska, 1978
- Frau Wojciechowska, 1977
- Ksawery-Stanislaw Wojciechowski und Zofia Wojciechowski, 1987
- Wlodzimierz Wojciechowski und Anna Wojciechowski, 1987
- Regina Wojcieszuk-Zakrzewska, 1988
- Halina Wojcik, 1997
- Helena Wojcik, 1980
- Jozef Wojcik, 1990
- Jozef Wojcik und Weronika Wojcik, 2015
- Maria Wojcik und ihre Kinder Tadeusz und Stanislawa Pociecha, Wladyslawa Piekart und Krystyna Lewandowska, 1985
- Mieczyslaw Wojcik, 2000
- Wiktor Wojcik und seine Schwester Emilia (Kulaga), 1992
- Wladyslaw Wojcik, 1963
- Wladyslaw Wojcik und Bronislawa Wojcik, 2016
- Wladyslaw Wojcik und Wanda Wojcik (Janowska), 1979
- Pawel Wojczys und Jozefa Wojczys, 2002
- Jozef Wojdylak und Anna Wojdylak, 1985
- Czeslaw Wojewoda und Maria Wojewoda, 1989
- Wladyslaw Wojewodzki und Michalina Wojewodzki, 2000
- Zygmunt Wojnarowicz und Elzbieta Wojnarowicz, 1999
- Florek Wojnerowski und Maria Wojnerowski, 1984
- Edward Wojtarek, Elzbieta Wojtarek und ihre Tochter Elzbieta, 2003
- Anastazja Wojtkiewicz, 2016
- Maria Wojtkiewicz, 2015
- Marian Wojton und Julia Wojton, 1989
- Alojzy Wojtowicz und seine Brüder Kazimierz Wojtowicz und Antoni Wojtowicz, 1993
- Apolonia Wojtowicz und ihre Kinder Kazimierz und Wieslawa, 1997
- Florian Wojtunik und Janina Wojtunik, 1989
- Jan Wojtyna, 1994
- Emilia Wolanska und Walerian Wolanska, 1984
- Stanislawa Wolanska, 1985
- Karol Wolanski, 2014
- Wladyslaw Wolanski und sein Bruder Eugeniusz, 1985
- Alfred Wolf, 1981
- Julia Wolfinger-Marcus, 1964
- Danuta Wolikowska-Malinowska, 1993
- Henryk Wolinski, 1974
- Maksymilian Wolny, Joanna Wolny und ihre Kinder Bozena und Zbigniew, 1994
- Maria Wolodkowicz-Lisowska, 1982
- Izabella Wolodkowicz-Morstin, 1982
- Izydor Wolosianski und Jaroslawa Wolosianski, 1967
- Anna Wolosiewicz und Bronislaw Wolosiewicz, 1997
- Wojciech Woloszczuk, 2011
- Dominika Woloszkiewicz, 1990
- Antoni Woloszyn, Maria Woloszyn und ihre Tochter Maria, 1984
- Jan Woloszyn und Rozalia Woloszyn, 1992
- Stanislaw Woloszyn und Maria Woloszyn, 1968
- Stefania Woloszyniak (Grzebyk), 1986
- Jozefa Woloszynska, 1985
- Anna Wolowska, 1998
- Malgorzata Wolska und ihre Kinder Halina, Wanda, Janusz und Mieczyslaw, 1989
- Ewa Wolska und ihre Tochter Joanna Wawrzkiewicz, 1992
- Jadwiga Wolska, 1991
- Feliks Wolski, 1981
- Ludwik Wolski, 2008
- Mieczyslaw Wolski und Janina Wolski, 1989
- Stanislaw Wolski, 2016
- Stanislaw Wolski und Wincentyna Wolski, 1987
- Tomasz Wolski und Olga Wolski, 1993
- Wlodzimierz Wolski und sein Sohn Krzysztof, 1980
- Jadwiga Wolynska, 1981
- Wilhelm Worobiec, Janina Worobiec und ihre Tochter Henryka, 1997
- Aniela Maria Elzbieta Woroniecka (Czartoryska), 2011
- Jozef Woroniecki, Maria Woroniecki und ihre Kinder Viktor, Helena, Bronislawa und Zofia, 2000
- Kazimierz Woroszyllo und Aleksandra Woroszyllo, 2016
- Pawel Wos, Anna Wos und ihr Sohn Zenon, 1997
- Pawel Wos und Helena Wos, 1992
- Andrzej Wosowski, 1995
- Olga Wozniak und Alojzy Wozniak, 1988
- Stanislaw Wozniak, 1993
- Stanislaw Wozniak und Janina Wozniak, 1964/1992
- Wladyslaw Wozniak und Marianna Wozniak, 1990
- Stefania Wozniak-Meller, 1987
- Michal Wozny und seine Kinder Maria und Andrzej, 1995
- Zofia Wrazej und Henryk Wrazej, 1998
- Wladyslawa Wrazen (Jedrzejak), 2018
- Agnieszka Wrobel, 2018
- Franciszek Wrobel, Stanislawa Wrobel und ihr Sohn Edward, 2002
- Jozef Wrobel und Helena Wrobel, 1997
- Stanislaw Wrobel, Anna Wrobel und ihre Kinder Zygmunt und Janina, 1991
- Stanislaw Wrobel, Karolina Wrobel und ihr Sohn Stanislaw, 1989
- Zofia Wroblewska-Wiewiorowska, 2005
- Edward Wroblewski und Stefania Wroblewski, 1992
- Henryk Wroblewski, 1979
- Jozef Wroblewski und Marianna Wroblewski (Klusek), 2012
- Stefan Wroblewski und seine Frau, 1981
- Edward Wroczynski und Jozefa Wroczynski, 1986
- Ludwik Wrodarczyk, 2000
- Anna Wrona und ihre Kinder Eugeniusz und Helena, 2006
- Jan Wrona und Maria Wrona, 1992
- Jozef Wrona, 1990
- Henri-Michael Wronski, 1996
- Helena Wrzosek und Kazimierz Wrzosek, 1987
- Helena Wrzosek-Golowin (Klusek), 2012
- Jerzy Wunsche, 1972
- Jan Wuzynski, 1993
- Wiktoria Wybieracka und Wladyslaw Wybieracka, 2000
- Bronislawa Wydra und ihr Sohn Jozef, 1979
- Helena Wydrych-Pindelak, 1979
- Elzbieta Wyganowska, 1992
- Stanislaw Wypych, 1990
- Wanda Wyrobek-Pawlowska, 1989
- Wladyslaw Wyrwa, 1981
- Jan Wyrwicz, 2012
- Antonina Wyrzykowska, 2007Antonina Wyrzykowska, 1983

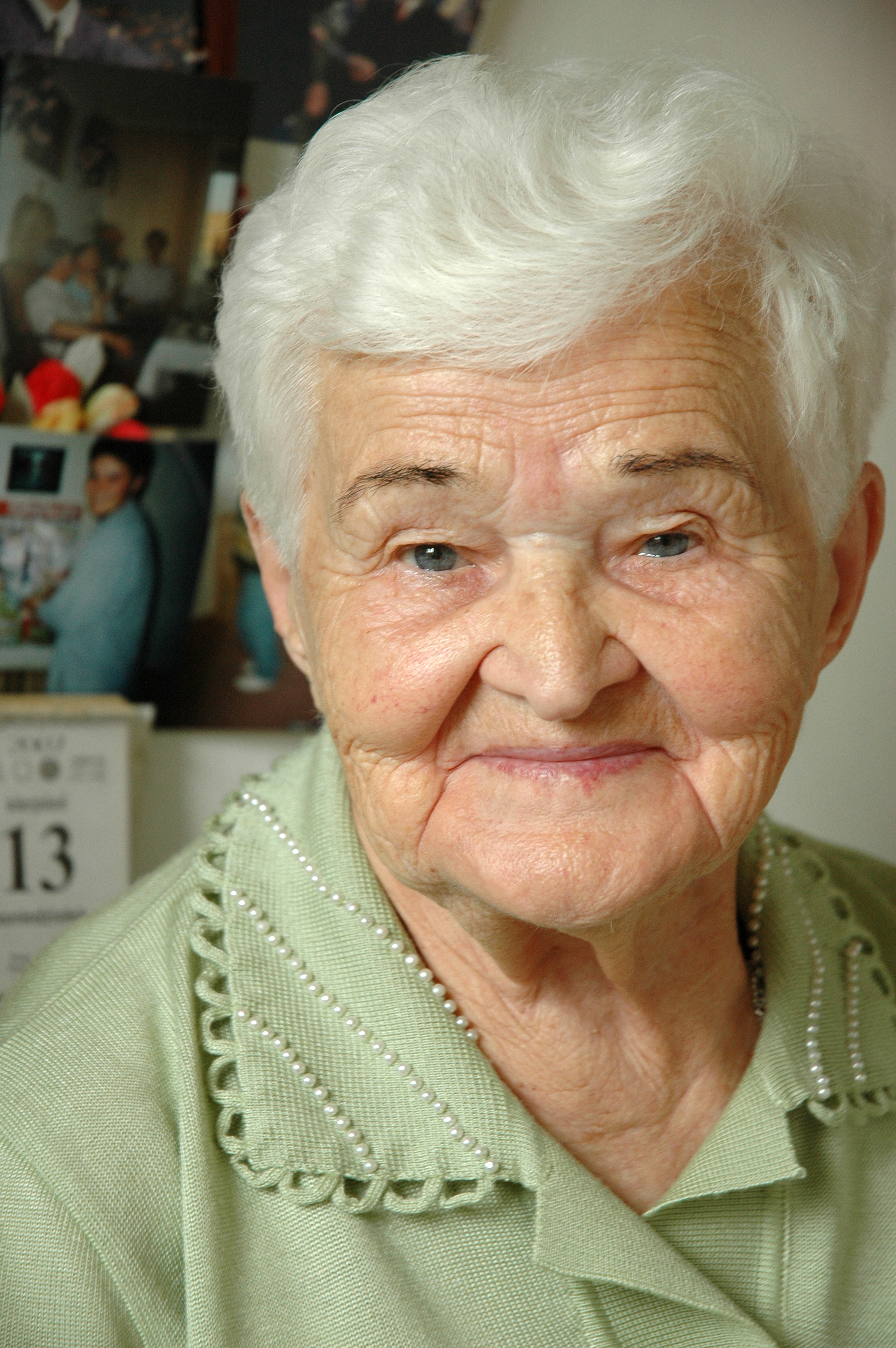
Antonina Wyrzykowska, 2007

- Aleksander Wyrzykowski und Antonina Wyrzykowski, 1976
- Franciszka Wysiadecka, 1989
- Zofia Wysmulska und ihr Sohn Jozef, 2018
- Wanda Wysocka-Pelko, 1986
- Mikolaj Wysocki, Anna Wysocki und ihre Töchter Helena und Maria, 1995
- Stanislawa Wyszastycka, 1977
- Kamilla Wyszewianski-Sikorska, 1985
- Jadwiga Wyszomirska, 2017
- Bronislaw Wyszynski und Julia Wyszynski, 2018

### Z
| Name              | Geboren | Gestorben | Ort der Rettung | Grund der Ehrung | Jahr |
| ----------------- | ------- | --------- | --------------- | ---------------- | ---- |
| Filomena Zabawski |         |           |                 |                  | 1983 |
| Marian Zabawski   |         |           |                 |                  | 1983 |

- Katarzyna Zabierzowska-Krystian, 1979
- Wladyslaw Zabilski, 1982
- Jan Zabinski und Antonina Zabinski, 1965
- Feliks Zabkiewicz und seine Frau, 1985
- Franciszek Zablocki, Karolina Zablocki und ihr Sohn Michal, 1986
- Stanislaw Zablocki und Maria Zablocki, 1990
- Tadeusz Zabokrzecki, 1985
- Mikolaj Zacharow und Helena Zacharow, 1992
- Aniela Zachera, 1995
- Bronislaw Zaczkiewicz, 1992
- Irena Zadarnowska und Stefan Zadarnowska, 1964/2000
- Antoni Zadlo und Maria Zadlo, 2006
- Michal Zadlo, Magdalena Zadlo und ihre Kinder Kinga und Tadeusz, 2018
- Adam Zadrozny und sein Sohn Czeslaw, 1997
- Jan Zadworny, seine Frau und seine Tochter Helena Szwed, 1990
- Aniela Zadyrko, 1982
- Jerzy Zagorski und Maria Zagorski, 1977
- Waclaw Zagorski, 1973
- Julia Zagrodzka (Schwester Kantalicja), 2016
- Ewa Zajac, 1965
- Feliks Zajac, Marianna Zajac und ihr Sohn Jozef, 1989
- Franciszka Zajac, 2011
- Jozef Zajac und Bronislawa Zajac, 1998
- Julian Zajac und Jozefa Zajac, 1993
- Regina Zajaczkowska und ihre Kinder Ryszard, Izabella und Maria, 1984
- Zofia Zajaczkowska, 1994
- Bronislaw Zajaczkowski und Filomena Zajaczkowski, 1993
- Piotr Zajaczkowski, Maria Zajaczkowski und ihre Kinder Jozef und Krystyna, 1989
- Adam Zak und seine Tochter Hanna-Barbara (Janczak), 1995
- Julian Zak, Wladyslawa Zak und ihr Sohn Jan, 1993
- Stanislaw Zak, Teresa Zak, sein Bruder Czeslaw und ihre Töchter Czeslawa und Stanislawa, 1993
- Irena Zakrzewska, 1988
- Franciszek Zakrzewski, Aniela Zakrzewski und ihre Kinder Mieczyslaw und Stanislaw, 1988
- Ludwik Zakrzewski und Maria Zakrzewski, 2017
- Zbigniew Zakrzewski, 2008
- Jan Zal, Maria Zal und ihre Söhne Jan, Antoni und Jozef, 1984
- Jozefa Zal, 1983
- Czeslaw Zalek, 2000
- Helena Zaleska, 2004
- Helena Zaleska, 1995
- Maria Zaleska, 1987
- Jerzy Zaleski, 2017
- Jerzy Zalewski und Wanda Zalewski, 1990
- Jozef Zalewski und Jadwiga Zalewski, 1981
- Zofia Zalinska-Poranska, 1979
- Karolina Zaluska, 1979
- Maria Zalwowska, 1997
- Franciszek Zalwowski, Tekla Zalwowski und ihre Kinder Jozef, Michal, Wladyslaw und Stanislaw, 1977
- Krystyna Zambrzycka, 1992
- Helena Zaniewska, 1979
- Zofia Zaorska-Krawczyk, 1984
- Tadeusz Zapior und Stefania Zapior, 1991
- Stanislaw Zaranek, 1992
- Jan Zarczynski und Aniela Zarczynski, 2014
- Janina Zaremba, 1986
- Jozef Zarowny und Barbara Zarowny, 2005
- Stanislaw Zaryn und Aleksandra Zaryn, 1998
- Andrzej Zarzycki und Katarzyna Zarzycki, 1986
- Gen. Janusz Zarzycki, 1988
- Wladyslaw Zarzycki, Stefania Zarzycki und ihre Kinder Jan und Stanislawa, 1996
- Stanislaw Zasko und Maria Zasko, 1991
- Halina Zasztowt-Sukiennicka, 1982
- Anna Zatorska, 1992
- Marianna Zatorska-Chelinska (Gozdziewicz), 2016
- Waclaw Zatorski, 2015
- Elena Zavadskaya und seine Mutter Konstanzia, 1996
- Rudolf Zawada, Anna Zawada und ihr Sohn Edward, 1986
- Wladyslaw Zawada, Jozefa Zawada und ihr Sohn Zdzislaw, 2000
- Hanna Zawadija, 2001
- Andrzej Zawadka und Marianna Zawadka, 1993
- Aniela Zawadzka, 2004
- Irena Zawadzka und ihre Mutter Sabina, 1988
- Olga Zawadzka, 1991
- Zofia Zawadzka, 2010
- Zofia Zawadzka und ihre Schwester Irena, 2001
- Zofia Zawadzka-Grycewicz, 1986
- Boleslaw Zawadzki, 1969
- Franciszek Zawadzki, 1992
- Mieczyslaw Zawadzki, 2007
- Florian Zawer und Kazimiera Zawer, 1989
- Bronislawa Zawisza und Wladyslawa Zawisza, 1983
- Jan Zawrzycki, 2007
- Romuald Zbierkowski und Stanislawa Zbierkowski, 1995
- Walery Zbijewski und Maryla Zbijewski, 2014
- Stefan Zbik, Stefania Zbik und ihr Sohn Alfred, 1983
- Waclaw Zborczynski und Zofia Zborczynski, 1990
- Adam Zboromirski und Maria Zboromirski, 1998
- Mieczyslaw Zborowicz, 1981
- Maria Zborowska, 2015
- Roman Zbroja, 1983
- Jozefa Zbucka und Jozef Zbucka, 1991
- Wladyslaw Zbysz und Stanislawa Zbysz, 1997
- Ewa Ligia Zdanowicz, 1983
- Andrzej Zdanowski und Jozefa Zdanowski, 1989
- Stanislaw Zdobylak und Tekla Zdobylak, 1984
- Stanislaw Zdon und Jozefa Zdon, 1996
- Stanislaw Zdunski, Maria Zdunski und ihr Sohn Jan, 1986
- Alfred Zdybalski, seine Frau und ihre Tochter Zofia, 1990
- Zygmunt Zdziejowski und Lucyna Zdziejowski, 1978
- Helena Zebrowska, 1991
- Rozalia Zegarlinska, 1994
- Genowefa Zegel, 1993
- Elza Zelichowska und ihre Tochter Romana, 1989
- Aleksander Zelwerowicz und ihre Tochter Helena, 1977
- Jerzy Zembik, 1986
- Frania Zero und ihr Bruder Edward, 1988
- Janina Zero und Jozef Zero, 1988
- Marianna Zerykier-Matycek, 1983
- Julia Zieba-Gorczyca, 1987
- Kazimierza Ziebowa, 1978
- Kazimierz Ziecik und Julia Ziecik, 2013
- Natalia Ziecina, 1985
- Anna Zielinska, 1994
- Irena Zielinska und ihre Mutter Albina, 1995
- Zbigniew Zielinski, Kazimiera Zielinski und ihr Sohn Ryszard, 1999
- Bronislaw Zielonka und Janina Zielonka, 1998
- Henryk Zielonka und Gertruda Zielonka, 1992
- Franciszka Ziemanska, 1985
- Tadeusz Ziemba, 1990
- Bronislaw Ziemczonok, Stanislawa Ziemczonok und ihre Kinder Stanislaw, Weronika, Florian und Bronislawa, 2000
- Helena Zienowicz, 1992
- Bronislawa Ziental und ihre Tochter Irena, 1968
- Janina Zilow, 2007
- Konrad Zimon, Regina Zimon und ihre Tochter Stefania, 1990
- Karol Ziobrowski, Paulina Ziobrowski und ihr Sohn Eugeniusz, 1992
- Zofia Ziolkowska, 1988
- Wladyslaw Ziolo und Petronela Ziolo, 2010
- Bozena Zlamal, 1983
- Jan Zlotecki, Katarzyna Zlotecki und ihre Kinder Stanislaw und Aniela, 1989
- Stanislaw Zlotkowski, Julia Zlotkowski und ihr Sohn Henryk, 1994
- Wladyslaw Zlotkowski, 2007
- Piotr Zmarzly und Marianna Zmarzly, 2006
- Aleksandra Zmigrodzka, 1997
- Anna Zmigrodzka-Wilniewczyc, 1985
- Leon Zmudzki und Zofia Zmudzki, 2000
- Kazimierz Zmyslony, 1994
- Feliks Zolynia, 2012
- Waclaw Zorawski und Henryka Zorawski, 1992
- Adam Zoszak, 1986
- Teofil Zroski und Klara Zroski, 2017
- Wisienka Zuberbier, 2017
- Karol Zubrzycki, Eugenia Zubrzycki und ihre Eltern Piotr und Marianna, 2003
- Irena Zuchniarz und Wladek Zuchniarz, 1993
- Eugenia Zugaj, 1989
- Grzegorz Zukowski und Wanda Michalina Zukowski, 1973
- Eugeniusz Zukowski und Irena Zukowski, 1989
- Kazimiera Zulawska und ihr Sohn Wawrzyniec, 1980
- Maria Zurawska, 2013
- Ludwik Zurowski, 1982
- Halina Zwanska, 1979
- Andrzej Zwierzchowski und Marianna Zwierzchowski, 1987
- Jerzy Zwierzchowski, 1996
- Janina Zwolicka-Misiewicz, 1983
- Stanislaw Zwolinski, 1983
- Jozef Zwonarz und Franciszka Zwonarz, 1967
- Zygmunt Zybert, 1998
- Karol-Leonard Zychowski, 1983
- Ignacy Zycinski, 1993
- Kazimierz Zygadlewicz und Maria Zygadlewicz, 1983
- Rajmund Zygula, 1992
- Joseph Zyk und Marianne Zyk (Majta), 2016
- Pawel Zysk und sein Sohn Stanislaw, 1993
- Michal Zytkiewicz, 1986
- Kazimierz Zywiolek und Lucja Zywiolek, 2018